# L'Ami commun
Vous lisez un « article de qualité » labellisé en 2014.  Il fait partie d'un « thème de qualité ».
L'Ami commun (en anglais Our Mutual Friend), quatorzième et dernier roman achevé de Charles Dickens, a été publié par Chapman & Hall en vingt épisodes de feuilleton — comptant pour dix-neuf — en 1864 et 1865, avec des illustrations de Marcus Stone, puis en deux volumes en février et novembre 1865, enfin en un seul la même année. Situé dans le présent, il offre une description panoramique de la société anglaise, la troisième après La Maison d'Âpre-Vent et La Petite Dorrit. En cela, il se rapproche beaucoup plus de ces deux romans que de ses prédécesseurs immédiats, Le Conte de deux cités et Les Grandes Espérances.
Charles Dickens s'emploie à dénoncer la superficialité d'une société fissurée en divisions de classes, corrompue par l'avidité du gain, l'incompétence du pouvoir, le gaspillage de la vie urbaine vouée au matérialisme et les relations prédatrices qu'entretiennent entre eux les êtres humains. Pour symboliser la déréliction de ce monde en décomposition, il utilise les décharges londoniennes, amoncellements de déchets déversés pêle-mêle (dust heaps), le cours du fleuve charriant des cadavres, les oiseaux de proie humains détroussant les morts et fouillant sans relâche dans les ordures. Ainsi, il associe une satire mordante à un réalisme noir, un fond traditionnel de fantastique et de contes de fée à une mise en garde contre les périls montants et propose en antidote les valeurs morales qu'assurent la bonne volonté et un altruisme bien orienté.
L'intrigue présente une certaine originalité par la cohérence, voire le raffinement de sa complexité. De plus, malgré la surabondance de cadavres, testaments et complots, Dickens abonde en scènes humoristiques où fraîcheur d'observation et verve se déploient non sans audace. Considérant en effet qu'une voix unifiée ne saurait à elle seule représenter la fragmentation de la société moderne et rendre compte de l'instabilité du monde qu'elle génère, l'auteur donne à son narrateur, pourtant moins présent que dans beaucoup de ses romans, une amplitude de ton encore jamais atteinte, tour à tour ironique et désinvolte, sérieux et comique, solennel et léger.
L'Ami commun est aujourd'hui reconnu comme l'un des chefs-d'œuvre de la dernière manière de Dickens. Quoique moins courtisé par les adaptateurs que certains des ouvrages précédents, le roman a inspiré plusieurs réalisateurs de cinéma ou de télévision, et même le poète T. S. Eliot ou encore le chanteur Paul McCartney.

## Genèse
La gestation de L'Ami commun s'est avérée longue et frustrante ; hormis Barnaby Rudge, aucun autre roman de Dickens n'a eu autant de mal à décoller. Lorsqu'il commence à paraître en livraisons mensuelles en mai 1864, il y a une quasi-décennie que Dickens ne publie plus en feuilleton, le dernier, La Petite Dorrit, datant de 1855-1857. L'intervalle a été occupé par des œuvres plus courtes, destinées à une parution hebdomadaire dans la revue All the Year Round et exigeant de ce fait une discipline tout autre que celle des romans plus ambitieux. Enfin, distrait de sa tâche par ses tournées de lecture publique et ses activités journalistiques, affaibli par la maladie, tourmenté par sa liaison avec Ellen Ternan, et même si l'idée en avait germé bien plus tôt, Dickens a du mal à se mettre à l'ouvrage. En deux ans, il n'a écrit que cinq épisodes : la fraîcheur improvisatrice de la jeunesse semblait l'avoir quitté. Moins d'élans de l'imagination, de digressions, d'histoires dans l'histoire – désormais, tout se doit d'être préparé, planifié ; pas une page qui ne soit en rapport direct avec le thème principal.

### Gestation

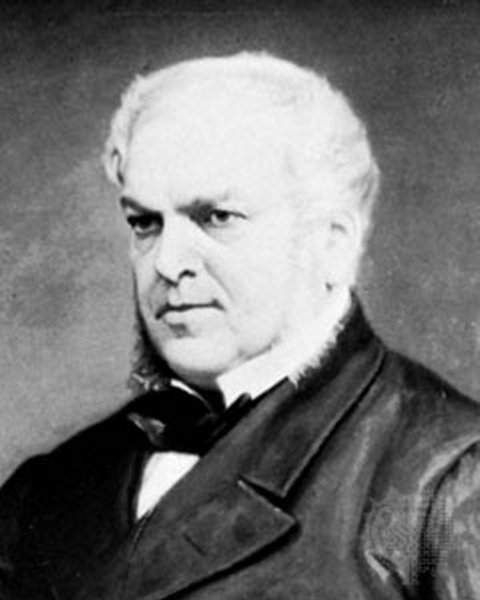
John Forster (1812-1876).

Entre 1860 et 1861, Dickens choisit son titre et discute avec John Forster de quelques idées figurant dans son Book of Memoranda (mems). Elles concernent d'abord plusieurs noms figurant dans le roman (Podsnap, Lightwood, Riderhood, Wegg, Boffin, Headstone, Twemlow et Wilfer), puis l'intrigue qui se prépare : un homme « se faisant passer pour mort, et bel et bien mort pour ce qui est extérieur à lui-même ; un pauvre imposteur épousant une femme pour son argent, et elle l'épousant pour son argent, tous les deux se rendant compte de leur erreur après la célébration, et signant une sorte de pacte contre la gent humaine en général ; chacun d'eux étant en relation avec des gens flambant neuf [sic] et un père sans instruction en futaine avec un garçon à lunettes instruit [sic], ».

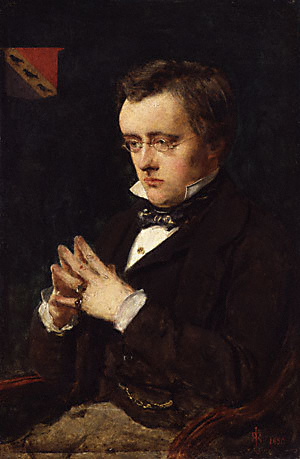
Wilkie Collins par Millais (1850).

Au cours des années qui suivent, les lettres de Dickens deviennent une longue litanie de malheurs et de soucis ; il n'arrive pas à entrer dans l'histoire, puis, une fois ce premier pas franchi, il éprouve les plus grandes difficultés à poursuivre : en avril 1862, il écrit à Forster : « Hélas ! Je n'ai rien trouvé pour mon histoire ; j'essaie sans cesse, mais cette petite maison semble avoir étouffé et obscurci mon imagination. » Six mois plus tard, il confie, toujours à Forster : « Je doute fort pouvoir sortir un livre au forceps. » En 1863, il se lamente auprès de Wilkie Collins : « Je pense toujours à écrire un long livre, mais n'arriverai jamais à me mettre à la tâche. » Octobre arrive et il n'a, explique-t-il à Forster, toujours pas commencé, encore qu'il voie l'incipit avec beaucoup de netteté ; il lui faudrait cinq numéros sous la main avant publication, « sinon, je risque encore de dériver et d'avoir à subir à nouveau les mêmes affres ».
Enfin, le 15 janvier 1864, il annonce à Wilkie Collins qu'il a fini les deux premiers et s'est mis au troisième : « C'est un mélange de drôlerie et de romanesque qui exige beaucoup d'efforts et d'élagage de certains points qui, pourtant, pourraient être amplifiés ; mais enfin, j'espère que ça sera très bon [sic]. » ; ce qui ne l'empêche pas de récriminer deux mois plus tard contre sa lenteur à écrire.

### Affres des feuilletons

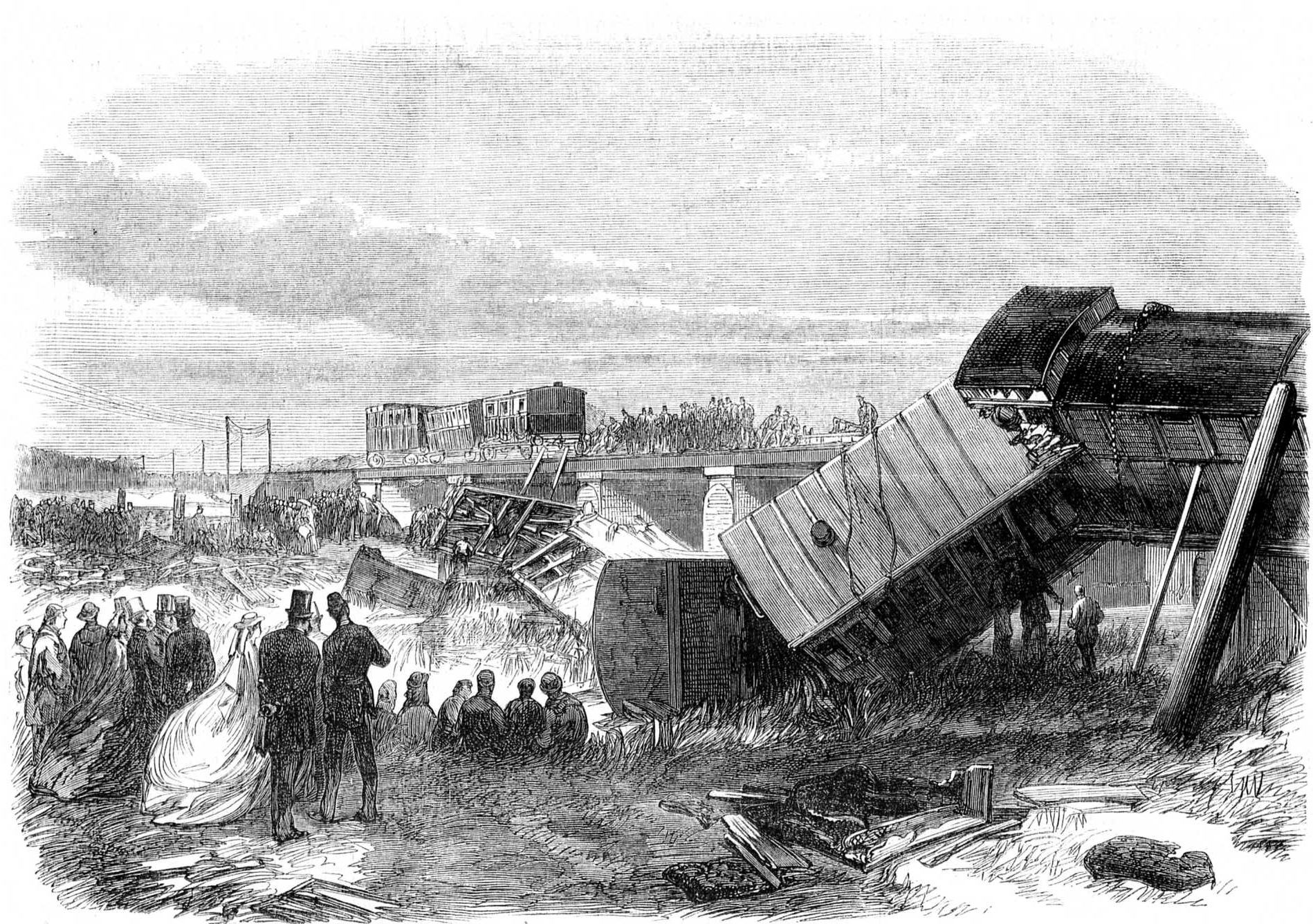
Déraillement de Staplehurst (Illustrated London News). Le wagon où voyagent Ellen, sa mère et Dickens est à droite, en suspens sur un débris du pont.

La parution en feuilleton débute en mai 1864, mais une année plus tard, Dickens se dit au bord de l'effondrement. C'est que l'accident ferroviaire de Staplehurst l'a beaucoup contrarié : le train le ramenant de France avec Ellen Ternan et sa mère déraille le 9 juin 1865 ; les huit premiers wagons basculent dans la rivière Beult, en contrebas d'un petit viaduc sans rambardes, et de nombreux passagers restent coincés dans les compartiments ; Dickens, qui a pris place dans le premier wagon, réussit à s'extirper par la fenêtre et à dégager ses accompagnatrices, mais l'accident se solde par dix morts et quarante blessés,. Lorsque L'Ami commun sera publié, une postface ironique dévoilera au public que, le manuscrit du dernier épisode étant resté dans son manteau, Dickens se rappela soudain les feuillets au bout de trois heures, se hissa dans le wagon à l'oblique et réussit à les récupérer,.
« Enchaîné par la jambe à [s]on livre » et « travaillant comme un dragon, », il annonce le 2 septembre 1865 que L'Ami commun est enfin achevé,.

## Illustrations
L'Ami commun a été illustré par Marcus Stone, fils d'un voisin cher à Dickens, Frank Stone, mort en 1859. Dickens avait pris ce jeune homme sous son aile, le traitait comme l'un des membres de la famille et lui confiait  du travail d'illustration. Marcus Stone, avait ainsi déjà réalisé le frontispice de l'édition « bon marché » de La Petite Dorrit et huit estampes pour l'édition « de bibliothèque » des Grandes espérances, et Dickens appréciait qu'il se démarquât de la tradition des caricatures à la Hogarth qu'avaient adoptée aussi bien Cruikshank que Hablot Browne. Ses personnages affirment leur présence avec un plus grand réalisme, mais, selon Jane Rabb Cohen, les gravures n'en demeurent pas moins « ornementales plutôt qu'intégrales ».
Dickens a trouvé la jaquette (wrapper) excellente, mais a fait plusieurs suggestions concernant ses détails : le mot Our devait apparaître en aussi gros que le reste du titre et Boffin, tout en paraissant bizarre, rester sympathique, avec un visage « drôle sans être horrible ». Cependant, il autorisa quelques libertés à Stone, par exemple de quel côté Wegg devait avoir sa jambe de bois. Parfois, ses exigences ont été très précises, par exemple sur l'attitude de Boffin sur le frontispice,.
Dans l'ensemble, même si Dickens ne s'intéressait que de loin à ces estampes, la collaboration entre les deux hommes ne s'est jamais relâchée et « le résultat s'est avéré fort judicieux ». D'ailleurs, c'est Stone qui emmena Dickens visiter l'établissement d'un taxidermiste, un certain Mr Willis, ce qui lui inspira le personnage de Mr Venus.

## Publication

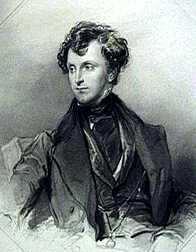
Sir James Emerson Tennent (1804-1869), par Andrew Nicholl.

L'Ami commun est dédié à un vieil ami de Dickens et de Forster, l'Irlandais James Emerson Tennent, voyageur et homme politique, ancien gouverneur de Ceylan.

### Circonstances
Le 8 septembre 1863, Dickens écrit à Chapman & Hall pour lui proposer la moitié des droits relevant de la publication en feuilleton moyennant 6 000 £ ; les termes sont acceptés et le contrat est signé le 21, l'éditeur se réservant d'annuler l'accord pour un éventuel défaut à la fin de 1864 et de recevoir des compensations en cas de décès. Dickens s'assure la part belle, car si Chapman & Hall risque l'avance sans garantie, lui reçoit d'emblée 6 000 £, s'offre la moitié des bénéfices mensuels et, après la première édition en volumes, la totalité de ceux de toutes les éditions à venir.
Les manuscrits du roman et des notes de travail que Dickens a donnés à E. S. Dallas pour le remercier de son compte rendu élogieux, sont déposés à la Pierpont Morgan Library, alors que les épreuves corrigées offertes à Marcus Stone sont hébergées par la Berg Collection.
La publication en feuilleton s'est étendue de mai 1864 à novembre 1865 ; celle en deux volumes date de février et novembre 1865. Tauchnitz a sorti une édition en quatre volumes à Leipzig de 1864 à 1865 et le Harper's New Monthly Magazine de New York a diffusé le roman en feuilleton de juin 1864 à décembre 1865. Une traduction allemande de Mary Scott a été publiée en cinq volumes dès 1864 et 1865. Enfin, l'édition « bon marché » et celle dite « de bibliothèque » ont paru en 1867, tandis que l'édition appelée « Dickens » a pris le relais en 1868.

### Calendrier des publications en feuilleton
Première partie : ENTRE LA COUPE ET LES LÈVRES
- I – mai 1864 (chapitres 1–4)
- II – juin 1864 (chapitres 5–7)
- III – juillet 1864 (chapitres 8–10)
- IV – août 1864 (chapitres 11–13)
- V – septembre 1864 (chapitres 14–17)

Deuxième partie : GENS DE MÊME FARINE
- VI – octobre 1864 (chapitres 1–3)
- VII – novembre 1864 (chapitres 4–6)
- VIII – décembre 1864 (chapitres 7–10)
- IX – janvier 1865 (chapitres 11–13)
- X – février 1865 (chapitres 14–16)

Troisième partie : LONG DÉTOUR
- XI – mars 1865 (chapitres 1–4)
- XII – avril 1865 (chapitres 5–7)
- XIII – mai 1865 (chapitres 8–10)
- XIV – juin 1865 (chapitres 11–14)
- XV – juillet 1865 (chapitres 15–17)

Quatrième partie : PIÈGES ET TRAPPES
- XVI – août 1865 (chapitres 1–4)
- XVII – septembre 1865 (chapitres 5–7)
- XVIII – octobre 1865 (chapitres 8–11)
- XIX-XX – novembre 1865 (chapitres 12–17 [Dernier chapitre])[35].

## Accueil

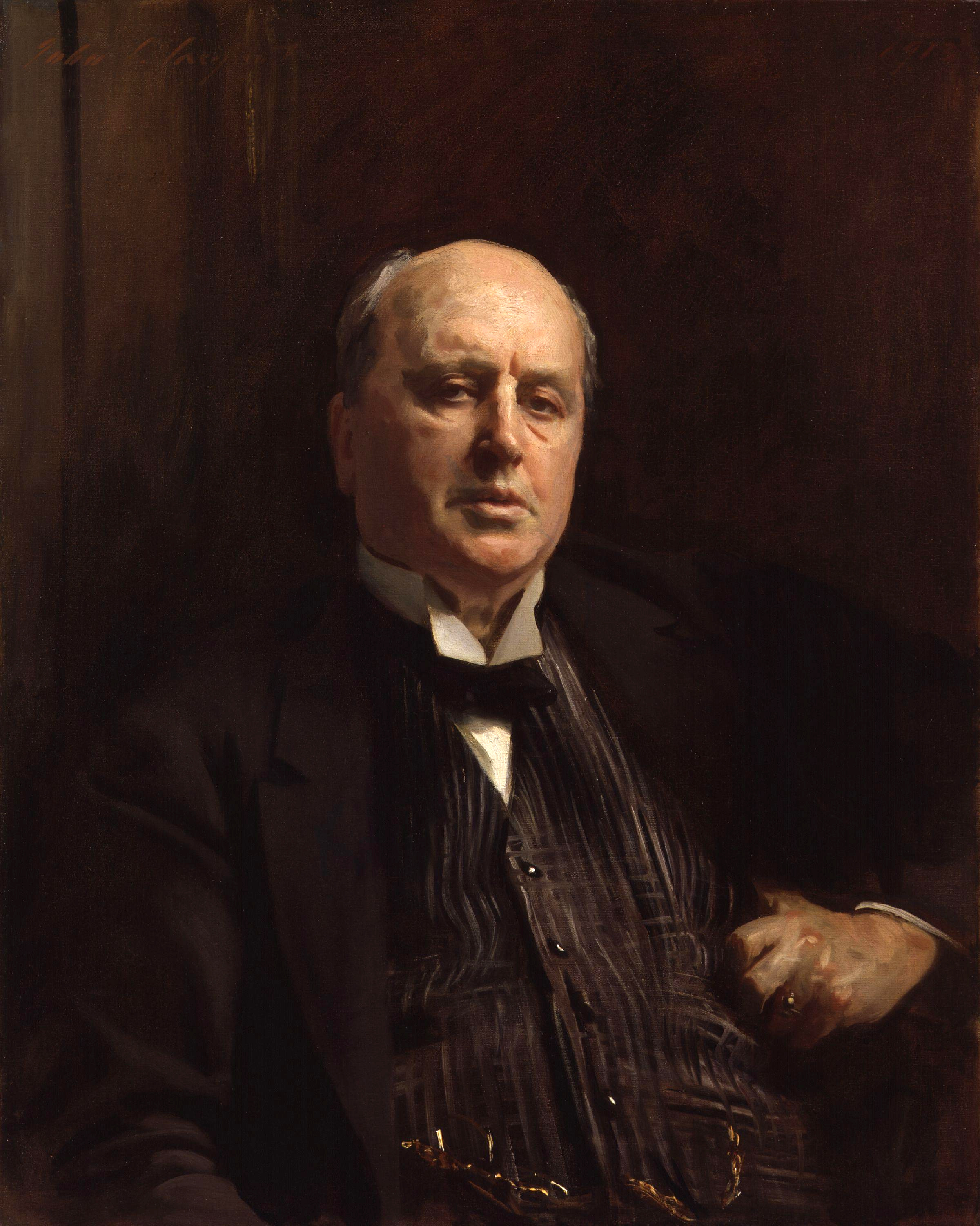
Henry James par John Singer Sargent (1913).
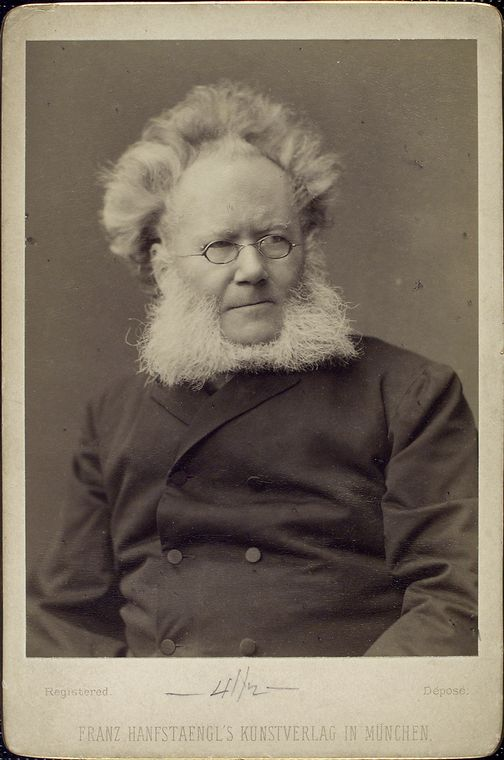
Ibsen, déjà âgé.
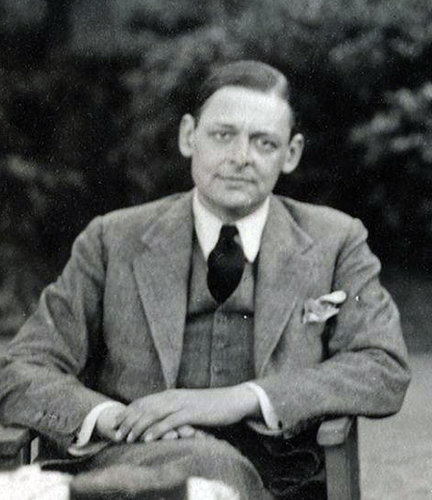
T. S. Eliot en 1934.

Les premières ventes dépassent celles jamais atteintes par les romans précédents et Dickens jubile : « Il n'y a rien de mieux que Notre ami, déjà à 30 000, avec une flopée de commandes ». Puis le flot se ralentit et tombe à 19 000 lors du dernier épisode. Si l'auteur empoche 12 000 £, l'éditeur enregistre un déficit de 700 £.
Les comptes rendus restent mitigés : même John Forster écrit que le roman « pèche par manque de fraîcheur et de développements naturels ». Le jeune Henry James le déclare le « plus mauvais roman de Dickens […], tarabiscoté et artificiel […], un livre d'une rare intensité, mais mal conçu, mal assimilé et mal ressenti » ; il y faudrait, ajoute-t-il, de la « philosophie ». En revanche, Henry Chorley vante « sa richesse et sa cohérence ».
La critique moderne se montre bien plus unanimement positive : nombre de commentateurs, en particulier marxistes, y voient une grande œuvre sociale à l'égal de La Maison d'Âpre-Vent, La Petite Dorrit et Les Grandes Espérances. Jack Lindsay écrit en 1950 qu'il s'agit d'« une œuvre suprême […] l'une des plus grandes jamais composées en prose, justifiant pleinement que Dickens ait droit, plus que tout autre écrivain anglais, à siéger aux côtés de Shakespeare ». D'autres s'intéressent à sa structure, dont Arnold Kettle qui souligne sa « profondeur et la cohérence artistiques ». Quant à Angus Wilson, il écrit qu'il y a là un roman d'avant-garde ayant exercé une influence notable, par exemple sur Henrik Ibsen pour Une maison de poupée et T. S. Eliot dans La Terre vaine (voir Divers), d'abord intitulée d'après la description que fait Betty Higden de Sloppy,.

## Résumé de l'intrigue et recensement des personnages
À la différence des deux précédents romans, Le Conte de deux cités, qui narre des péripéties de la Révolution française, et Les Grandes espérances qui se déroule dans les années 1820, Dickens situe L'Ami commun dans le présent, « de nos jours » (In our times). Ce choix est dû à sa volonté de dénoncer les maux de la société moderne, mais aussi de mieux répondre aux exigences du public, désormais avide de décors contemporains, en particulier urbains, et fasciné par le nouveau genre du roman à sensation avec intrigues bourrées de mystère, d'identités camouflées ou perdues, de testaments cachés, sans compter la corruption des beaux quartiers et une bonne dose de violence, tels que les lui offrait Wilkie Collins avec La Femme en blanc, publié dans All the Year Round. Pour autant, tout en se pliant au goût littéraire de ses lecteurs, Dickens n'était pas disposé à se limiter à une formule générique.

### Résumé

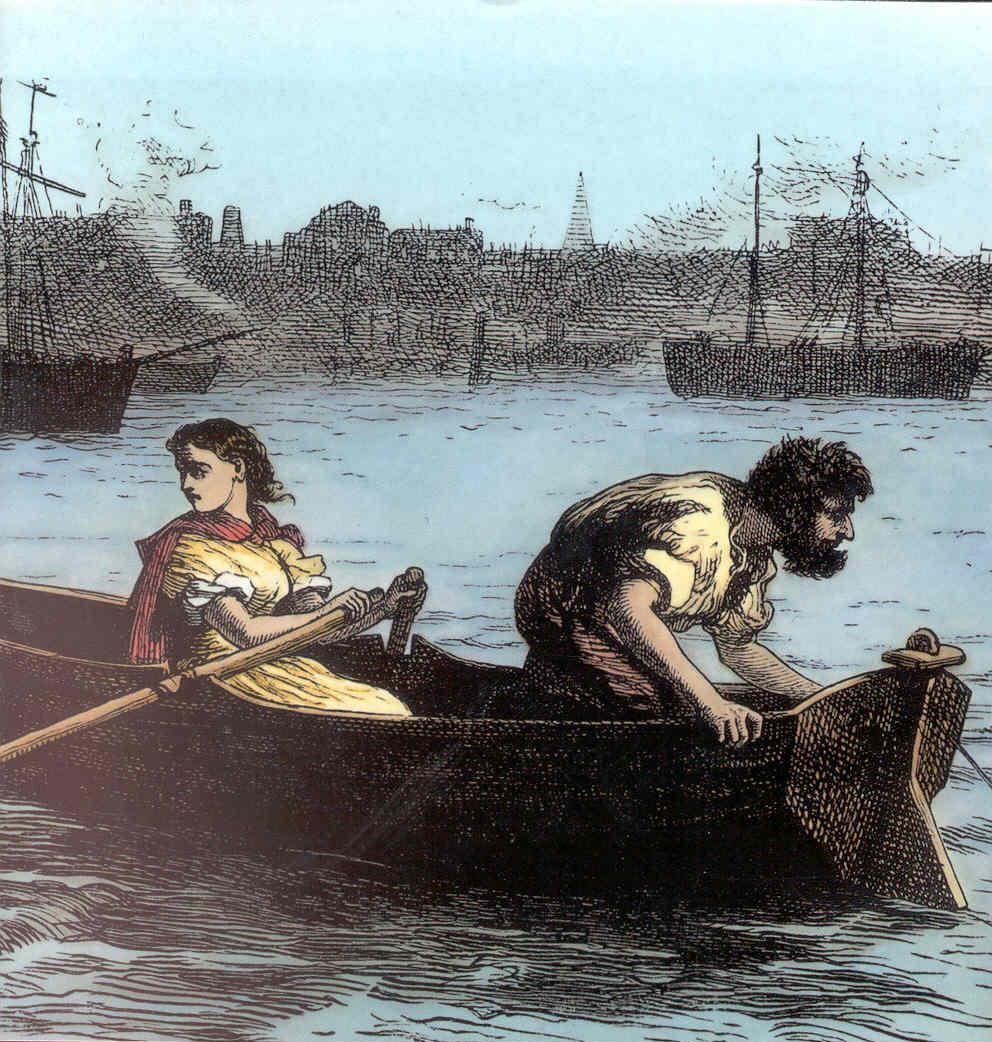
Gaffer Hexam et sa fille Lizzie à la recherche de corps sur la Tamise (Marcus Stone).
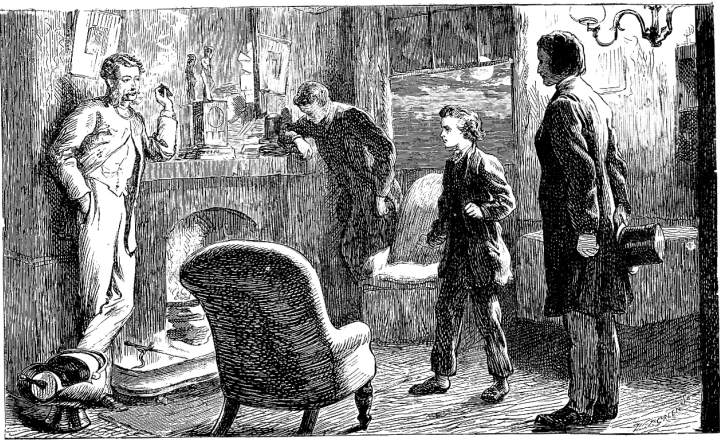
Collision sociale : Charley et Headstone au cabinet de Lightwood et Wrayburn, exigeant de ce dernier qu'il renonce à Lizzie (Marcus Stone).
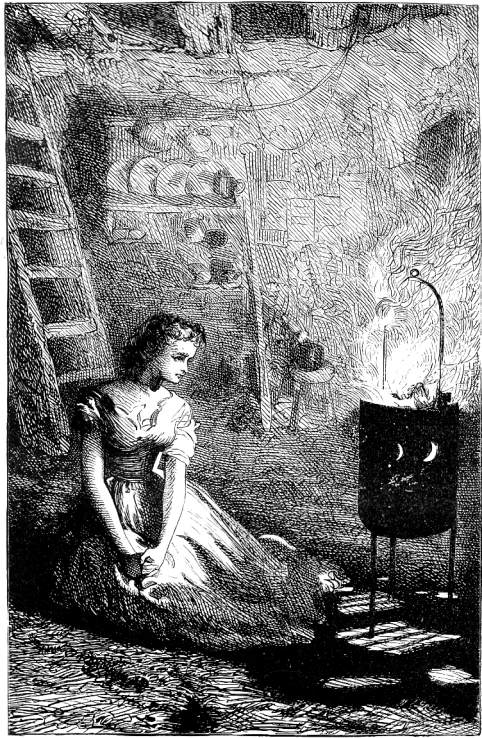
Lizzie attend son père tandis que Lightwood et Wrayburn le cherchent avec un inspecteur de police pour le meurtre de Harmon (Marcus Stone).
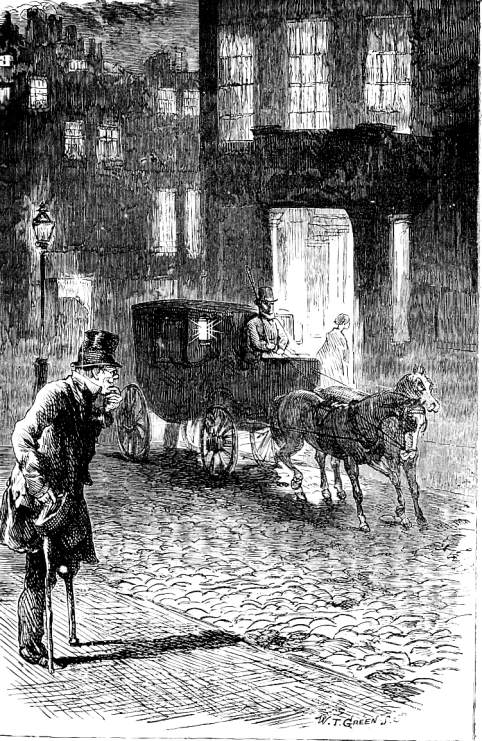
Silas Wegg, épiant l'hôtel particulier des Boffin (Marcus Stone).
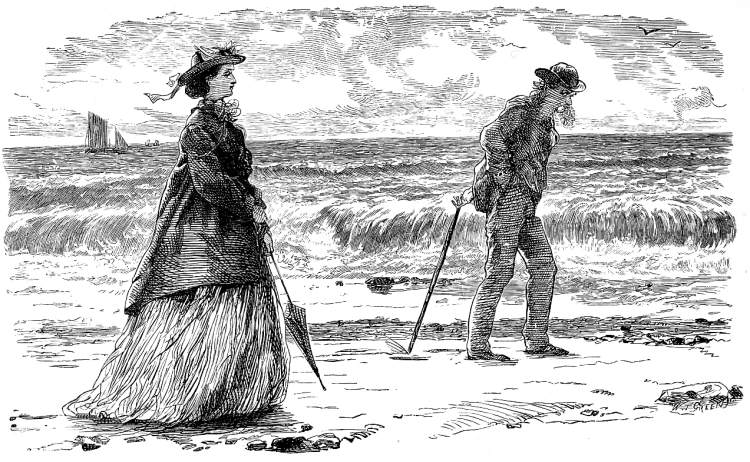
Mr et Mrs Lammle contrariés, marchant séparément sur la plage de Shanklin, île de Wight (Marcus Stone).

Un riche misanthrope brouillé avec le monde entier à l'exception de ses fidèles employés, Mr et Mrs Boffin, meurt après avoir fait fortune en exploitant les décharges de Londres (dustheaps). Son testament stipule que sa fortune est transmise à son fils, John Harmon, qu'il ne voit plus, mais à condition qu'il revienne du lointain étranger où il s'est établi – sans doute l'Afrique du Sud –, pour la recevoir. Cette disposition est assortie d'une autre clause : Harmon doit épouser une jeune femme qu'il ne connaît pas, Miss Bella Wilfer. Mortimer Lightwood, notaire réputé indolent et qui a la particularité de ne pas avoir d'autres clients, est désigné comme exécuteur testamentaire.
L'héritier présomptif ne se présente pas, non seulement disparu mais présumé mort par noyade à l'issue de son voyage à Londres. En effet, un corps est repêché dans la Tamise par Gaffer Hexam qui, avant de les remettre aux autorités compétentes, dépouille les cadavres dérivant au gré des courants, et les poches du noyé livrent des documents l'identifiant bien comme John Harmon. Un mystérieux jeune homme, disant s'appeler Julius Handford, assiste à l'identification officielle puis disparaît.
Puisque l'héritier fait défaut, la fortune revient à Mr et Mrs Boffin, gens plutôt naïfs et confiants, qui entendent utiliser cette manne pour se faire plaisir et procurer un peu de bonheur autour d'eux. Pour commencer, ils prennent chez eux la fiancée désignée, Bella Wilfer, déçue de la tournure des événements, et la gâtent comme si elle était leur propre fille, tout en l'assurant qu'elle héritera de leurs biens le jour venu. Ils acceptent aussi l'offre de Julius Handford, qui se présente désormais sous le nom de John Rokesmith, de leur servir de secrétaire privé et conseiller en affaires à titre gracieux. Le but secret de Rokesmith est d'observer et de recueillir un maximum de renseignements sur les Boffin et Miss Wilfer, et aussi sur leurs réactions à la nouvelle de la mort de l'héritier. Enfin, Mr Boffin loue les services d'un chanteur de ballades unijambiste, Silas Wegg, qu'il charge de lui faire la lecture. Wegg a bien l'intention de profiter de l'aubaine et d'en tirer le plus d'avantages possible. Très vite, installé dans la Maison Bower, dont la cour contient plusieurs décharges, après le déménagement des Boffin dans une demeure moins triste, il espère y trouver des trésors cachés.
Pour se venger d'avoir été remercié comme associé et aussi dans l'espoir d'empocher la récompense offerte par les autorités, Roger « Rogue » Riderhood accuse Gaffer Hexam du meurtre de John Harmon dont il a repêché le corps. Hexam est alors mis en quarantaine par ses collègues et exclu de la taverne The Six Jolly Fellowship-Porters (« Les six joyeux compagnons de la guilde des portiers ») où se retrouvent les hommes vivant de la rivière. Encouragé par sa sœur Lizzie, Charley Hexam, qui désire malgré l'opposition paternelle devenir maître d'école, quitte le domicile familial.
Survient un tragique événement : avant que Riderhood ne reçoive la récompense promise à la suite de ses fausses allégations, Hexam est à son tour retrouvé noyé dans la Tamise. Lizzie déménage alors chez une couturière pour poupées, une toute jeune infirme surnommée Jenny Wren, vivant avec un père alcoolique qu'elle traite comme son enfant. Elle a été remarquée par Eugene Wrayburn, avocat ayant tout du gentleman, alors qu'il accompagnait son collègue et ami Mortimer Lightwood pendant l'interrogatoire de Gaffer. Cet intérêt se transforme bientôt en un profond sentiment qui le conduit à lui proposer, ainsi qu'à Jenny, de leur financer des cours pour améliorer leur instruction.  Ce fait excite la jalousie du maître de Charley, Bradley Headstone, tombé amoureux fou de la jeune fille. Il demande la main de Lizzie qui la lui refuse, tandis que Charley, ayant pris le parti de son maître, rompt tout contact avec sa sœur qui refuse de lui obéir. Quant à Lizzie, peu sûre des intentions de Wrayburn, et craignant les réactions de Headstone, elle s'éloigne de ses deux prétendants et trouve un emploi en amont du fleuve, hors les murs de la capitale. La fureur jalouse de Headstone le pousse à prendre Wrayburn en filature.
Mr et Mrs Boffin voudraient adopter l'orphelin dont s'occupe sa grand-mère, Betty Higden, mais le petit garçon meurt avant que les formalités ne soient terminées. Cette Mrs Higden gagne sa vie en prenant soin de jeunes enfants dans sa minding school (« crèche privée »), aidée en cette tâche par un enfant trouvé, Sloppy, maintenant adolescent dégingandé. Mrs Higden redoute l'hospice jusqu'à l'obsession, entendant à tout prix gagner sa vie par elle-même. Lorsque le petit orphelin décède et que Mrs Boffin décide de porter sa générosité sur Sloppy, elle prend la route et survit en faisant de menus travaux de couture. Un jour, Lizzie Hexam la trouve à l'agonie, et elle meurt dans ses bras après avoir reçu la promesse qu'elle ne serait pas placée à l'hospice,. C'est à cette triste occasion que Lizzie fait la connaissance des Boffin et de Bella Wilfer.
Eugene Wrayburn, ayant obtenu du père de Jenny les renseignements qu'il recherchait sur Lizzie Hexam, a pu retrouver celle qui est désormais devenue l'objet de son affection. Bradley Headstone essaie lui aussi de la localiser en se conciliant l'assistance de Riderhood devenu éclusier. Un jour, suivant Wrayburn sur les rives de la Tamise, il le voit en compagnie de Lizzie. Il décide de se débarrasser de son rival et tente de l'assommer. S'ensuit une violente lutte qui se finit dans le fleuve. Eugene est laissé pour mort et Bradley disparaît. In extremis, Lizzie retire la victime des eaux. Convaincu que sa fin est proche, Wrayburn épouse Lizzie pour prouver l'honnêteté de ses sentiments, mais, ayant survécu à ses épreuves, il acquiert la certitude que celles-ci l'ont conduit à un mariage heureux avec une personne pourtant de statut inférieur au sien. Lizzie reste consciente qu'un abîme social les sépare et que, sans les circonstances exceptionnelles de cette aventure, elle n'aurait sans doute pas consenti à l'union.
Rokesmith s'est épris de Bella Wilfer qui ne peut se résoudre à l'accepter, car elle a déjà proclamé qu'elle ne se mariera que pour l'argent. Or Mr Boffin a changé, corrompu, semble-t-il, par sa nouvelle richesse, sa générosité muée en avarice et sa bienveillance en dureté. Il traite son secrétaire avec mépris et même cruauté, comportement qui éveille en Bella des sentiments de compassion. Elle prend ouvertement la défense du jeune homme, surtout lorsque Boffin le renvoie pour avoir osé prétendre à sa main. Le couple passe outre et s'unit sans son consentement, vivant dans une semi-pauvreté mais sans nuages, et bientôt Bella donne naissance à un enfant.
Bradley Headstone avait pris soin de compromettre Rogue Riderhood dans l'attaque perpétrée contre Wrayburn, en portant les mêmes vêtements que lui. Riderhood n'est pas dupe et profite de l'occasion pour exercer un chantage sur son ancien associé. Headstone est aux abois ; pressé par Riderhood, bien décidé à ne pas lâcher sa proie, il finit par se jeter dans l'écluse en entraînant Riderhood dans sa noyade.
Au milieu du livre, le lecteur découvre que John Rokesmith, Julius Handford et John Harmon sont une unique personne. Mais ce n'est que tardivement que le secrétaire, marié et heureux, jette sa défroque aux orties et se révèle pour ce qu'il est. Tout s'éclaire désormais pour le mieux, car Mr Boffin a joué à l'avare et maltraité son secrétaire pour mettre Bella à l'épreuve.
Avec l'aide du taxidermiste articulateur de squelette Mr Venus, Silas Wegg fouille les décharges de sa cour et découvre un testament postérieur à celui octroyant l'héritage aux Boffin, désormais légué à la Couronne. Il tente de faire chanter Mr Boffin en brandissant le testament exhumé, mais ce dernier abat une nouvelle carte, un document encore plus récent qui lui attribue bel et bien la fortune, aux dépens même du jeune John Harmon. Tout finira bien, car le couple Boffin a déjà pris la décision de faire de John et Bella ses héritiers. Silas Wegg est châtié pour son forfait et il revient à Sloppy de le charrier hors des murs de la ville. Sloppy devient un excellent ami de Jenny Wren dont le père alcoolique est mort.
Une intrigue secondaire concerne le couple Lammle qu'un malentendu sur leur richesse respective a uni, mais quand la vérité se dévoile, c'est-à-dire que l'un est aussi pauvre que l'autre, les mariés décident d'unir leurs efforts pour mieux escroquer leurs futures victimes. Comme agent d'exécution de leur plan, ils utilisent les services de Fledgeby qu'ils envoient à l'assaut de l'héritière Podsnap. Fledgeby est un usurier qui camoufle son activité sous le couvert du bon Mr Riah, un vieux juif toujours prêt à venir en aide à qui en a besoin. Le complot du trio d'escrocs est déjoué. Le couple Lamme décide alors de s'attaquer à la fortune des Boffin. Mais c'est en vain. Poussé à la ruine par Fledgeby, le couple véreux se voit forcé de quitter l'Angleterre non sans avoir au préalable rossé Fledgeby pour sa trahison. Ces manigances ne sont pas sans conséquences, au moins temporairement, car Mr Riah se brouille avec Jenny Wren qu'il a pourtant prise sous son aile.
Ainsi, comme souvent chez Dickens, la justice immanente a prévalu, les méchants ont perdu la partie et seuls restent des couples heureux qu'unit l'amour et non l'appât du gain. Demeure cependant l'arrogance des gens de pouvoir, les derniers à s'exprimer dans le roman, comme si rien ne pouvait jamais changer les vices inhérents à la société.
(Résumé en partie dû à Margaret Drabble, Paul Davis et au résumé en ligne de Humanities 360.)

### Recensement
L'adaptation télévisuelle de la BBC2 a nécessité en 1998 presque cinquante acteurs pour incarner les personnages de L'Ami commun. C'est dire quelle faune disparate habite et anime le roman, des bas-fonds jusqu'au sommet de la hiérarchie sociale. Deux personnages féminins dominent le roman, Lizzie Hexam et Bella Wilfer, auxquelles se joignent deux héros masculins, John Harmon et Eugene Wrayburn. Ce quatuor constitue le noyau de l'intrigue autour duquel se mettent progressivement en orbite des amoureux, des excentriques, des escrocs, des voleurs, des criminels et d'autres, bons ou niais, humbles ou arrogants, pauvres ou riches, chacun drainant avec lui ses propres satellites.

#### Personnages principaux

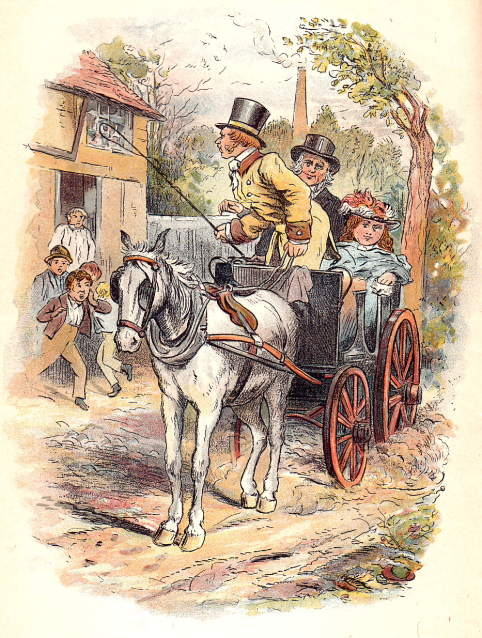
Mr Boffin en gloire, par Marcus Stone, colorisé en 1901.

- John Harmon, gentleman au teint basané, 30 ans au plus, visage avenant, sans grande distinction dans ses façons d'être, très réservé, méfiant, troublé. Héritier de la fortune amassée par son père à la condition qu'il épouse Bella Wilfer qu'il n'a jamais vue, présumé mort pendant la majeure partie du roman, il vit sous de fausses identités, la dernière étant John Rokesmith. Employé comme secrétaire par les Boffin, il essaie d'apprendre à connaître Bella et aussi de se faire une idée de l'opinion générale sur la « mort » de Harmon.
- Bella Wilfer, jeune fille d'environ 19 ans, pleine d'humour et de charme, au visage pétillant de beauté mais arborant aussi le masque de l'impatience qu'accentue un geste caractéristique des épaules. Sa famille représente l'humble respectabilité des faubourgs peu argentés. Or Bella déteste la pauvreté et aspire à la richesse, espoir que la nouvelle du décès de John Harmon réduit à néant. Elle rejette une première proposition de mariage de Rokesmith, puis, mûrie par son amour grandissant pour lui, accepte de l'épouser. D'abord décrite comme « une jeune femme intéressée avec pas plus de personnalité qu'un canari[54] », elle change radicalement au cours du roman et, sevrée du cancer de l'avidité, défie sans ciller le mépris des snobs mondains qui jugent son union socialement inacceptable. En tant que personnage de femme, elle est souvent louée pour sa vivacité et aussi sa vraisemblance[55], et apparaît bien moins statique que nombre d'autres héroïnes créées par Dickens. Sa relation quasi maternelle avec son père, son « chérubin » qu'elle traite comme un petit enfant, constitue un puissant contraste avec les rapports tendus et houleux qu'elle entretient avec sa mère[55].
- Nicodemus (Noddy) Boffin, rembourré, rond des épaules, à manteau purée de pois et grosse canne, chapeau à large bord, chaussures épaisses, guêtres elles aussi épaisses et gants de même facture : en somme, résume le narrateur, une stature de rhinocéros. Soudain catapulté de la classe inférieure à celle des nouveaux-riches, il devient « L'Éboueur d'or » (« The Golden Dustman »). Illettré, il aspire à rejoindre l'élite des gens de bien et, à cette fin, loue les services de Silas Wegg, chargé de lui faire la lecture pour lui donner de bonnes manières. Très vite cependant, il se conduit de façon si convaincante en pingre hautain et méchant que le lecteur, comme son entourage, se trouve berné, car, vers la fin du roman, il s'avère qu'il a joué la comédie de l'avarice pour prouver par l'exemple à Bella les dangers de la richesse. Il n'en demeure pas moins que son innocence, sa curiosité naïve et son désir sincère de se cultiver s'opposent à « sa performance très sophistiquée dans le rôle de l'avare[55] », si bien que les critiques se demandent si cette attitude avait vraiment été prévue par Dickens[56]. Malgré ces réserves, Boffin offre une « saine fraîcheur qui s'oppose à la morgue sclérosée des « vrais riches »[56] ». Le personnage aurait été inspiré à Dickens par un certain Henry Dodd d'Islington, qui, à l'origine garçon de ferme, finit par devenir entrepreneur de décharges et, avec les ordures de la capitale, accumula une immense fortune[57].
- Mrs Henrietta Boffin, épouse de Noddy. Personne enrobée, vêtue, au grand amusement de Silas Wegg, d'une longue robe de soirée échancrée et d'un immense chapeau de velours à plume, toujours enjouée, rieuse et tapant des mains de plaisir. Son premier souci est de persuader son mari d'adopter un jeune orphelin, puis, à sa mort prématurée, d'accueillir Bella Wilfer. Le rôle joué par Mrs Boffin témoigne d'une « évolution chez Dickens qui confie de plus en plus à ses personnages féminins un rôle actif dans la réforme sociale. C'est elle qui comprend en premier que Rokesmith n'est autre que Harmon, autre raison pour que son mari joue les avares[58] ».
- Lizzy Hexam, fille de Gaffer Hexam et sœur aînée de Charley Hexam. Jeune fille d'environ 19 ou 20 ans, d'une beauté étincelante, elle se languit de ne pouvoir, par devoir filial, quitter Limehouse, la maison de son père au bord de la Tamise. Affectueuse envers les siens, elle est convaincue que Charley doit échapper aux conditions de leur vie familiale pour trouver la réussite. C'est pourquoi elle lui donne de l'argent et l'aide à partir étudier chez Bradley Headstone. Objet des attentions de ce maître d'école et aussi d'Eugene Wrayburn, elle craint la violence amoureuse du premier et penche secrètement pour le second, lui-même sous le charme. Consciente de leur différence de statut social, elle finit par l'épouser après l'avoir sauvé d'une tentative d'assassinat perpétrée par Headstone. Lizzie représente le pivot moral de toute l'histoire, de loin « le meilleur de tous les personnages, presque entièrement dépourvue d'égo […] avec une puissance d'abnégation à peine plus crédible que, considérant ses origines, l'élégance de son discours[55] ». Aussi mérite-t-elle plus que tout autre la récompense qui lui échoit, le bonheur avec Eugene.
- Charley Hexam, fils de Jesse « Gaffer » Hexam et frère cadet de Lizzie. S'il se montre d'abord affectueux envers sa sœur, il s'écarte ensuite d'elle par honte de sa pauvreté. Sous la férule de Headstone, il reçoit une bonne instruction le conduisant à des fonctions de maître d'école. Dickens l'utilise surtout pour critiquer le système éducatif réservé aux pauvres[59], et aussi pour dénoncer « la corruption morale des parvenus qui les conduit à s'éloigner de leurs proches au nom de leur réussite[58] ».
- Mortimer Lightwood, homme de loi, connaissance des Veneering et ami d'Eugene Wrayburn. C'est par lui que les lecteurs, comme les autres personnages, apprennent l'existence du testament du vieux Harmon. En cela, il assume le rôle de « raconteur »[55]. Il ressent une véritable amitié envers Wrayburn, éprouve du respect pour Twemlow, mais sous le masque d'une ironie parfois sarcastique[55]. Comme Lightwood, il[Qui ?] sert de commentateur et « représente en partie la voix de la conscience[56] ».
- Eugene Wrayburn, avocat n'ayant jamais plaidé, gentleman de naissance, à la fois charismatique et indolent, sombre et arrogant[60]. Il est capable de passion, comme lors de sa confrontation avec Bradley Headstone, devenant ainsi partie d'une triade qu'il forme avec celui-ci et Lizzie[60]. Comme Harmon/Rokesmith, il « renaît » après le violent incident du fleuve[60] et retrouve, surtout après avoir épousé Lizzie, « ses valeurs morales de vrai gentleman[61] ».

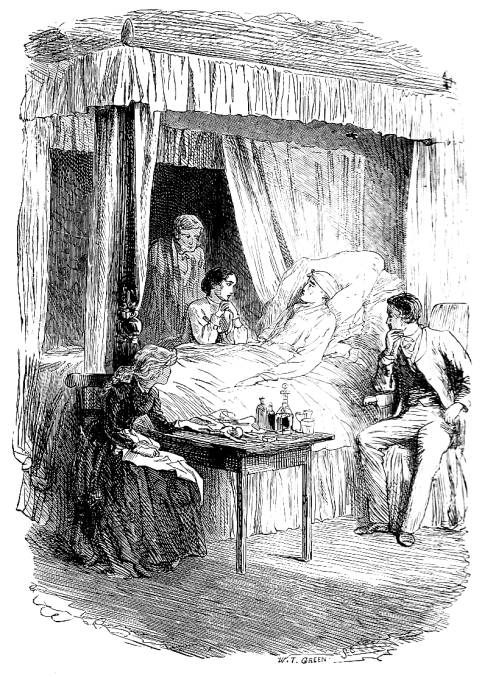
Au chevet d'Eugene Wrayburn (IV, 10) par Marcus Stone.

- Jenny Wren, de son vrai nom Fanny Cleaver, couturière pour poupées chez qui réside Lizzie après la mort de son père. C'est une infirme au dos brisé qui, comme Bella qui couve le sien, s'occupe de son père alcoolique, « [s]on mauvais garçon » (my bad boy). Plus tard, elle prend soin d'Eugene alors qu'il se remet de l'attaque de Headstone. Vers la fin du roman, elle semble entamer une liaison avec Sloppy, qui devrait se terminer par un mariage. Bien que ses manières affectées lui confèrent une certaine étrangeté[55], Dickens l'a dotée d'une intuition sans faille, percevant par exemple les intentions de Wrayburn envers Lizzie. D'après Hawes, elle joue le double rôle de « créateur » et d'« ange gardien », et ses marottes plutôt gentilles à propos « des fleurs, du chant des oiseaux, du nombre des élus, des enfants vêtus de blanc » témoignent de la faculté de son esprit à se hisser au-dessus de l'adversité[56]
- Mr Riah, juif prêteur sur gages au grand cœur, qui vient en aide à Lizzie Hexam et Jenny Wren. Il aurait été créé à l'opposé du Fagin d'Oliver Twist pour corriger l'accusation d'antisémitisme faite à Dickens, en particulier par Mrs Eliza Davis[62].

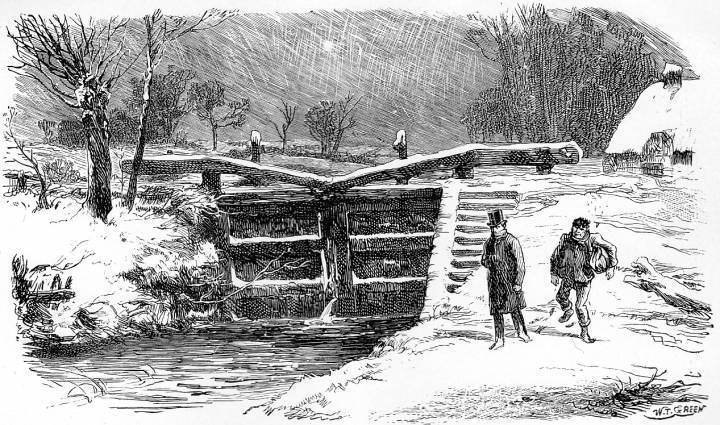
Rogue Riderhood rejoint Bradley Headstone près de l'écluse, par Marcus Stone.

- Bradley Headstone, l'un des plus énigmatiques personnages dickensiens. Garçon quasi indigent, il a réussi à devenir maître d'école pour les pauvres et, à ce titre, celui de Charlie Hexam. Tout en lui paraît « décent », son impeccable manteau noir, sa chemise blanche immaculée, son gilet et sa cravate, son pantalon poivre et sel, sa montre d'argent. Beau jeune homme ténébreux d'environ 26 ans, il ne peut qu'attirer la sympathie et recevoir l'approbation générale. Mais, repoussé par Lizzie qui lui préfère Eugene, il ressent une violente jalousie et finit par le traquer le soir tombé comme un « animal sauvage mal apprivoisé » pour surprendre ses rendez-vous et le tuer. Headstone est souvent décrit comme souffrant d'une double personnalité, à la fois « douloureusement respectable et en proie à une jalousie pathologique[63] ». Cette dichotomie trouve peut-être son explication dans ce que Collins appelle « l'insécurité intellectuelle »[63], et Romano insiste sur le comportement quasi « mécanique du personnage diurne[55] », si bien qu'il « ressortit plus à la catégorie des cas psychologiques qu'à celle des personnages de polars[63] ».
- Silas Wegg, l'homme à la jambe de bois vendeur de ballades (patterer)[N 7],[64] et « parasite social[61] », dont Boffin loue les services pour apprendre à lire, mais qui tente de le faire chanter après que Venus et lui ont trouvé le testament de Harmon dans une décharge. Son ambition suprême est de racheter sa jambe perdue que Mr Venus garde sur ses étagères, façon « de se compléter[60] ». Dickens l'a doté d'un réel sens de l'humour, ce qui peut paraître assez contradictoire avec sa vilenie.
- Mr Venus, taxidermiste et « articulateur de squelettes », amoureux de Pleasant Riderhood qu'il finit par épouser. Il rencontre Silas Wegg après avoir acquis la jambe convoitée et fait semblant de devenir son complice dans le chantage exercé sur les Boffin tout en les tenant informés. Selon Romano, Mr Venus aurait été campé d'après un certain J. Wilis, mais son obsession le renvoie « parmi les plus loufoques et les moins réalistes des personnages de Dickens[55] ».
- Mr Alfred Lammle. Il forme avec Sophronia Lammle un couple mutuellement berné sur la fortune de chacun, avant de se souder à travers un pacte consistant à se faire des relations facilement exploitables et à flatter celles-ci pour mieux leur soutirer de l'argent.
- Mrs Sophronia Lammle, appelée « la jeune femme responsable » au cours des premiers chapitres. D'abord décrite comme tout à fait respectable, elle s'avère ensuite froide, avide et manipulatrice, si bien que le lecteur se rend compte assez tard que les compliments du début étaient ironiques. Sophronia manigance pour unir Georgiana Podsnap à son complice Fledgeby, mais finit par trouver le chemin de la repentance avant que le projet ne soit réalisé.
- Georgiana Podsnap, fille de Mr et Mrs Podsnap, timide, naïve et confiante, qui accepte la cour de Fledgeby et n'est sauvée de sa malveillance que par le soudain revirement de Sophronia Lamme.

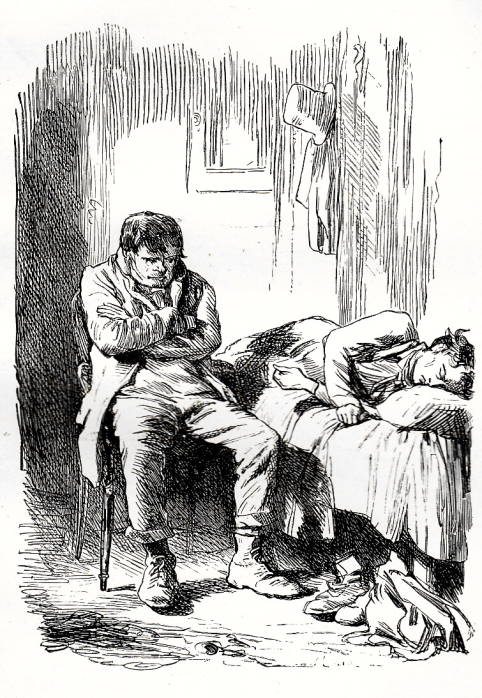
Riderhood chez lui, méditant sur l'accoutrement de Bradstone étendu sur son lit, par Marcus Stone.

- Mr Fledgeby, appelé Fascination Fledgeby. Corrompu et dénué de scrupules, il est propriétaire de l'affaire gérée par Mr Riah qui lui sert de paravent. Il amasse une fortune grâce à une spéculation véreuse et apparaît comme l'opposé du « vieux juif » qu'il exploite. D'après Sidney Dark, il sert surtout à montrer qu'« un juif peut être d'une extrême gentillesse et un chrétien d'une extrême cruauté[65] ». Modelant sa conduite au gré des circonstances pour servir au mieux ses intérêts, il reste l'un des grands villains (« méchants ») de Dickens.
- Roger « Rogue » Riderhood, associé de Gaffer Hexam qui le chasse après sa condamnation pour vol. Pour se venger et obtenir la prime offerte par la police, il dénonce Gaffer comme l'assassin de John Harmon. Plus tard, Riderhood devient éclusier et, cette fois, c'est Headstone qui tente de l'impliquer dans la tentative de meurtre perpétrée contre Eugene Wrayburn. Riderhood s'efforce alors de le faire chanter, mais leurs relations se terminent par une lutte sur les rives de la Tamise dans laquelle sombrent les deux hommes. Romano juge qu'il incarne « littéralement une irrémédiable vilenie[55] ».
- Reginald Wilfer, père de Bella Wilfer, doux, aimable et naïf jusqu'à l'innocence, quoique entouré d'une épouse et d'une fille d'humeur plutôt querelleuse et soumis aux tâches ingrates dévolues à un commis de bureau. Dickens se plaît à le décrire en enfant et à le faire appeler « le Chérubin ». Arthur A. Adrian écrit que l'exceptionnelle affection liant ce père à sa fille fait écho à la douloureuse rupture survenue entre Dickens et Katey, après qu'elle s'est mariée contre la volonté paternelle[66].

#### Personnages secondaires

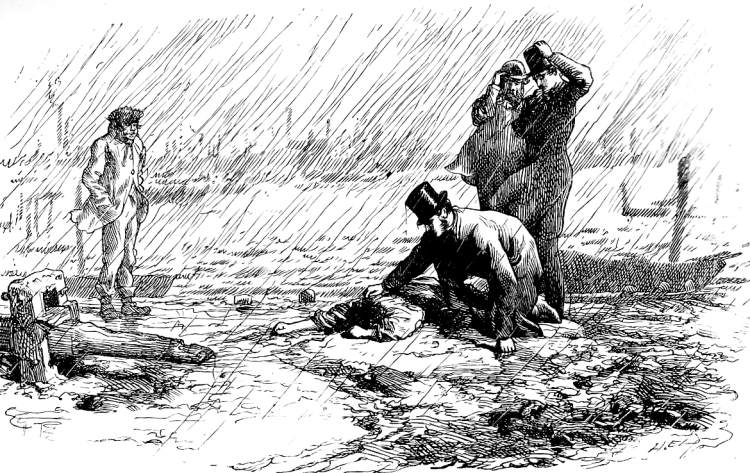
Découverte du corps de Gaffer Hexam (Marcus Stone).
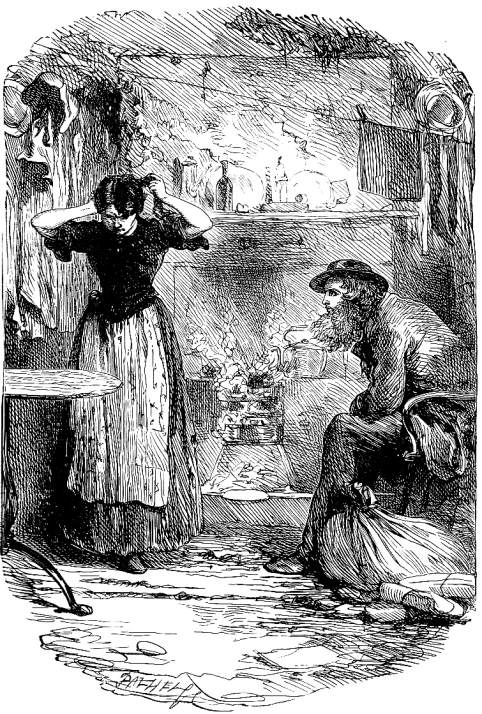
Pleasant Riderhood à la maison (Marcus Stone).
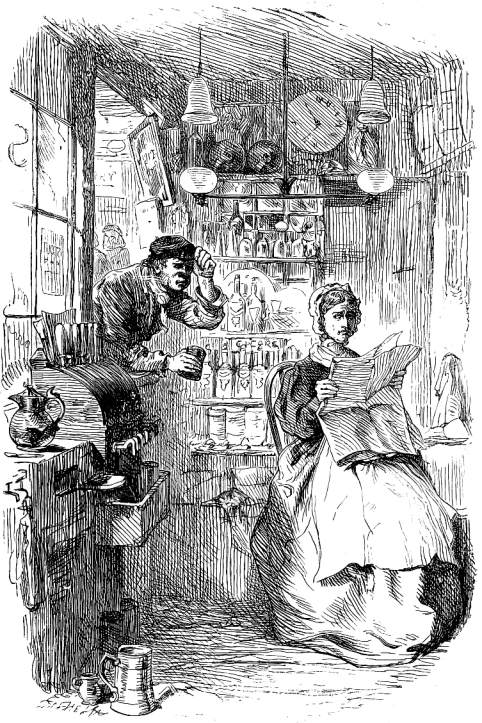
Miss Abbey se refuse à servir un homme de la rivière qu'elle juge « louche » (Marcus Stone).
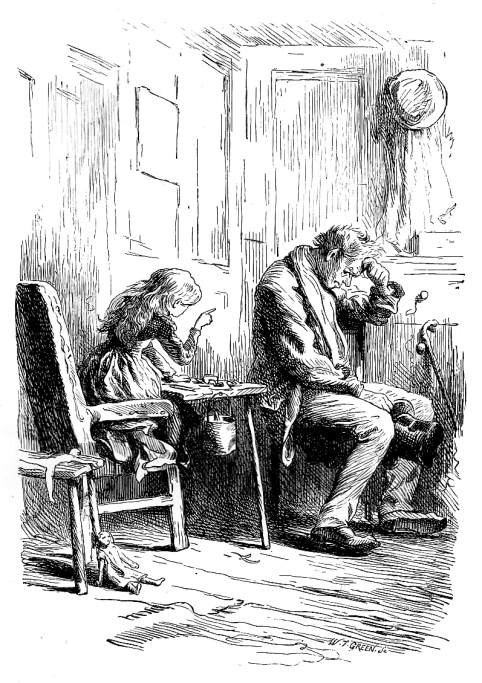
Jenny Wren grondant son père, Mr Dolls (Marcus Stone).

- Mr Inspector, officier de police qui témoigne lors de plusieurs événements importants comme l'identification du corps sorti de la rivière ou l'incarcération de Gaffer Hexam, et quand le vrai John Harmon est enfin désigné par son nom[56]. Imperturbable, « omnicompétent », alliant la fermeté à la bonne humeur, il se coule à merveille dans différents rôles[63]. Cependant, son autorité ne suffit pas à faire régner la loi, ce qui laisse un arrière-goût de méfiance envers le système judiciaire.
- Mr John Podsnap, membre de la classe moyenne supérieure, caractérisé par sa solennité, sa suffisance et son chauvinisme. Il aurait été inspiré par John Forster, mais Dickens s'est défendu de cette allégation en précisant que, même s'il en avait copié certains tics, en aucun cas son personnage ne lui ressemblait[67]. Podsnap joue le rôle de porte-parole de sa classe, comme en témoigne son rejet méprisant du mariage entre Eugene Wrayburn et Lizzie Hexam[61].
- Mrs Podsnap, femme de John Podsnap. Elle partage les mêmes préjugés sociaux que son mari, mais reste quelque peu effacée. Elle représente le type même de l'épouse appartenant à sa classe et est ironiquement décrite comme « une grande dame » (a great lady)[61].
- Mrs Wilfer, mère de Bella, jamais satisfaite. Son arrogance se manifeste particulièrement envers les Boffin qu'elle écrase de sa suffisance, et aussi lors du retour de Bella et de Rokesmith après leur mariage. Son avidité et son perpétuel mécontentement s'opposent à la bonté et l'humilité de son mari auquel elle porte une tenace animosité.
- Lavinia Wilfer, petite sœur de Bella, fiancée à George Thomson. Elle parle beaucoup et a du caractère, si bien qu'elle est la seule à pouvoir défier sa mère par une audacieuse dérision. Alors que Bella réussit à dominer son avidité, Lavinia persiste dans sa rancœur envers son statut social.
- George Sampson, soupirant de Lavinia après avoir été celui de sa sœur aînée. Dickens l'utilise à deux fins : insérer des moments de relâche amusante et créer un contraste entre ses déboires amoureux et la relation idyllique qu'entretiennent Bella et Rokesmith.
- Mr Melvin Twemlow, col raide et cravate à l'ancienne le désignant comme représentant d'un monde archaïque, ami des Veneering, réputé avoir de l'entregent. Il dépend financièrement d'un cousin par sa mère, Lord Snigsworth. Mrs Lammle lui demande d'intervenir pour contrer le projet de mariage entre Georgiana Podsnap et Fledgeby. Bien que décrit initialement comme ressemblant à la table d'apparat des Veneering lors de leur grand dîner, il n'en est pas moins capable de penser par lui-même et non sans sagesse, comme il le montre lors de la conversation du dernier chapitre, où il réagit en vrai gentleman aux critiques et moqueries déversées sur le mariage de Wrayburn avec Lizzie[55].
- Mrs Betty Higden, gardienne d'enfants au grand cœur. Elle accueille chez elle et soigne les petits déshérités, dont son arrière-petit-fils orphelin que les Boffin désirent adopter. Âgée et sans grandes ressources, elle est rongée par la crainte de mourir à l'hospice. Lorsqu'elle sent ses forces décliner, elle s'enfuit dans la campagne et s'éteint dans les bras de Lizzie Hexam. Par son intermédiaire, Dickens dénonce une fois de plus les situations tragiques auxquelles les pauvres sont constamment confrontés et l'urgence d'une réforme de leur statut.
- Johnny, arrière-petit-fils de Betty Higden. Il meurt à l'hôpital des enfants malades avant son adoption. Sa mort donne à Dickens l'occasion d'une scène d'un pathos appuyé, et aussi d'une expression ayant fait fortune, The Bloofer Lady.
- Sloppy, enfant trouvé au corps difforme dont s'occupe Betty. Il est décrit comme plongé dans un état d'innocence perpétuelle, mais devient un excellent ébéniste. C'est lui qui charrie Silas Wegg hors les murs à la fin du roman et, bien que certains critiques ne voient là qu'astuce littéraire consistant à unir deux handicapés, Dickens lui offre la promesse d'une belle histoire d'amour avec Jenny Wren[56].
- Jesse Gaffer Hexam, père de Lizzie et Charley, détrousseur de cadavres dérivant sur la Tamise. À tort dénoncé par Rogue Riderhood comme coupable du meurtre de John Harmon, il est retrouvé sans vie dans son bateau avant d'avoir pu être arrêté. Son refus que Charley aille à l'école avait incité Lizzie à soustraire son frère au milieu familial. Gaffer avait renié son fils, mais Dickens semble avoir voulu montrer que, non dénué de sagesse, il aurait deviné que Charley, une fois instruit, suivrait de mauvais chemins.
- Pleasant Riderhood, fille de Rogue Riderhood. Elle travaille dans un mont-de-piété tout en prenant soin de son brutal de père comme s'il était son enfant, ce qui perpétue le thème dickensien des filles se sacrifiant pour leur père, qu'il le mérite ou non[68],[69]. Vers la fin du roman, elle épouse Mr Venus.
- Mr et Mrs Veneering, couple de nouveaux riches dont la préoccupation majeure est de grimper dans l'échelle sociale. À leur table se pressent leurs nombreux invités réputés d'influence, qu'ils attirent en arborant leurs biens et leurs relations comme autant de bijoux.
- Miss Abbey Potterson, tenancière de l'auberge des Six Jolly Fellowship Porters (« Joyeuse confrérie des Six-Portefaix »[70]) qu'elle garde méticuleusement propre et sur laquelle elle règne sans partage, ne donnant à ses clients que ce qu'elle juge raisonnable. Dickens la relie au thème de l'éducation et, en cela, lui donne des allures de maîtresse d'école[71].
- Miss Peecher, maîtresse d'école éprise de Bradley Headstone. D'après John Romano, c'est un personnage « bienveillant et inoffensif […] croyant naïvement à l'aspect extérieur des choses et des gens, comme en témoigne son inébranlable foi en ce criminel en puissance qui se donne des airs de bonté[55] ».
- Mr Dolls, père alcoolique de Jenny Wren, dont elle s'occupe avec dévouement tout en le houspillant parfois rudement. D'après Adrian et Slater, Dickens reprend ici le thème, récurrent chez lui, des filles infantilisant leur père pour mieux les protéger[68],[69]. Les personnages qui l'approchent ne connaissent pas son vrai nom et l'appellent Mr Dolls, mais, comme sa fille se nomme Fanny Cleaver, il est vraisemblable qu'il est en réalité Mr Cleaver.

## Narration et caractérisation
Il est impossible de séparer l'étude de l'intrigue de celle des personnages, tant les divers fils de l'une et la diversité de classe des seconds semblent d'abord irréconciliables, puis savamment se rapprochent et se rejoignent pour former un tout cohérent. Il y a là un tour de force que seul un romancier aussi expérimenté que Dickens pouvait mener à terme.

### Une intrigue violemment critiquée

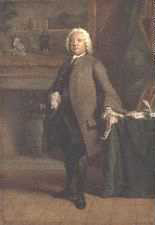
Samuel Richardson.
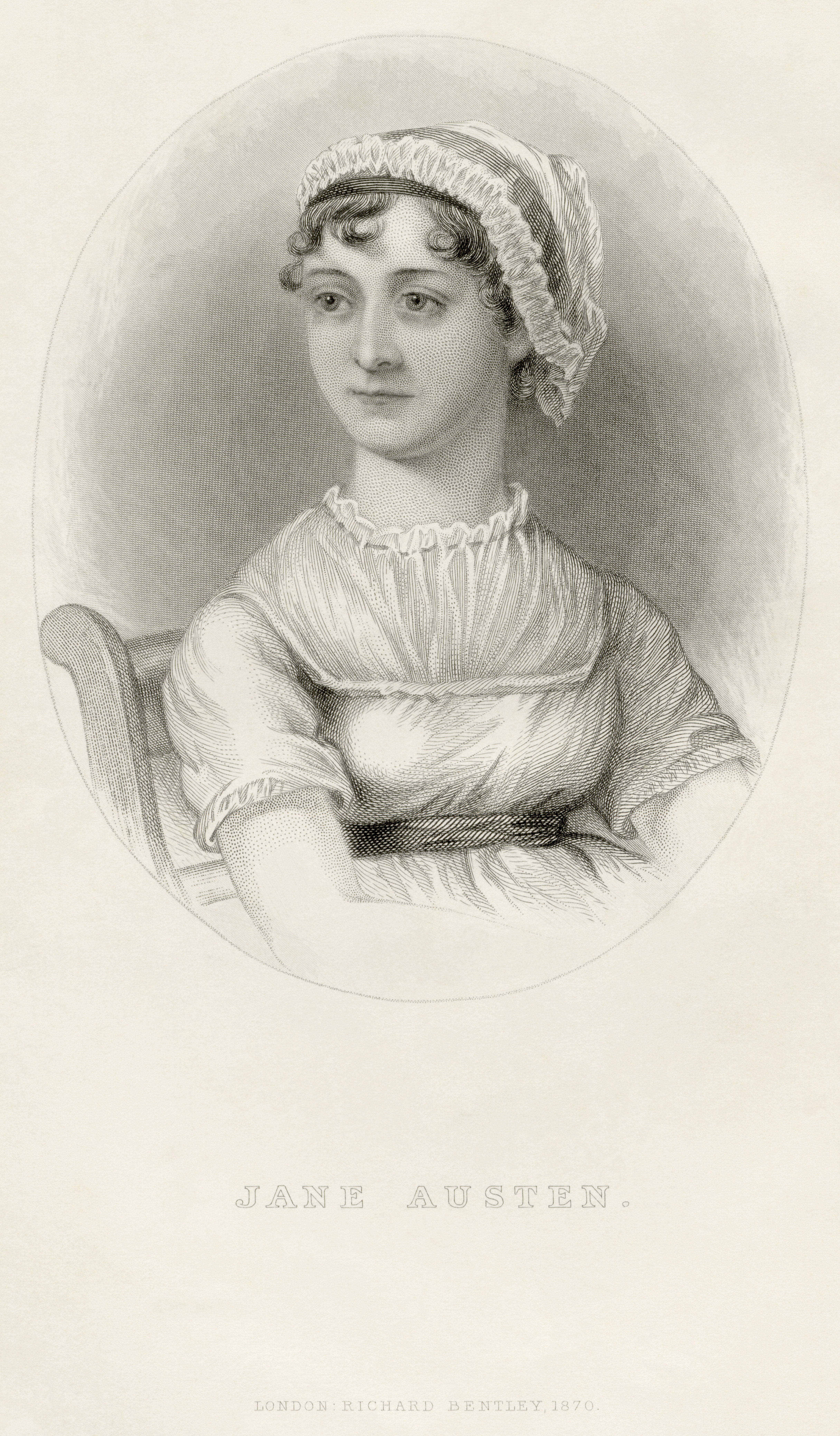
Jane Austen.
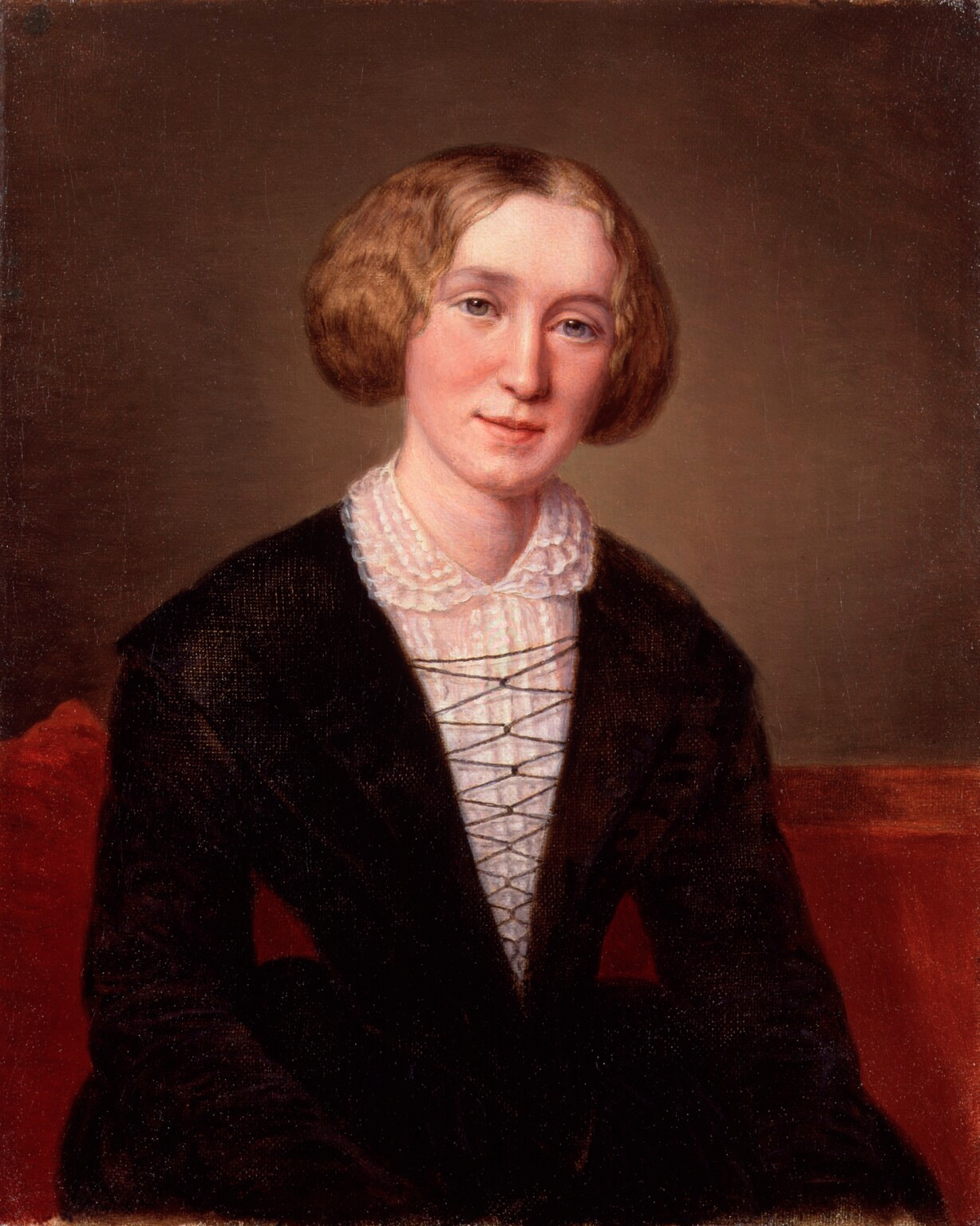
George Eliot.
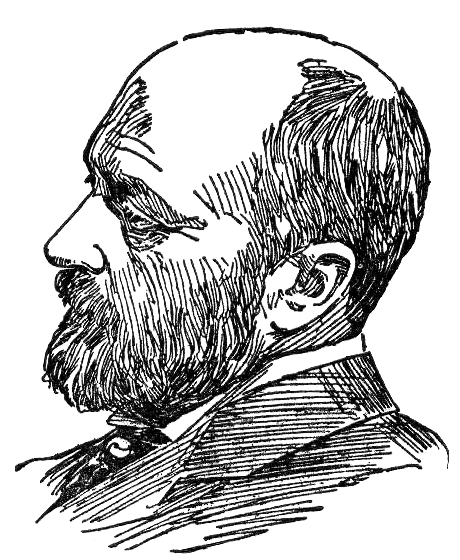
Henry James.
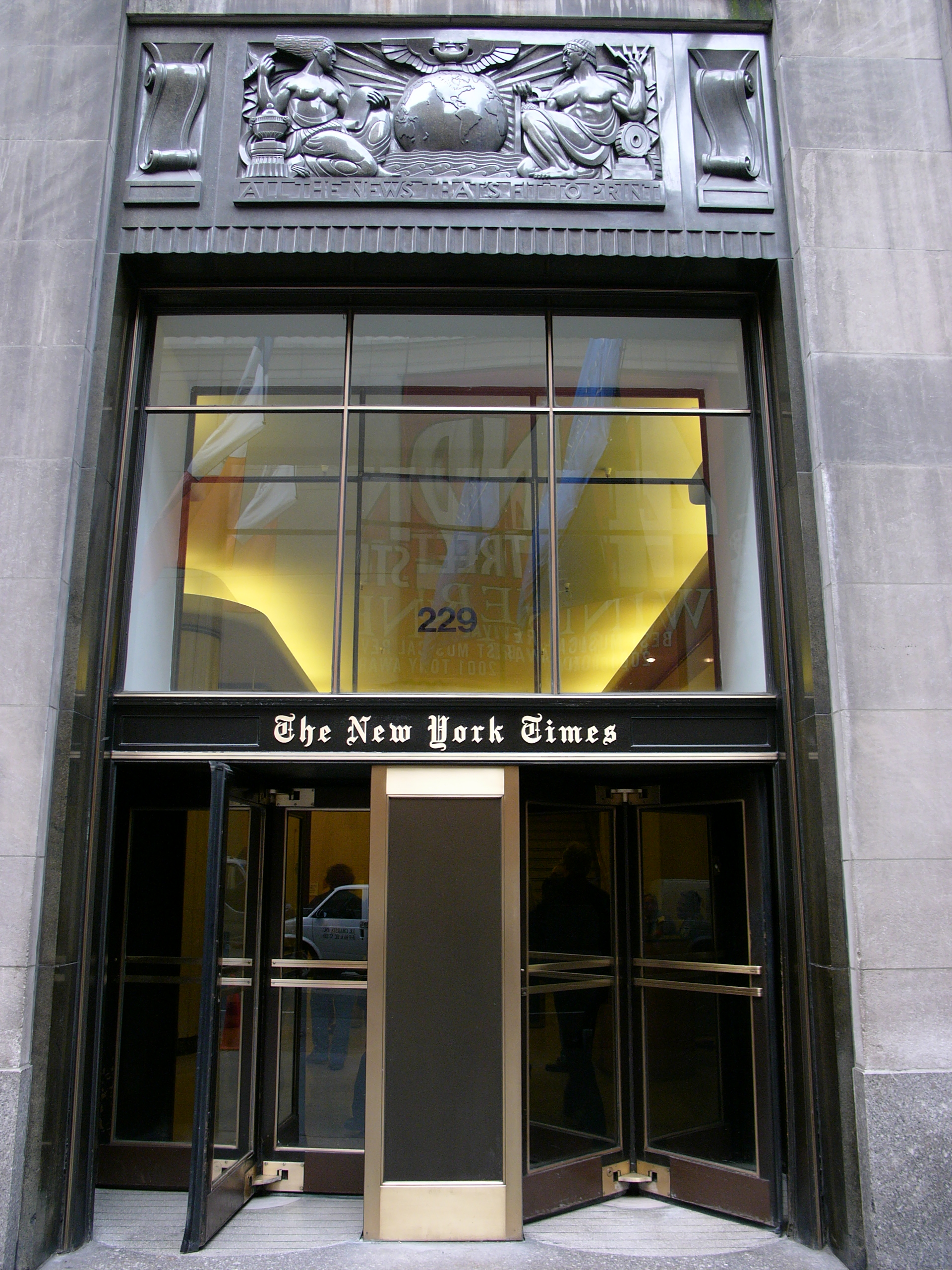
Siège du New York Times.

À l'origine, Dickens prévoyait trois fils d'action : un jeune homme se fait passer pour mort mais reste présent en spectateur des activités de ses amis et connaissances ; un imposteur impécunieux, se prétendant riche, épouse une femme qu'il croit riche mais qui s'avère sans un sou et aussi rouée que lui ; un père illettré est à la peine avec son fils qui a reçu une bonne éducation. Le premier fil devint peu à peu l'axe principal du roman ; le deuxième perdit de son importance lors de la rédaction ; enfin, le troisième grandit jusqu'à devenir méconnaissable, le jeune homme devenu une fille d'ouvrier qui s'éprend d'un vrai (fine) gentleman, une belle histoire d'amour finissant par un bon mariage. Même au stade de la planification, les trois fils finirent par se rejoindre pour former un tout que Hobsbaum qualifie de « plus impressionnant que prévu au stade de la conception originale ».
En 1865, cependant, l'intrigue s'est vue violemment critiquée : le New York Times parle d'une « action dont la complication s'associe à une totale maladresse dans l'art de la présenter et la déployer ». À Londres, le London Review publie deux articles, l'un, anonyme, déclarant que « l'intrique tout entière dans laquelle sont mêlés le mort John Harmon, Boffin, Wegg et John Rokesmith, est échevelée, fantastique et dénuée de réalisme, conduisant le lecteur à une totale confusion que l'intérêt général de l'histoire ne vient en rien compenser », ajoutant que « le dénouement est une nouvelle déception » ; l'autre appréciant que « l'état mental d'un homme s'apprêtant à commettre le plus grand des crimes a rarement été dépeint avec autant de sophistication et de vraisemblance ».
Peut-être conscient de la difficulté que son intrigue rencontrerait, Dickens avait pris soin de préciser dans sa postface qu'il s'était particulièrement attaché à en préserver l'unité : « Garder longtemps caché et pourtant se développant sans cesse, un autre but généré par [un] incident majeur, puis en rendre enfin compte de manière plaisante et utile s'est avéré la partie à la fois la plus intéressante et la plus difficile de ma conception de l'intrigue. Cette difficulté s'est trouvée encore accrue par le mode de publication ; il serait en effet fort peu raisonnable de s'attendre à ce que beaucoup de lecteurs, suivant une histoire découpée en portions mensuelles pendant dix-neuf mois, puissent, avant qu'elles ne soient parvenus à leur terme, percevoir les relations reliant les fils les plus ténus au schéma général sur lequel le tisseur d'histoire à son métier garde les yeux rivés ».
Le vocabulaire employé ici est révélateur : contrairement à des auteurs comme Samuel Richardson au XVIIIe siècle, Jane Austen, George Eliot ou Henry James au début et à la fin du XIXe siècle, Dickens ne cherche pas à créer l'impression que son intrigue se développe sur son élan comme mue par la logique interne des événements ; forme et sens ne fusionnent pas organiquement, mais sont reliés par un processus de manipulation délibérée ; pour reprendre la propre image de l'auteur, les thèmes fournissent la trame sur laquelle s'entrecroisent les fils d'épisodes divers pour former un schéma cohérent s'imposant finalement au lecteur.
De fait, si l'intrigue de L'Ami commun apparaît au bout du compte relativement simple, vue de l'extérieur elle s'avère redoutablement complexe. Le cadre général peut en être ainsi tracé : un riche héritier, en route pour recevoir son héritage et se soumettre à la clause exigeant son mariage avec une jeune femme qu'il ne connaît pas, disparaît à son arrivée, son corps ayant été retiré des eaux de la Tamise. En son absence, la fortune revient à un quasi simple d'esprit vertueux mais peu capable de gérer la manne financière qui lui tombe du ciel. De nombreuses forces hostiles se dressent pour le dépouiller, en particulier un colporteur de ballades unijambiste, un taxidermiste et un couple sinistre qui, après s'être mutuellement berné, s'associe dans l'art de l'escroquerie.
Cependant, de nombreuses intrigues secondaires commencent à se greffer comme des affluents sur une rivière. Il y a là « une abondance de matériaux apparemment disparates […] qu'à ce stade de sa carrière, Dickens est tout à fait capable de […] fusionner […] en un tout aussi complexe que le réseau d'usines dominant Les Temps difficiles ». Les intrigues se suivent et s'accumulent en douceur et soudain les groupes sociaux semblant à des années-lumière les uns des autres se rejoignent, « ce qui apparaît comme l'un des points saillants du roman ».

### Ressemblance avec le modèle précédent

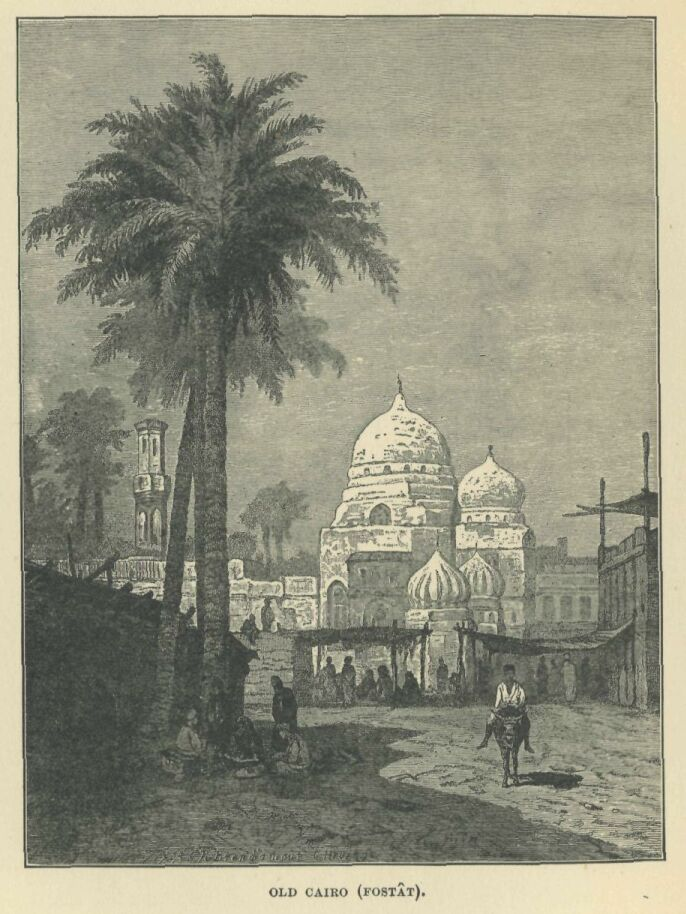
Une représentation de Fostat tirée de Histoire de l'Égypte, par A.S. Rappoport.

L'intrigue dominante est celle qui concerne John Harmon. Selon Brian Cheadle, elle se modèle en partie sur celle des Grandes Espérances. Par exemple, la seule différence entre le forçat Magwitch et Boffin est la violence imposée au premier par les événements, car en tous les deux dominent les qualités du cœur et la volonté d'aider autrui. De plus, tel Pip revenant du Caire, Harmon arrive du Cap vierge de tout blâme et donc apte à être récompensé, comme si « la richesse revenait de droit à une conscience de soi authentique plutôt qu'à une identité déformée ». Son but change cependant puisque parvenir à la fortune laisse place au désir passionné de gagner le cœur de l'héroïne qu'il n'a pas choisie, mais observée et appris à aimer. C'est de là que naît l'exigence qu'elle aussi abandonne, de son plein gré et sans sollicitation, sa vénération naguère clamée pour l'argent et rejoigne les humbles valeurs de la domesticité ; chemin assez semblable à celui de Pip voyageant de la pauvreté au snobisme avant de rejoindre la famille des gens simples.
Pour autant, Harmon n'est pas comme Pip un hôte passager et temporaire de Londres. Ici, la cité s'impose comme le lieu où l'héritage de déliquescence qu'apporte la vie moderne doit être contrecarré. Le roman, ajoute Cheadle, est « la quintessence même du livre urbain, ». Alors que l'épreuve suprême que subit Pip est celle du four à chaux, c'est au cœur de la capitale, dans son artère nourricière, que John Harmon endure celle de la noyade et de l'annihilation de soi : « Je n’aurais pas pu dire qui j’étais, je ne le savais pas, j’avais disparu. » Cependant, à l'échelle de L'Ami commun et de la vaste toile qu'il englobe, les terreurs individuelles paraissent insignifiantes : la cité n'a que faire des confessions angoissées de type autobiographique ; dans la confusion de son anonymat, « peu importe, au fond, qu'on s'appelle Radfoot, Handford, Rokesmith ou Harmon ».
Quoique plutôt sombre, l'intrigue principale possède une allure désinvolte, enlevée et optimiste car son chemin se trace au gré d'une quête ardue du beau sentiment, et cela, par le déguisement et la mystification. Il y a là un jeu de cache-cache dont le secret se garde pratiquement jusqu'à la fin : Harmon disparaît et apparaît un certain Rokesmith ; Boffin trompe son monde avec une extrême subtilité, le tout aux dépens du lecteur : de fait, contrairement à l'ordinaire du roman dickensien, l'ironie dramatique se voit partout inversée, le narrateur n'étant plus de mèche avec lui mais s'alliant aux personnages pour mieux le berner.
Si L'Ami commun accepte la cité comme lieu d'existence dans la modernité, à la différence des Grandes Espérances il requiert l'activité et la plupart du temps le travail, souvent ardu : partout, du moins là où on ne spécule pas, on est soumis à la routine journalière ou pris « dans le maelström de l'improvisation économique à des fins de survie ». Les détails abondent : en fin de journée, Runty Wilfer rentre « pesamment » (plods his way) chez lui à travers « un Sahara suburbain » ; l'accoutrement de Gaffer Hexam, vu sur son bateau dans l'incipit, le distingue nettement des autres travailleurs de la rivière que sont les mariniers, pêcheurs ou gabariers.
De plus, le labeur se transfigure, sa réalité tangible devenant comme hors de propos : ainsi, Runty incarne le pathos de la condition de commis ; Podsnap puise dans ses jongleries financières matière à la plus haute estime de soi ; Mr Venus nourrit son orgueil jusqu'au paroxysme par son art macabre ; Jenny Wren fait naître de son imagination des créations aériennes et colorées oblitérant les duretés de la vie ; enfin, Lizzie s'élève au statut d'héroïne épique par la maîtrise technique avec laquelle elle sauve Eugene de la noyade. Ainsi, résume Brian Cheadle, « c'est bien le travail qui impulse l'intrigue principale » : grâce à lui, Rokesmith reste chez les Boffin et y côtoie Lizzie.
Tout cela se joue sous la menace implicite d'un décor suscitant le dégoût : « Pas une coque de navire, avec ses lourdes chaînes sortant des écubiers, décolorées depuis longtemps par les larmes du fer, qui ne parût avoir à leur égard de cruelles intentions. Pas une proue dont la figure ne menaçât de les précipiter dans l’abîme. Pas une écluse, pas une échelle indiquant sur une pile ou sur un mur la profondeur de l’eau, qui ne semblât dire, à l’imitation du loup déguisé en mère-grand : « C’est pour mieux vous noyer, mes très-chers ! » Pas une barge aux flancs bouffis, débordant au-dessus d’eux, qui ne parût aspirer la rivière afin de les engloutir ». Cette intrusion de la saleté, de la rouille et de la pourriture, stigmates du rude labeur des êtres et des choses, engendre chez Eugene, plus habitué au confort douillet de la bourgeoisie, un traumatisme allant bien au-delà de sa nausée, l'intuition qu'il est vulnérable et désormais seul responsable de sa vie. Il s'agit de ce que Mill appelle « la souffrance », déjà rencontrée chez Pip lorsqu'il évoque « la terreur de l'enfance ».

### «La Voix de la société»
D'après Philip Hobsbaum, au lieu de L'Ami commun, le roman pourrait s'intituler La Voix de la société, titre que Dickens a donné à son dernier chapitre.

#### Le protagoniste virtuel
Le protagoniste originel, mort et enterré, reste « invisible mais présent », et son influence se diffuse pratiquement jusqu'à la fin. Il s'agit du vieux Harmon, cet « avare qui existe surtout dans les commentaires de ceux qui ont connu ou entendu parler de ses exploits malveillants ». Mortimer, hôte acceptable des soirées de la haute société, le décrit en ces termes à Eugene chez les Veneering : « Un affreux scélérat qui a fait fortune dans le balayage […], riche comme un entrepreneur. Vivant dans un trou, au fond de ses montagnes composées de balayures, ce vieux drôle jetait, comme un volcan, sur son petit domaine, tout ce qu’il avait ramassé : détritus de charbon, épluchures de légumes, fragments d’os, tessons de vaisselle, fine poussière, immondices, boue et ferraille, toute espèce de débris ». Se trouve amorcé ici l'un des symboles les plus prégnants du roman, le lecteur gardant l'impression d'une taupe singulièrement agressive enterrée dans une cave de sa sordide construction. Harmon a vécu au pied d'une montagne de détritus dans une demeure portant le nom ironique de Harmony Jail, soit « la prison de l'harmonie » : « On la nommait comme ça parce que le père Harmon y vivait tout seul […] Le bonhomme ne s’accordait avec personne ; puis ça fait une pointe : Harmon, Harmonie, vous comprenez ? »
Même nettoyé, brossé et rincé, le lieu demeure sinistre et désolé, sombre, sans peinture, avec un mobilier comme usé de n'avoir jamais servi plutôt que l'inverse : « [...] vieux lit à quenouilles et sans rideaux, à corniche en fer, surmontée de fers de lance comme une grille de prison ; vieille courte-pointe à carreaux d’étoffes diverses ; vieux secrétaire à sommet fuyant, comme un front mauvais et fourbe ; vieille table massive à colonnes torses, placée à côté du lit, et portant le vieux coffret où l’on avait trouvé le testament. Contre le mur, deux ou trois vieux fauteuils affublés de housses à carreaux de diverses couleurs, et dont l’étoffe plus précieuse, cachée pour être conservée, s’était minée lentement sans avoir fait la joie d’aucun regard. Vieilleries sordides, revêtues de la livrée d’avarice comme d’un air de famille. »
Tout ici est vieux, adjectif répété comme en anaphore, tordu, piquant, fuyant, avec des allures de noir dessein : de fait, le vieil avare mort « garde la mainmise sur la vie de ceux qui lui ont survécu ». Certains, il est vrai, n'ont pas eu cette chance, le défunt ayant bien mérité son surnom de « geôlier ». Un autre témoin, ancien domestique, raconte : « le pauvre enfant [son fils] […] avait grand’peur du patron […] l’air tout craintif ; […] nous l’avons souvent consolé sur cette marche-là, où il s’asseyait avec son petit livre […] Et sa pauvre sœur ! […] Pauvres chers petits enfants ! ». Ainsi, le lieu reste hanté par des souvenirs de désolation qui se métamorphosent parfois en apparitions terrifiantes : « j’ai senti qu’une figure sortait de l’obscurité. […] D’abord celle du vieux, qui ensuite a rajeuni ; puis celles des deux enfants, qui se sont mises à vieillir ; puis une figure étrangère, et puis, toutes à la fois […] quand je suis près du lit, les voilà tous dans l’air […] et même je les sentais dans l’ombre, derrière la porte du coin ; ensuite elles ont glissé dans l’escalier et sont allées dans la cour. »
Avec Mortimer comme porte-parole, la voix de la société se lève pour résumer la situation. C'est un document étonnant de la part d'un auteur qui avait jeté sa propre épouse à la porte six années auparavant : « L’être moral (je crois […] que c’est l’expression consacrée), l’être moral de ce balayeur n’avait pas de plus grande jouissance que de lancer l’anathème à ses proches, et de les mettre à la porte. Il commença naturellement par se délivrer de l’épouse de son choix, et donna ensuite à sa fille la même preuve d’affection ». De tels commentaires, émanant de sources divergentes dispersées à travers le roman, donnent une idée de l'influence néfaste de cette figure du passé, corrompue et corruptrice, une sorte d'esprit de l'argent vu en termes de balayures, souillure princeps que seule la souffrance pourra purger.

#### Le protagoniste réel
L'héritier, protagoniste réel et non plus virtuel, est John Harmon (Junior), le petit garçon d'abord terrifié sur les marches du grand escalier.

##### De l'enfance à la jeune maturité

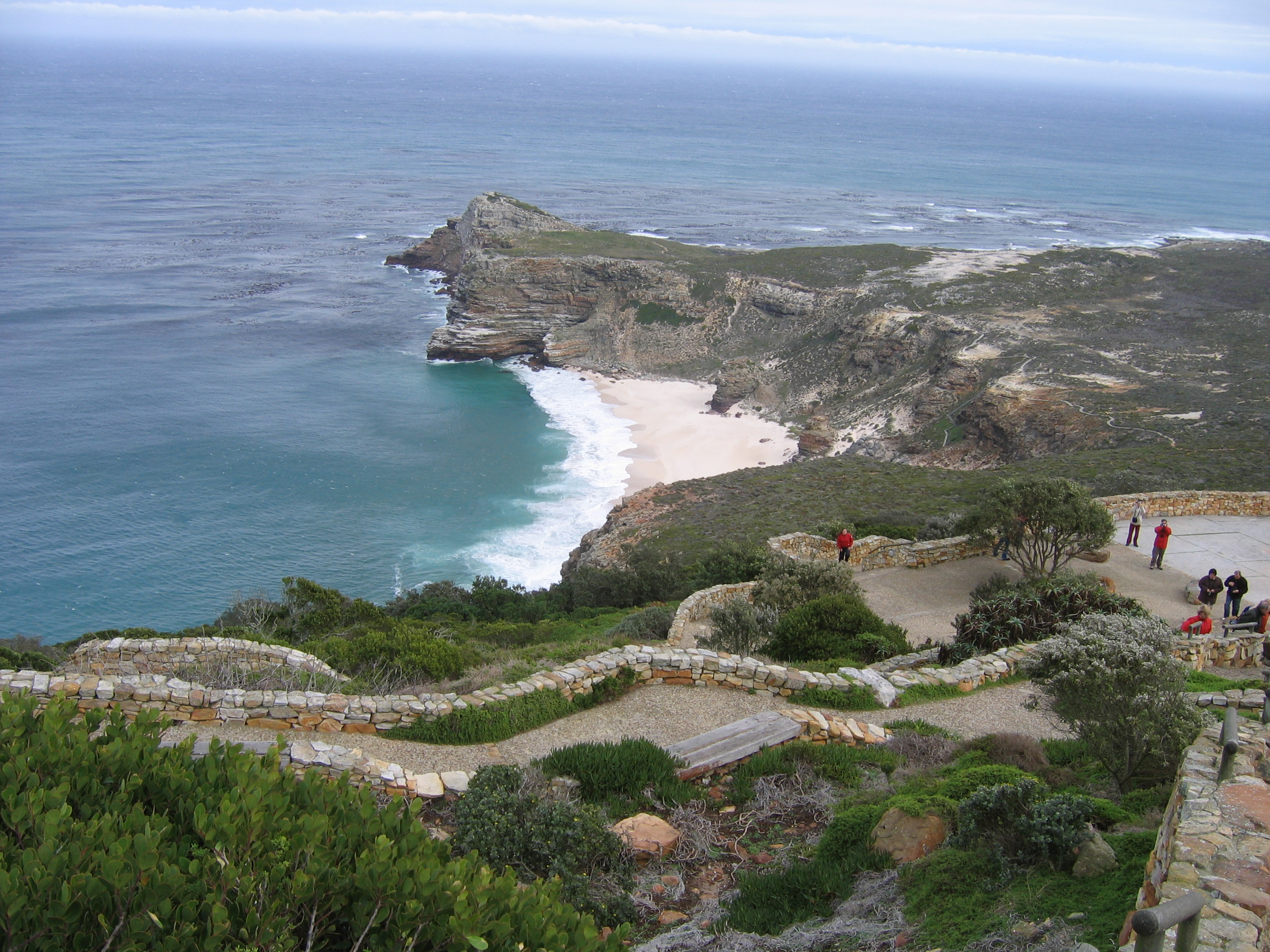
Cap de Bonne-Espérance : vue d'ensemble de la pointe.

Sa mise en pension dans une école au rabais de Bruxelles représente un autre traumatisme : « le pauvre gamin, qui n’avait fait qu’entrer et sortir, était déjà reparti. […] il avait sept ans ; on l’envoyait tout seul à cette école d’un pays étranger. […] « Il faut que je m’en aille, qu’il nous dit ; que le bon Dieu vous bénisse », […] une vraie agonie. Oh ! quel regard ! ».
C'est pendant son séjour à Bruxelles que sa sœur se trouva chassée comme sa mère de la maison ; il réussit à retourner à Harmony Jail pour plaider sa cause, mais son intercession fut reçue avec la férocité habituelle et ce fut son tour d'être exclu. Sous le choc, le jeune garçon parvint à se faire embaucher comme mousse à bord d'un vaisseau en partance vers le cap de Bonne-Espérance où il s'installa comme viticulteur d'une petite propriété. C'est là que lui parvint la nouvelle de son héritage et de la clause assortie.
La promise désignée est une jeune adulte lorsque s'ouvre le roman. Le vieil avare l'avait rencontrée petite enfant, manifestation de « [s]a malveillance agrippant de jeunes vies par-delà le tombeau ». Subtile perversité, en effet, que de s'emparer de la volonté d'une quasi-inconnue sur un point ne dépendant que d'elle, mais que l'extrême pauvreté de sa famille rend pratiquement inévitable. En vérité, le testament émane d'une volonté de nuire plus vicieuse qu'il n'y paraît ; le père de Bella se souvient : « Tu criais de toutes tes forces en frappant de ton petit pied ; tu te jetais dans mes jambes, tenant à la main ton petit chapeau que tu avais ôté pour mieux t’accrocher à moi […] ; tu te fâchais parce que je ne suivais pas le chemin que tu voulais prendre. Mr Harmon, qui était assis près de là, s’est alors écrié : Oh ! la charmante enfant ! la charmante petite fille ! elle promet ! ». Le choix du vieil homme s'était donc porté sur Bella parce qu'il voyait en elle une mégère en puissance, apte à prendre sa succession pour perpétuer le tourment infligé à son fils.

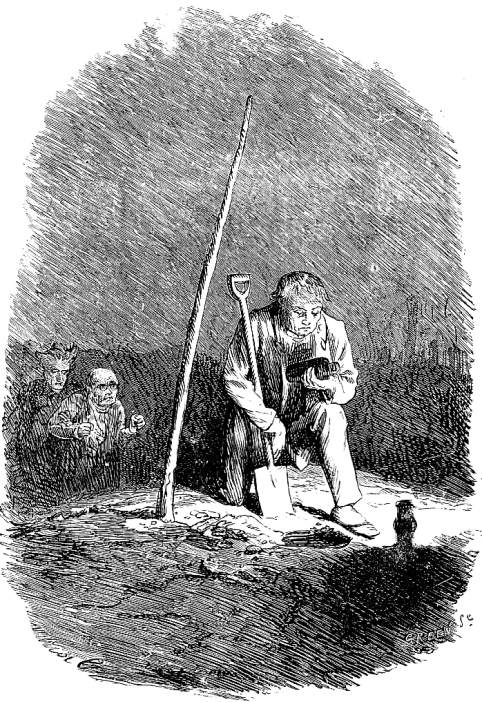
Mr Boffin découvre la bouteille hollandaise, sous le regard de Wegg et Venus, par Marcus Stone.

D'autres testaments constituent une nouvelle surprise réservée pour plus tard, le dernier faisant de Boffin, de jure aussi bien que de facto, le véritable propriétaire de la fortune. Ainsi se justifie la prudence de John Harmon, avant tout désireux d'observer sa fiancée présomptive et les Boffin, secret qu'il confie à un certain Radfoot, membre d'équipage du bateau qui le ramène en Angleterre. En quelque sorte, ce Radfoot représente ce que John pourrait devenir avec son pedigree : un félon avide et sans scrupules. De fait, afin d'empocher le capital laissé par la petite ferme sud-africaine, Radfoot complote aussitôt de droguer son compagnon, puis de troquer ses vêtements avec les siens et de le supprimer. Mais à ce stade, Dickens complique les choses : les complices de Radfoot, l'un passager et l'autre steward sur le bateau, le tuent par erreur et jettent les deux corps dans la Tamise : un corps habillé en Harmon et c'est donc lui qui est porté mort par noyade alors qu'il a réussi à s'extraire de l'eau. Ce sauvetage clandestin inaugure le déroulement du premier fil de l'action.

##### John Harmon au cœur de l'action
John Harmon est d'abord présenté en compagnie de personnages connus de lui mais qui ignorent son identité. Son premier souci est de vérifier que Radfoot est bien mort ; c'est pour cela qu'il va reconnaître le corps sous le faux nom de Julius Handford, le jeu de mots sur les noms, Radfoot et Handford, montrant bien, selon Hobsbaum, que le premier représente ce que Harmon aurait pu devenir.
Nouvelle transformation, Harmon se métamorphose en Rokesmith, autre dénomination ayant une connotation particulière, comme si son identité était ensevelie à grands coups de pelle, : « Quant à Rokesmith, il s’enferma dans son cabinet, et enterra John Harmon […] Puis […] il recouvrit la fosse et y entassa montagne sur montagne ; si bien qu’au point du jour, […] John Harmon gisait sous une chaîne alpestre ; et les montagnes s’accumulaient toujours, au tintement de ce glas funèbre, dont le fossoyeur activait son travail : "Recouvrons-le ; écrasons-le ; empêchons qu’il ne ressuscite !". »
Certes, l'identité est recouverte, mais son titulaire n'est pas libre pour autant, et une ombre subsiste sur son visage : « Les écrivains, médite le narrateur, ont parlé d’individus qui avaient subi une longue captivité ou bien de terribles épreuves ; qui, pour sauver leur vie, par exemple, avaient tué un homme sans défense, et chez qui ce douloureux souvenir avait laissé des traces ineffaçables. Y avait-il un souvenir analogue dans le nuage dont il s’agit ? ».

#### Bella Wilfer

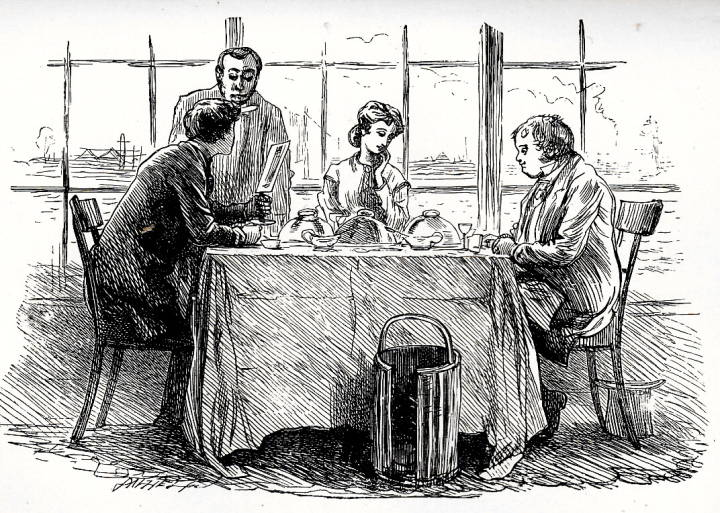
Repas de noce à Greenwich, après le mariage clandestin de Rokesmith et Bella, en compagnie de R. W. (père de Bella), par Marcus Stone.

Quoi qu'il en soit, la résolution de Harmon reste intacte et lui devient fort utile, car le malheur veut qu'il constate d'emblée que les mêmes déchets qui ont corrompu son père s'en prennent maintenant à la jeune femme, veuve avant même d'être épouse, que les Boffin cherchent à adopter pour la lâcher dans le soi-disant beau monde, d'ailleurs tout aussi putride que les immondices en leur possession. Bella n'a pas attendu la promesse de la fortune pour se montrer rebelle et avide : petite fille, elle fouettait le visage de son père avec son bonnet, et Hobsbaum écrit qu'« il y a fort à parier qu'adulte, elle traitera la gent masculine avec le même dédain ». Le récit se fait un malin plaisir, alors que Harmon/Rokesmith ne peut que soupirer, d'insister sur « sa disposition destructrice, que symbolise sa façon de triturer et de mâchouiller ses bouclettes, puis de clamer haut et fort sa haine envers son sort » : « […] l’argent est une si bonne chose ! Il m’en faudrait tant ! et je n’en ai pas. J’ai horreur de la pauvreté ; et nous sommes misérablement pauvres ; affreusement, atrocement, honteusement, bêtement pauvres ! Et je n’ai que le ridicule de la situation. » S'ajoute à cette rébellion le mépris du mari qu'on lui destinait : « Jamais rien n’a été plus dur ! […] Rien que la première visite ! c’était ridicule ! on n’embarrasse pas ainsi les gens. Que se dire ? Impossible de prétendre à une inclination, puisque la chose était forcée. Ridicule ! ridicule ! Il savait bien que je ne l’aimerais pas. Est-ce qu’on peut aimer un homme à qui on a été léguée par testament, comme une douzaine de petites cuillers ? ».
Le seul attrait de Bella, à ce stade de l'histoire, est sa relation avec son père, nommé Runty d'après le chœur d'une chanson comique que Dickens enfant lisait dans The Humourist's Miscellany. Ici, il est présenté comme n'ayant jamais grandi, petit bonhomme joufflu dont la progéniture lui est arrivée sans qu'il s'en rende bien compte. Bella est sa préférée, gâtée, « comme seul un père immature pourrait le faire ». Bella le peigne et lui fait des bouclettes comme elle toiletterait une poupée, les rôles parents-enfants se trouvant totalement inversés. Cette attitude est méchamment parodiée dans les relations qu'entretient l'infirme crypto-adulte habilleuse de poupées avec son « méchant garçon » (bad boy) de père alcoolique, le bien nommé Mr Dolls (« M. Poupées »).
À ce propos, Ayse Celikkol établit un parallèle audacieux entre les deux situations : L'Ami commun, explique-t-elle, comporte une étrange « fugue » (elopement), le rendez-vous secret qu'a Runty Wilfer avec sa propre fille. « Malgré toutes les présomptions d'innocence, la métaphore évoque l'inceste, d'autant que Bella flirte avec son géniteur, s'identifiant auprès de lui en tant que "femme de grande beauté", apparaissant tout à la fois fille et amante ». Miss Wren, elle, a le même homme comme père et enfant : ainsi, une personne est conduite à assumer de multiples rôles, « ce que j'appelle l'esthétique du même ».

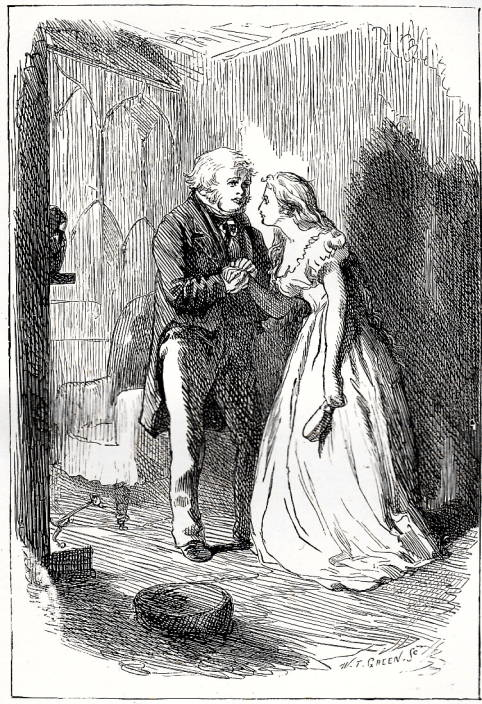
Bella retourne voir son père après avoir quitté les Boffin, par Marcus Stone.

Bella se voit projetée vers la maturité lorsque les Boffin décident de l'adopter. Là, dans leurs halls étincelants, ils espèrent réparer l'injustice commise avec la mort du fiancé resté inconnu. Quelque malheureuse que Bella ait pu être dans chacune de ses métamorphoses, cette dernière migration lui est d'abord néfaste : le narrateur la montre arpentant les champs avec un livre parlant « plus d’argent que d’autre chose ». La progression du mal qui l'habite se mesure à l'arrogance de plus en plus marquée dont elle fait preuve à l'égard de Rokesmith, le pseudo-secrétaire qu'elle traite en domestique de bas étage et réprimande sans vergogne. Lui soupire : « Si insolente ! si frivole ! si capricieuse ! si insensible ! […] Et cependant si jolie ! si jolie ! », et lorsqu'il se hasarde à lui faire sentir qu'il n'est pas insensible à son charme, voici la réponse : « Oserai-je, monsieur, vous demander pourquoi vous vous êtes permis cela ? », et « J’ai d’autres projets d’avenir ; ma vie est arrangée d’une manière différente ; pourquoi gâter la vôtre ? ».
De fait, ses vues ont été depuis longtemps vigoureusement exprimées. Ne dit-elle pas à son petit bonhomme de père qui en reste médusé : « Oui, Pa, il me faut de l’argent, […] c’est une chose entendue, et comme je ne peux pas en demander, en emprunter, ou en voler, il faut absolument que j’en épouse […] Pas moyen de faire autrement ; et je cherche sans cesse une fortune à captiver ». À ce stade, Bella se retrouve sur un terrain particulièrement glissant, car la voici prise en main par une marieuse de haut vol, Mrs Lammle. De plus, quelques incongruités susceptibles de la froisser se font jour, esquissées dès la première apparition de Mr Boffin : « Ces paroles s’appliquaient à un homme d’un âge mûr, aux épaules rondes et larges, en habits de deuil, sous un paletot purée de pois, et qui, marchant de côté, d’un pas comique et trottinant, se dirigeait vers l’étalagiste. Ce bonhomme avait un gros bâton, de gros souliers, de grosses guêtres, et les gros gants d’un faiseur de haies. Costume et physique tenaient du rhinocéros : d’énormes plis aux joues, au front, aux paupières, aux oreilles et aux lèvres ; mais des prunelles grises très brillantes, d’une curiosité enfantine, et surmontées de sourcils ébouriffés sous un chapeau à larges bords ; en somme, un étrange personnage ».
Hobsbaum ironise : « C'est un fait avéré que les rhinocéros abritent des parasites [et] qu'ils ne sont pas particulièrement pourvus de perspicacité ».

#### Anamorphose d'un «rhinocéros» (Philip Hobsbaum)
Bien avant que ce « rhinocéros » ne se convertisse à l'avarice, surgissent en lui les signes d'une corruption naissante, d'autant que lui sont subtilement offertes des ouvertures pour y échapper : sa gentillesse envers Bella, par exemple, l'évidente affection qu'il porte à sa femme ; cependant, ces ouvertures se resserrent peu à peu, Bella étant de plus en plus traitée comme une poupée et Mrs Boffin se voyant vertement rabrouée au moindre signe d'inquiétude sur l'attitude de son mari.
L'index de détérioration, comme chez Bella, se mesure à son arrogance envers son secrétaire : lorsque Rokesmith émet l'idée qu'il serait sans doute opportun de fixer ce qu'il ose nommer ses « appointements », c'est sans ménagement qu'il lui est rappelé son statut.
Ainsi, Boffin devient peu à peu un parfait parvenu ; naguère, il se fût contenté d'un seul monticule ; aujourd'hui, il se dit : « Dans ce temps-là, nous ne savions pas ce que c’était que d’avoir le reste. Nos souliers neufs étaient arrivés, mais nous ne les avions pas encore mis ; à présent que nous les portons, il faut marcher en conséquence. » Et même sa relation privilégiée avec Bella se calcine en questions strictement commerciales : de plus en plus, la jeune femme est réduite à l'état de commodité : « Votre beauté vaut de l’argent, elle vous en fera trouver ; celui que nous vous donnerons en vaudra aussi et vous en procurera. Vous avez une mine d’or à vos pieds, mignonne ; et là-dessus bien le bonsoir. »

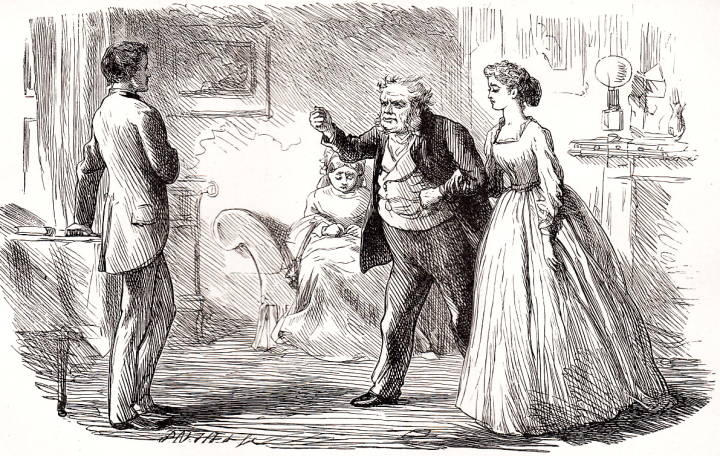
Mr Boffin invective son secrétaire après avoir appris son attachement à Bella, par Marcus Stone.

Sa férocité atteint son comble lorsqu'il découvre l'attachement de son secrétaire envers sa pupille : « Dans la position où vous êtes, […] comment avez-vous pu oser sortir de votre classe, jusqu’à l’importuner de vos hommages impudents ? […] c’est de l’insolence toute pure. […] Oui, toute pure, […] pure insolence de penser à cette jeune lady qui n’est pas faite pour vous. Est-ce que vous n’êtes pas trop au-dessous d’elle ? Il lui faut quelqu’un de riche, — telle qu’elle est, ça ne peut pas lui manquer, — et vous ne l’êtes pas […] Je vous demande un peu qui vous êtes, vous, pour prétendre à cette jeune lady ? Elle attend une bonne enchère ; elle y a droit ; elle n’est pas sur le marché pour ceux qui ne pourraient pas la payer […] Gagner son affection ! […] gagner son affection ! miaou, fait le chat ; et posséder son cœur ! couac, couac, fait le canard ; et le chien, ouah ! ouah ! Gagner son affection et posséder son cœur ! miaou, miaou ! couac, couac ! ouah ! ouah ! ouah ! […] tout ce qu’elle désire c’est de l’argent, de l’argent, puis encore de l’argent. »
« [D]e l’argent, de l’argent, puis encore de l’argent. », tel est le leitmotiv qui résonne tout au long du roman. Écho des paroles de Bella à son père : « je n’ai qu’une pensée, qu’un désir : être riche ! Dans la vie je ne vois qu’une chose : l’argent, l’argent, toujours l’argent » ; écho aussi de la ritournelle que fredonne Silas Wegg au rythme de sa claudication : « piano de son soulier, forte de sa jambe de bois : "Il aime trop l’argent pour cela, il aime trop l’argent pour cela". », écho enfin du refrain de Riah, le paravent de Fledgeby, au pauvre Twemlow dont la créance est arrivée à terme : « Libérez-vous, monsieur ; ne comptez pas sur moi, et payez, payez, payez ! ».

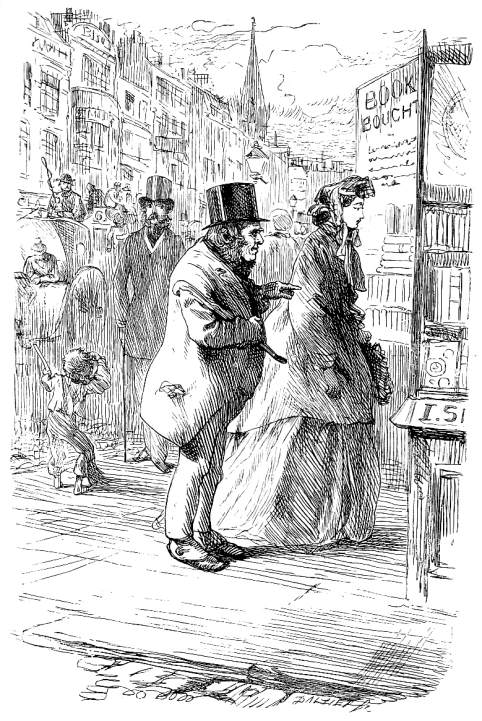
Mr Boffin, avec Bella, à la recherche de livres sur la vie des avares, par Marcus Stone.

Beaucoup des avares qu'imite Boffin, la plupart d'entre eux issus du livre que lui lit l'« inénarrable » Silas Wegg et qui figurait dans la bibliothèque de Dickens, Lives and Anecdotes of Misers (« Les Avares, vies et anecdotes ») de Frederick Somner Merryweather, cachent leur richesse dans la saleté. Ainsi, le capitaine Holmes, héritier d'un certain Mr Dancer, découvre qu'« un tas de fumier, resté dans la vacherie, contenait une somme d’environ vingt-cinq mille livres ; et l’on trouva dans une vieille jaquette, soigneusement clouée sous la crèche, cinq cents autres livres en or et en billets. […] Plusieurs bols étaient remplis de guinées, et en cherchant dans les coins, on y découvrit à plusieurs reprises des liasses de billets de banque plus ou moins volumineuses […] On en trouva des paquets dans les coussins des chaises, et sous les housses des fauteuils. […] Quelques-uns reposaient tranquillement derrière le fond des tiroirs ; et une vieille théière en contenait pour six cents livres. Le capitaine ayant aperçu de grandes jarres dans l’écurie, les trouva remplies de monnaies diverses. Il explora la cheminée, et ne perdit pas son temps, car il y ramassa deux cents livres, cachés dans des trous, soigneusement recouverts de suie ». Silas Wegg, lui-même, se fait une joie, à l'instar de Dancer et de son successeur de ramper jusqu'au faîte des tumuli, de les sonder de sa jambe de bois et les redescendre cahin-caha, au rythme de sa croissante avidité pour les trésors qu'ils sécrètent.

C'est alors que Dickens prend la parole et, dans une apostrophe restée célèbre, fustige les rats au pouvoir, responsables de la pourriture et de la corruption du système qu'il appelle the Great Money System (« le système général de l'argent ») : 

« Milords et gentlemen, et vous, honorables comités, qui, à force de remuer des immondices, de recueillir des scories et des cendres, avez édifié une montagne prétentieusement stérile, défaites vos honorables habits ; et, prenant les chevaux et les hommes de la Reine, hâtez-vous de l’enlever, ou la montagne s’écroulera et nous ensevelira tout vivants. Oui, milords et gentlemen, oui honorables comités, appliquez-y les principes de votre catéchisme, et avec l’aide de Dieu, mettez-vous à l’œuvre ; il le faut, milords ; il le faut gentlemen. »

Selon Hobsbaum, il est symbolique que Boffin choisisse l'Histoire de la décadence et de la chute de l'Empire romain dans son programme de lecture.
L'assimilation de l'argent à la poussière se retrouve dans le rejet que fait Bella de son père de substitution. Sa conscience s'est éveillée et, révoltée par ses paroles, elle lui annonce que son seul souci est désormais que Rokesmith ait une bonne opinion d'elle, car « il vaut mille fois mieux que vous. Son estime me serait autrement précieuse que la vôtre, fût-il un simple balayeur, et vous en équipage d’or massif, l’éclaboussant de vos roues brillantes ».

#### Basculement du récit: Bella parvient à la raison et Boffin se révèle vertueux

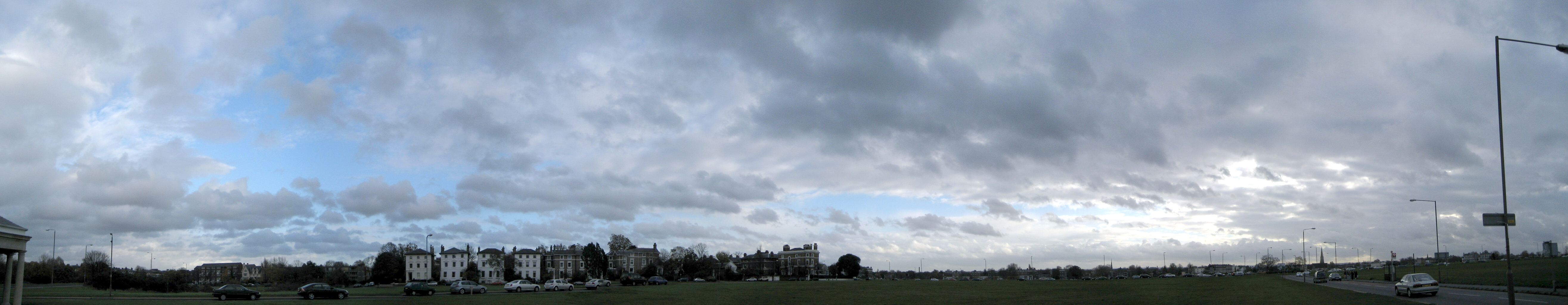
Panorama de Blackheath.

C'est à ce moment précis que Bella commence sa métamorphose. Elle quitte les détritus de Boffin et déclare son amour pour le pauvre secrétaire. Elle a compris que l'or n'est que poussière et désormais la poussière va pouvoir se muer en or. Lorsqu'elle s'installe avec son époux dans une petite maison à Blackheath, ce dernier la voit enfin telle qu'il la devinait déjà lors de sa « corruption de surface », soit « un vrai cœur en or ». Se pose alors un nouveau problème : elle va être riche et il va falloir lui annoncer la nouvelle. Aimerait-elle être riche, par exemple comme Boffin ? lui demande-t-il avec appréhension ; la réponse est que la véritable richesse est celle de son paradis faubourien et dans l'enfant qu'elle porte en elle. En fait, la révélation de l'identité de son mari et de sa fortune se produit accidentellement et elle se double aussitôt de la découverte justement étonnée que la corruption de Boffin n'a été qu'une monstrueuse mise en scène destinée à la mettre à l'épreuve.

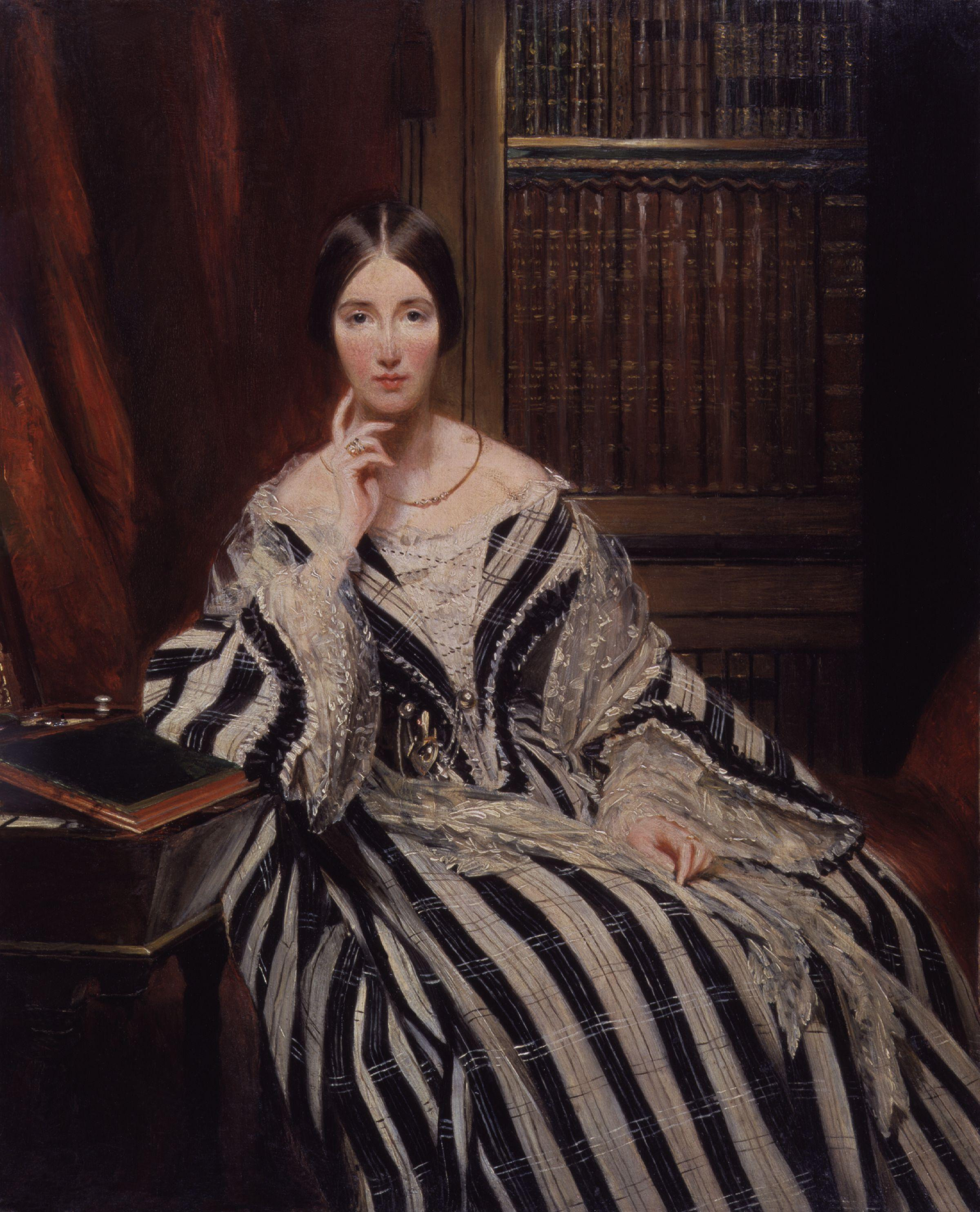
Angela Burdett-Coutts vers 1840.

À ce stade tardif du récit, le lecteur a toutes les raisons de se poser des questions : l'avarice de Boffin a été dépeinte avec une vraisemblance défiant toute critique : nez pincé, visage buriné de creux et de bosses inquiètes, gestes de grippe-sou, propos désobligeants, humiliation publique de Rokesmith. Il semblerait plutôt que Dickens ait changé d'avis en pleine rédaction, passant de la dénonciation féroce du pouvoir de l'argent à une conclusion plus douce : après tout, comme en témoigne par l'exemple son amie la baronne Angela Burdett-Coutts, la richesse, placée entre de bonnes mains, peut s'avérer saine et secourable. De plus, la mutation de Bella rend possible celle de l'or de John Harmon : « son argent, qui s’était rouillé dans l’ombre, redevenait brillant et commençait à luire au soleil ». Rien ne saurait pourtant effacer l'impression laissée pendant de si longues pages par le personnage de Boffin. Le narrateur ne met pas en exergue sa bonté naturelle, mais sa lutte acharnée pour s'approprier les précieux monticules. Comme l'a écrit Chesterton, « Il lui aurait fallu des années pour devenir un avare, mais des siècles pour devenir un acteur ».
Quoi qu'il en soit, alors que brille l'été en fleurs, Mr et Mrs Boffin rayonnent en leur manoir où afflue toute une faune de « créatures glissantes, rampantes, voletantes et bourdonnantes » qu'attire la montagne d'or de l'éboueur doré.

#### Le rhinocéros et ses parasites
Les Veneering laissent leur carte, la vieille Lady Tippings, Twemlow, les pompeux et cassants Podsnap font de même. « Qui sont-ils ? demande le narrateur, ce sont les différentes voix de la société », sorte de chœur entonnant sa sinistre litanie tout au long du roman.

##### Les Veneering
Les Veneering, comme leur nom le dit clairement, sont tout surface, incomplets et sans substance, encore que Dickens laisse entendre en filigrane qu'une « fine pellicule de rouerie poisseuse enveloppe leur comportement, ce qui les relie aux glauques profondeurs de Gaffer Hexam ». En apparence du moins, ils ne sont que les atours de la société, nés de nulle part, sans antécédents ni avenir, leur rôle consistant à se donner en représentation en conviant le beau monde à des soirées dignes des Mille et Une Nuits, réalisées comme d'un coup de baguette magique. Belle table, en effet, mais que l'imagerie dickensienne assimile à un désert aride : le grand plat regorgeant de fruits et de fleurs, où luisent les bougies, traverse les hectares menant d'un convive à l'autre comme tiré par une caravane de chameaux ; les hôtes reçus avec tant de prodigalité sont vus en reflets livrés par l'énorme miroir surplombant le buffet et apparaissent comme des ectoplasmes quasi fantomatiques. Veneering lui-même ressemble à un prophète voilé qui ne prophétise pas ; son épouse n'est discernable que par ses bijoux ; Twemlow, le gentleman sans le sou, profite de toutes les occasions de dîner gratis, mais n'en semble pas moins desséché tout en restant, à la stupéfaction générale, le plus avisé de tous ; la vieille Lady Tippings, si méchante et si laide, se donnant des grâces de jeune fille, ne tient que par les artifices auxquels sa bonne a travaillé depuis le matin  même les plus jeunes, Mortimer, Eugene, par exemple, portent le masque d'une profonde lassitude de la vie.
Suivant la course au trésor de Veneering, la liste s'élargit plus tard aux professionnels de la finance, présidents-directeurs généraux, entrepreneurs, banquiers, mais demeure la vacuité du personnage, d'autant plus évidente lors de sa campagne électorale. S'agglutine alors autour de ce chef de pacotille la cohorte des incapables qui le flattent et le méprisent, déployant une énergie colossale mais stérile, comme en une gigantesque mascarade mimée.

##### Les Podsnap

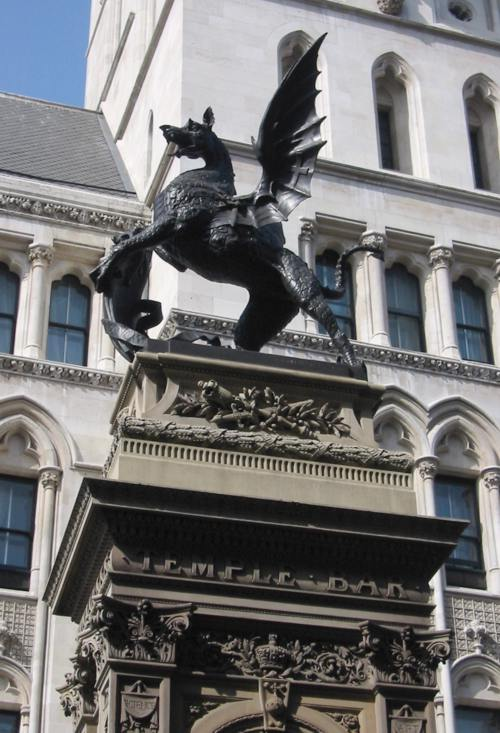
Statue du « griffon » à Temple Bar, qui marque la frontière entre la Cité de Londres et celle de Westminster.

Seuls les Podsnap gardent une solidité, semble-t-il, inébranlable, chez les Veneering comme chez eux, une demeure robuste, tout en blocs, d'architecture post-victorienne, aussi incrustée dans le sol que les monticules de Harmon durcis par le temps. Le salon se décrit surtout par ses ajouts, aussi monumentaux les uns que les autres, « affreuse plate-forme […] au centre de la table, un surtout massif, à pieds écartés, bossu sur toutes les faces […] quatre seaux où rafraîchit le vin, pourvus de lourdes têtes, portant à chaque oreille un gros anneau d’argent, […] salières, en forme de pots ventrus […] Enfin les cuillers et les fourchettes, d’un poids et d’un volume énormes, agrandiront la bouche des invités avec l’intention expresse de leur jeter dans le gosier, à chaque morceau qu’ils avalent, le sentiment de la somme qu’elles représentent. Les différents meubles sont, dans leur espèce, tout aussi lourds que l’argenterie ».
Personnage inspiré de John Forster, homme fidèle mais très conservateur, insulaire et dogmatique, Mr Podsnap n'a pour horizon que ce qu'embrasse son regard ; pour lui, tout pays étranger se limite à ce qu'il est : « non anglais », c'est-à-dire voué à la barbarie ; lever à huit heures, rasage de près à huit heures et quart, arrivée à la Cité à dix, retour à cinq heures et demie, dîner à sept, et cela, chaque jour sauf le dimanche, à l'instar du monde qu'il représente, car Podsnap, c'est l'Angleterre, encore que, ajoute Hobsbaum, la société qu'il fréquente paraît « en route vers le déclin et au bord du gouffre ».
Mr Podsnap a fini par se trouver une épouse plus osseuse qu'en chair, mais jugée suffisamment belle pour figurer sur les hauts murs de tous ses atours parée ; Mrs Podsnap est vive et enjouée « comme un cheval à bascule et, comme un cheval à bascule, ne va nulle part ». Le couple a engendré une fille, à jamais affligée et anémique, refusant tout, mais non dénuée d'utilité : lorsque Podsnap se trouve empêtré dans une conversation où on lui démontre qu'il a tort, lui qui a toujours raison, un geste suffit pour signifier que les propos tenus deviennent inconvenants en présence de la « Jeune Personne » dont la joue rougit sur commande,,.
Podsnap est donc satisfait, de lui-même surtout, et ne comprend pas qu'on puisse ne pas l'être. Sa satisfaction s'ancre dans son ignorance, rigoureusement préservée pour protéger son tonitruant ego : « Je n’ai pas besoin de savoir cela ! Qu’on ne me parle pas de cela ! Je n’admets pas cela ! ». De toute façon, la Providence parle par sa bouche : « En sa qualité d’homme aussi éminemment respectable, mister Podsnap est obligé, il le sent bien, de prendre la Providence sous sa protection ; d’où il résulte qu’il est toujours à même d’interpréter les décrets providentiels. Des gens d’une respectabilité inférieure pourraient souvent être au-dessous d’une pareille tâche ; mais mister Podsnap est toujours au niveau de cette mission ; et, chose à la fois remarquable et consolante, ce que la Providence a voulu est invariablement ce que veut mister Podsnap. » En définitive, son code de vie régissant à la seconde près sa personne et toutes autres choses, y compris les lettres et les arts, et même la musique, aboutit à une stase aussi stérile que cruelle, aveugle au démembrement psychologique de sa propre fille, insensible au sort des déshérités qui ont « bien mérité la faim qui les rongent ».

##### Lady Tippins
Membre permanent du « cortège funèbre » tournant en boucle chez Mr et Mrs Podsnap, voici le masque mortuaire de Lady Tippins, « immense figure oblongue, d’un brun foncé, pareil à celui qu’on voit dans une cuiller », que Dickens a dotée d'un humour qualifié par Kincaid de « physique », car « rehaussé par le jeu de certaines cordes jaunes qui s’agitent dans le gosier de lady Tippins, comme les pattes d’un poulet qui gratte le sable ». Le sarcasme déployé à son encontre invite le lecteur à rire à chacune de ses apparitions, tant elle est vieille et laide, presque autant que le cadavre repêché de George Radfoot (I, 3). À la fin du roman, cependant, il s'aperçoit que la dame n'est pas seulement une collection d'artifices, elle s'avère, écrit Kircaid, « irréelle », car, « [d]ans cet amas d’étoffe, surmonté d’un chapeau, qui est annoncé sous le nom de lady Tippins, y a-t-il un fragment quelconque de substance féminine ? Peut-être sa femme de chambre le sait-elle. […] En la scalpant, la grattant, la dépouillant, vous en feriez deux ladies, et vous n’auriez pas pénétré jusqu’à l’article réel ». Aussi, cet être qui n'existe pas, « bougie de cire jaune qui fait pressentir le suaire », semblable aux crânes ricanant d'Allan Poe qui hantent les soirées en verve pour signifier à la compagnie son lugubre destin, devient-il « emblématique de la podsnaperie moribonde ».

##### Mr Twemlow
Mr Twemlow fait clairement partie du même groupe social que les Podsnap ; lui aussi se rend aux soirées où on le présente comme un « nouvel article de ménage », dont l'innocence innée fait une proie facile ; c'est un « chevalier du cœur simple », un peu à la manière, écrit Kincaid, de Mr Pickwick, trop faible, par exemple, pour connaître l'amour autrement que par les falsifications de sa mémoire, si bien qu'au lieu de compassion, son cas appelle plutôt le mépris. D'une grande faiblesse et passivité au début du roman, il évolue vers une plus grande indépendance de pensée et d'action. Mais sa diatribe du dernier chapitre, toute sagace qu'elle soit, reste snob, avec sa litanie de titres, gentleman, lady, et son style moulé sur le modèle podsnapien,

##### Les Lammle

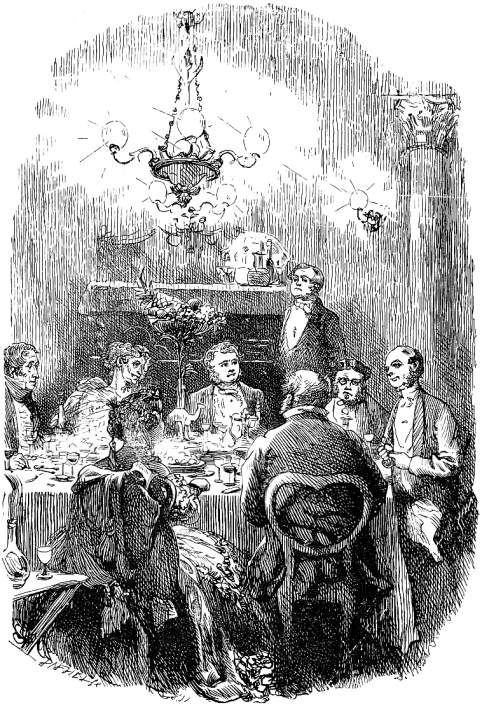
Dîner chez les Lammle, Sackville Street, Piccadilly, par Marcus Stone.

Se partageant entre les fêtes des Veneering et celles des Podsnap, voici maintenant les Lammle, si ingénument batifolant entre eux, tels que les renvoie le reflet du grand miroir. Leur plan est brillant : réussir à faire tomber la jeune Podsnap qu'ils destinent, contre monnaie, à Fledgeby, l'usurier se cachant derrière Riah qui n'en peut mais. C'est un échec, car, malgré leur savoir-faire crapuleux et séducteur, ils n'ont aucune chance contre Podsnap qui, au lieu d'aimer sa fille comme ils le croient, s'en désintéresse au plus haut point ; leur attention se porte alors vers Bella que Mr Lammle abreuve d'une affection outrancière. Nouvel échec ; mais rien ne saurait décourager les Lammle, rompus qu'ils sont à l'escroquerie débrouillarde de haut vol, eux qui réussissent à mener grand train sans aucun revenu.
La fin du roman, cependant, les montre ruinés : malgré leur châtiment de Fledgeby, ils ne parviennent plus à donner le change et s'en vont, condamnés à une existence sans joie, vouée à escroquer le petit-déjeuner, puis le dîner jusqu'à ce que la mort scelle leur divorce. À vrai dire, les Lammle, dont le portrait, par sa causticité accusatrice, tient plus, selon Hobsbaum, de la manière de Thackeray que de celle de Dickens, ne jouent qu'un rôle minime dans l'action, plus choristes que solistes parmi les « voix de la société ».

##### Deux outsiders
Il s'agit d'Eugene Wrayburn et Bradley Headstone, tous les deux épris, à des degrés divers, de Lizzie Hexam que la première scène du roman présente avec son père écumant les flots de la Tamise.
Il est remarquable qu'Eugene Wrayburn, l'ami de Mortimer Lightwood, si volubile à l'occasion, reste silencieux dans ces « maisons de mort » que sont les demeures des Veneering et des Podsnap, et laisse Mortimer et surtout Twemlow faire entendre la seule voix saine de la société. Eugene, en effet, est un cas à part : indolent, semble-t-il, répugnant à entreprendre et jugeant sans intérêt les moindres actions, y compris les siennes ; ainsi, les assiduités qu'il prodigue à la fille du détrousseur de cadavres ne relèvent ni d'une irrésistible passion ni d'une frivole passade. Comme il le dit lui-même, il est le premier à ignorer ses motivations.

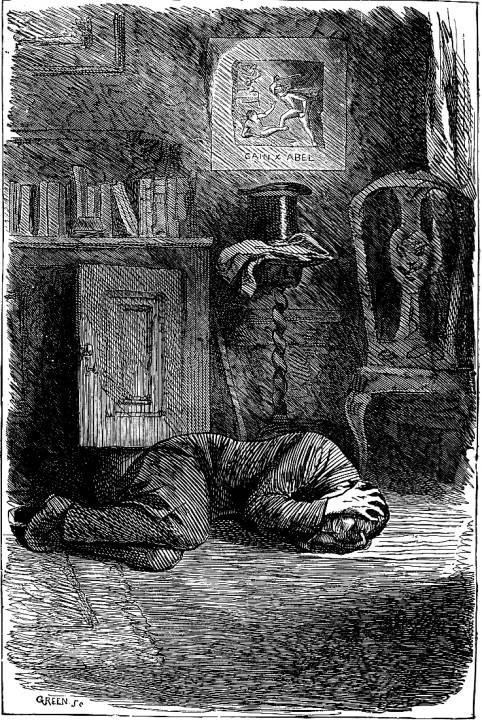
Bradley Headstone se tord de douleur sur le sol après avoir essuyé les reproches véhéments de Charley Hexam, par Marcus Stone.

Bradley Headstone défie la loi du roman dickensien qui différencie nettement les bons personnages des mauvais. Il a tout du gentleman, en effet, élégant et désargenté, habillé avec soin, sachant se conduire en société ; cependant, derrière ce masque qui, d'abord, n'est pas pour déplaire à Eugene, déferle un ouragan de passion paraissant à Lizzie suffisamment suspect pour qu'elle s'enfuie à la campagne où, d'ailleurs, il finit par la débusquer après force pots-de-vin et diverses manigances. Hobsbaum écrit : « avide comme un enfant sous le masque de l'indifférence, au fond, il n'a pas grandi en homme adulte […] et ce qui le consume, c'est une gigantesque paranoïa ». La seule échappatoire à tant de violence rentrée est encore plus de violence : il fait sa proposition de mariage dans un cimetière surélevé que clôt une grille hérissée de piques, où les tombes s'inclinent comme honteusement, et se prend à crier, gesticuler, toutes phalanges fermées ; dans un accès de folle jalousie, il décide de tuer Eugene, mais ne réussit qu'à le blesser grièvement, d'où la remarque de George Orwell : « C'est un gentleman éclopé qu'épouse Lizzie », et c'est lui qui trouve le trépas au fond de l'eau. Ainsi, un personnage à peu près décent au début du roman s'est acheminé vers le pire, processus nouveau chez Dickens, écrit Brian Cheadle, d'autant que la lutte mortelle se déroule dans toute sa violence sous les yeux du lecteur, alors que, dans David Copperfield par exemple, « la séduction destructrice de la petite Emily par Steerforth est consignée aux coulisses ».

## Thématique
La thématique de L'Ami commun est variée, mais, selon Sylvère Monod, Dickens a d'abord « une thèse à nous présenter, […] accessoire du récit, mais [dont] l'intention est marquée avec force » : il s'agit de se laver de l'opprobre de l'antisémitisme.

### Contre l'accusation d'antisémitisme
Cette intention est définie par John Forster : « Le vieux juif charitable dont il fait l'agent inconscient d'un gredin était destiné à effacer un reproche adressé à son personnage du juif dans Oliver Twist, accusé d'attirer l'hostilité contre la religion et la race auxquelles il appartenait ». Et le biographe de préciser que, deux ans avant la publication de L'Ami commun, « une dame juive, amie de Dickens, lui avait fait ce reproche ». Cette dame juive, Mrs Eliza Davis, connue pour ses bonnes œuvres et dont le mari avait acheté la maison de Dickens à Tavistock House, lui avait écrit en juin 1863, soit vingt-six ans après la création de Fagin, que son personnage avait « causé un grand tort à tous les juifs » et que, pour compenser le dommage causé, il pouvait faire une donation en faveur de la maison de convalescence qu'elle destinait aux juifs touchés par la pauvreté. Une longue correspondance s'ensuivit et Dickens se défendit plutôt maladroitement, insistant sur le fait que son juif représentait la « race » et non la religion. Mrs Davis protesta avec encore plus de virulence : appelle-t-on, écrivait-elle, Mr Disraeli « le juif » ? Dès lors, Mr Riah est parfois jugé « trop gentil pour être vrai »,.

#### Dickens se rachète

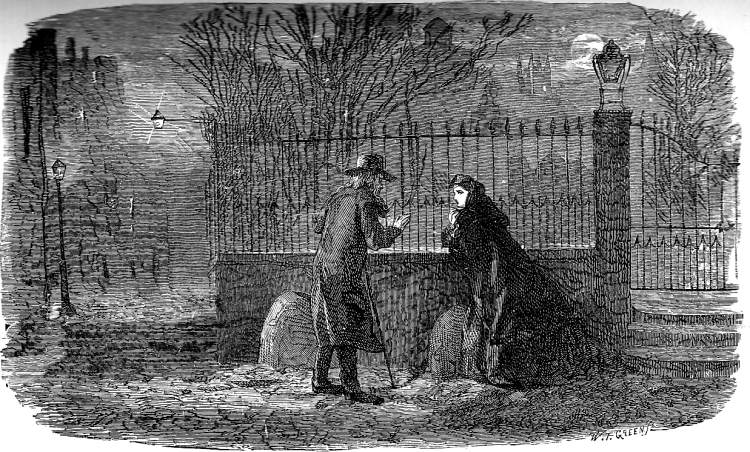
« Une amie dans le besoin », par Marcus Stone : première rencontre de Mr Riah avec Lizzie Hexam après que Charley lui eut demandé de préférer Bradstone à Wrayburn.

Sylvère Monod fait remarquer qu'à l'exception de quelques stéréotypes dans Esquisses de Boz, d'une allusion banale de Mr Micawber dans David Copperfield et d'une caricature plutôt grossière de l'accent juif dans Les Grandes Espérances, on ne saurait trouver d'antisémitisme sous la plume de Dickens ; au contraire, sa Child's History proclame son indignation contre les persécutions dont les juifs ont fait l'objet « de la part de nombre d'individus qui se disaient chrétiens ». Seul le personnage de Fagin dans Oliver Twist semblait figurer au passif de Dickens qui, tout à fait disposé à réparer le tort causé, « comme c'est son habitude en pareil cas […] fait bonne mesure ; il met dans la bouche de Mr Riah une phrase qui constitue la définition et la condamnation des torts causés par Oliver Twist » : « […] en courbant l'échine sous le joug que j'acceptais de porter, je courbais l'échine contrainte du peuple juif tout entier […] On trouve assez facilement les mauvais parmi nous - dans quel peuple ne trouve-t-on pas facilement les mauvais ? Mais on prend les pires d'entre nous pour des échantillons des meilleurs […] en faisant ce que je me contentais de faire ici […] je compromettais, que je le voulusse ou non, les juifs de tout rang et de tout pays ».
Dickens tenait donc à se racheter par un hommage tout aussi large qu'avait pu l'être son attaque implicite. Monod note que, dans le roman, il y a d'autres juifs que Riah, « le noble cœur » : ainsi, Lizzie Hexam, retrouvée en pleine campagne par Bella Wilfer, parle de ses hôtes du moment : « il est vrai que lui et sa femme sont israélites ; c’est un israélite qui m’a placée chez eux ; et je ne crois pas qu’il y ait au monde de gens meilleurs. […] Ils ne m’ont pas demandé quelle était ma religion […] Ils remplissent bravement leurs devoirs à notre égard […] ; mais cela n’empêche pas qu’ils suivent leur religion, sans s’occuper de la mienne ; ils n’en parlent jamais, pas plus à moi qu’aux autres ; et n’ont pas demandé de quelle religion était la pauvre défunte [Bella Wilfer] ».
Cependant, ajoute Monod, une conversation entre Riah et Jenny Wren incite à la prudence. Riah, qui emploie un ton solennel, en vient à dire : « — Ma fille, […] c’est la coutume des Israélites d’aller secourir…

— Au diable les Israélites et leur coutume, interrompit miss Wren. S’ils n’ont rien de mieux à faire que d’aller soigner Petits-Yeux, je regrette qu’ils soient sortis d’Égypte ».
C'est assez, conclut Monod, pour se demander lequel des deux personnages exprime clairement la pensée de Dickens.

#### Dickens reste dans le cliché

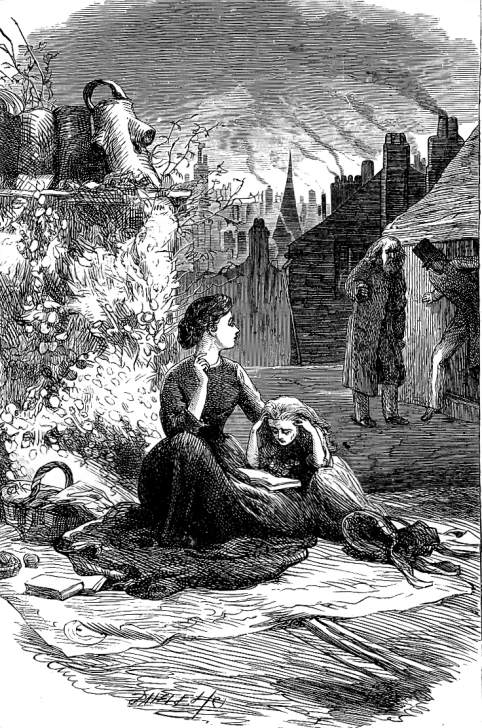
Le jardin sur le toit de Mr Riah, où Lizzie et Jenny lisent au clair de lune, par Marcus Stone.

Pour autant, Harry Stone trouve que le personnage de Mr Riah est si peu à sa place dans le roman qu'on le croirait « transplanté d'un conte pour enfants dépourvu de tout réalisme ». Sa première apparition au quatrième chapitre de la deuxième partie le désigne d'emblée comme « un étranger à la société victorienne » : « Celui auquel il s’adresse est un vieux juif, revêtu d’une ancienne houppelande, à longue jupe et à larges poches. Un homme vénérable, à tête chauve et luisante, garnie, sur les côtés, de longs cheveux gris flottants qui se mêlent avec la barbe. Un vieillard, qui, d’un geste oriental plein de grâce, incline le front […] Sur le carré, pendu à un clou, est son chapeau à forme basse, à larges bords, aussi vieux que la houppelande, et rouillé par le temps. Son bâton est dans le coin, près du chapeau ; non pas une canne, un vrai bâton. […] Les vêtements du vieillard ont pris cette teinte de rouille que nous a présentée le feutre accroché sur le carré ; ils sont pauvres, mais n’ont pas l’air ignoble ».
Riah a donc le physique et l'accoutrement de l'emploi, un véritable cliché d'exotisme oriental destiné à faire pittoresque, « exagérément artificiel ». De plus, sa « vertu grotesque, de même que son humilité ineffable en font un geste émotionnel plus qu'un personnage convaincant ». Deborrah Heller va encore plus loin : « non seulement Riah reste un étranger, mais il lui arrive aussi de paraître à la fois sur et sous humain, saint et insignifiant, ayant pour seul rôle de faire contrepoids à l'antisémitisme patent de Fledgeby qui l'emploie comme paravent pour ses prêts véreux au sein de la compagnie Pubsey and Co. ». Bref, conclut Harry Stone, « [Mr Riah] est un bon juif destiné à en effacer un mauvais ».

### La loi sur les pauvres de 1834

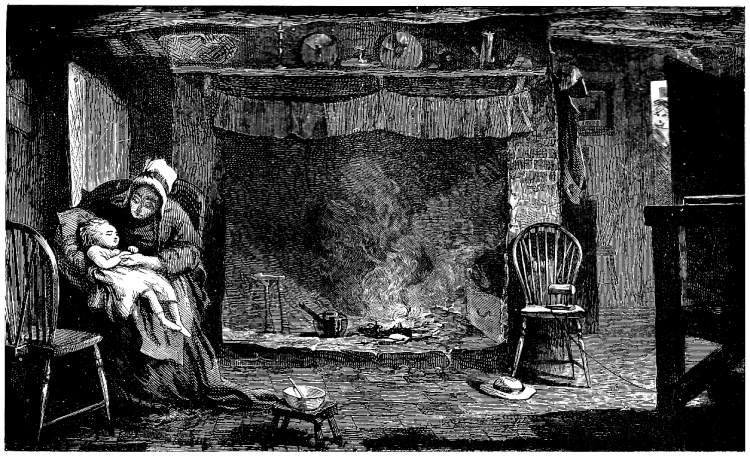
« L'orphelin fait son testament » (chez Betty Higden, Bella arrive à la porte), par Marcus Stone.

Depuis Oliver Twist, Dickens n'a eu de cesse de stigmatiser la loi sur les pauvres de 1834, qu'inspirait en partie l'idée nauséabonde qu'après tout, les pauvres ne méritaient pas l'attention qui leur était prodiguée : les indigents, pensait-on généralement, auraient dû se montrer plus prévoyants, les mères célibataires plus respectueuses de la morale, etc. Ainsi, la pitié cédait le pas au mépris, attitude que dénonce L'Ami commun avec l'attachant personnage de Betty Higden, habitée par la peur viscérale de finir ses jours à l'hospice. Lors de la présentation au lecteur, elle clame sa détermination, que commente, une fois encore, l'apostrophe aux « mylords et gentlemen » assénée comme une massue : 

« Johnny, mon bel ange, […] [p]rie Dieu, Johnny, pour qu’au dernier moment ta grand'mère, qui est encore robuste, ait la force de quitter son lit et d’aller mourir dans un trou, plutôt que de tomber entre les mains de ces beaux messieurs sans cœur, qui se renvoient l’honnête indigent, qui le trompent, l’exténuent, l’accablent de déboires, le méprisent et le déshonorent. »
Brillant succès, honorables comités, mylords et gentlemen, que d’avoir amené les meilleurs d’entre les pauvres à penser pareille chose. Peut-on demander, avec tout le respect qu’on vous doit, si cela vaut la peine d’y penser à temps perdu ?
L’effroi et la haine que la vieille femme effaça de son visage, après cette digression, montra combien ses paroles avaient été sincères. »

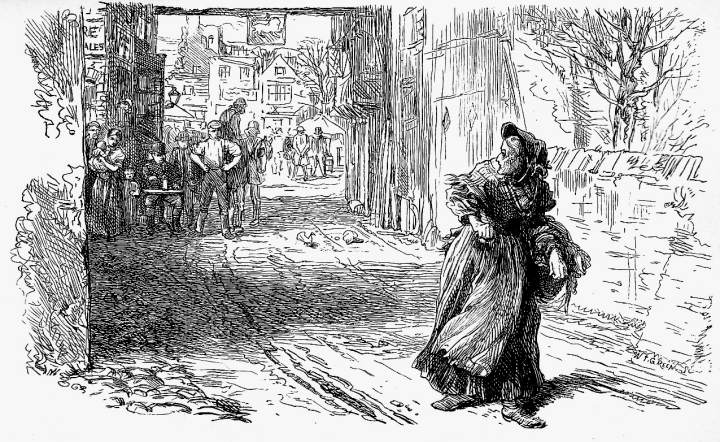
Betty Higden, effrayée, lors de sa fuite, par Marcus Stone.

Pour l'heure, Betty Higden est chez elle, petite maison proprette et jardin bien tenu ; Sloppy et deux autres orphelins, The Minders, tournent la manivelle qui essore et assouplit le linge. Betty s'occupe de son arrière-petit-fils, seul membre de sa famille qui lui reste. À la mort de l'enfant, elle renvoie Sloppy pour qu'il apprenne un métier, et se sépare des deux minders, puis quitte sa demeure pour les chemins, cognant aux portes pour vendre de menus travaux et autres babioles. La peur d'une prise en charge par un hospice la garde en vie pendant quelque temps, puis elle meurt avec, caché sous ses jupons, l'argent nécessaire à ses obsèques.
Par cet exemple, Dickens entend attirer l'attention sur la terreur qu'éprouvent nombre de pauvres vieillissants d'être contraints de résider à l'hospice, d'où ils ne sortent que pour rejoindre le cimetière dévolu aux indigents. À cela s'ajoutent la séparation des familles, la confiscation des biens et des vêtements, la « loi sur les pauvres » exigeant absence totale de ressources, port de l'uniforme, limitation des visites, travail obligatoire, si bien que l'admission, du moins dans l'imaginaire populaire, ressemble fort à une incarcération : on l'appelait d'ailleurs la « loi Bastille » (Poor-Law Bastille).
Dans sa postface, Dickens revient sur cet aspect : « Qu'il n'y ait aucun malentendu sur ce que je pense de la loi sur les pauvres ; je déclare être convaincu que jamais depuis les Stuarts, ne s'est trouvée loi plus infamante, plus mal appliquée ou plus souvent violée, ».

### Éducation des enfants et leurs éducateurs
On peut se demander pourquoi Dickens a créé le personnage de Charley Hexam dont le rôle dans l'intrigue est négligeable. Certes, il permet à sa sœur Lizzie de l'arracher à la pauvreté ambiante et de manifester ainsi sa foi dans l'instruction. Peut-être le père de l'enfant est-il plus sagace, puisque son refus semble émaner de la conviction que le service rendu s'avérera plus néfaste que bénéfique. D'après Kate Carnell Watt, c'est plutôt « pour se donner à nouveau l'occasion de critiquer le système éducatif que le romancier introduit ces personnages d'élève et maître, ce dernier illustrant ensuite les ravages d'une passion malade qui relie ce lien secondaire au fil principal par l'intermédiaire de l'une des plus attachantes héroïnes de son œuvre ».

#### Système éducatif de classe

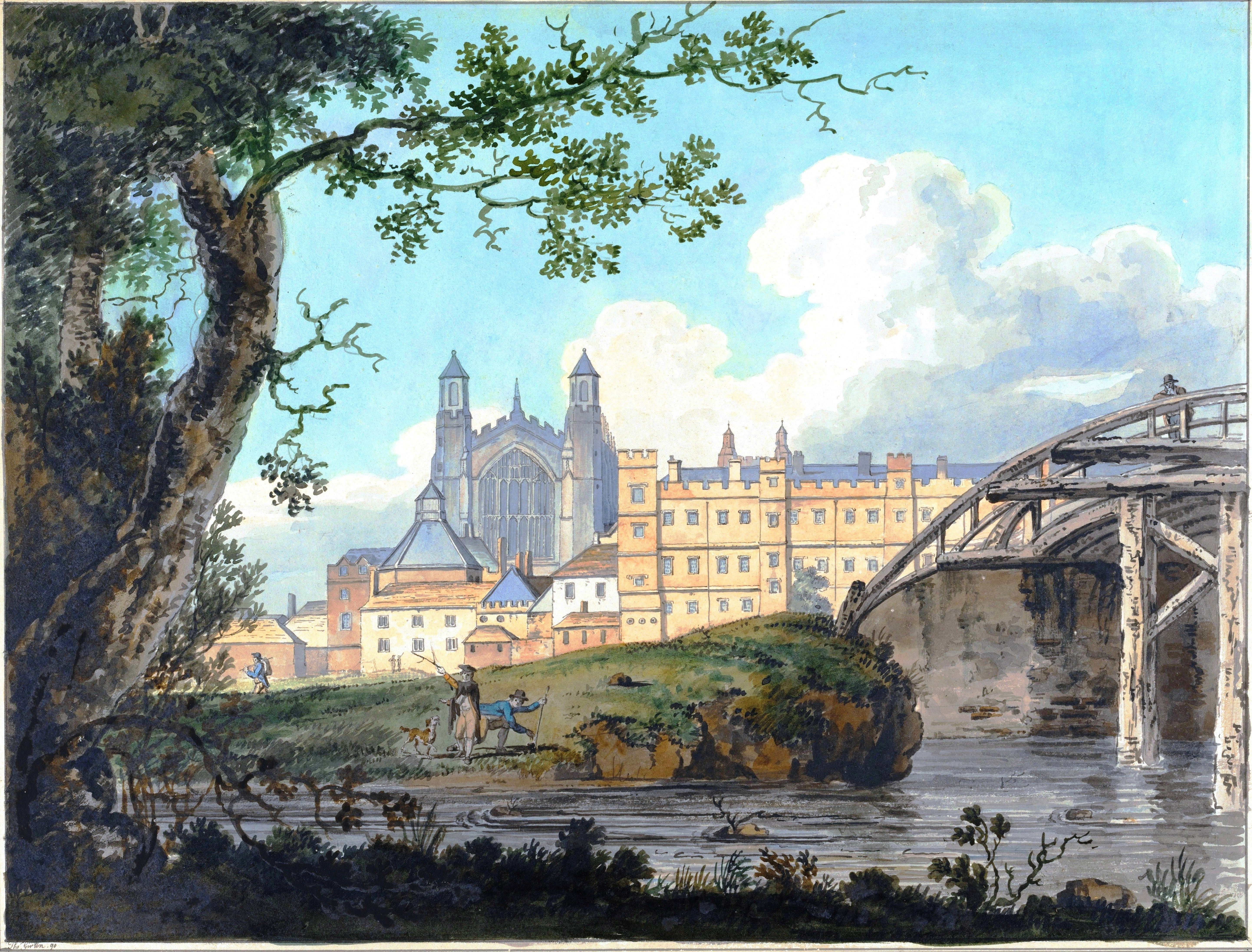
Eton College vu de la route de Datchet, par Thomas Girtin, par Marcus Stone.

En effet, en faisant de Bradley Headstone et de son protégé des produits des écoles (state-schools) et écoles normales d'État (training colleges) mises en place au milieu de la période victorienne, puis en les opposant moralement et dramatiquement à Eugene Wrayburn, ancien élève d'une public school, Dickens ne se préoccupe pas seulement des différences de classe, mais surtout des bouleversements contemporains générés par les décisions gouvernementales tendant à réduire les salaires des élèves-maîtres et de leurs professeurs, ce qui, à ses yeux, mine leurs relations et affaiblit la qualité de l'instruction dispensée dans les écoles d'État pour les enfants pauvres.
Il n'y avait là rien de nouveau : Dickens s'est toujours intéressé à la question, visitant et encourageant certaines institutions scolaires ou dénonçant, dans la presse comme dans son œuvre, les multiples failles qu'il décelait dans d'autres. Aussi suit-il le chemin éducatif parcouru par Charley Hexam depuis sa première école, vraisemblablement une ragged school,, jusqu'à sa promotion comme élève-maître, enfin comme maître d'école d'État, ce qui lui permet de passer en revue l'ensemble des options éducatives offertes à un enfant issu d'une famille quasi indigente.
Sa première appréciation des débuts de Charley est accusatrice : « L’école où Charles Hexam avait pris ses premières leçons de lecture (pour les élèves de ce degré, la rue est un établissement préparatoire où s’instruisent, sans livre, ceux-là mêmes qui plus tard sauront lire), cette école était un misérable bouge, au fond d’une cour dégoûtante. Un galetas encombré, un air épais et nauséabond, un bruit assourdissant. La moitié des élèves plongés dans la torpeur, les autres luttant contre le sommeil, et ne se maintenant éveillés que par un bourdonnement analogue à celui d’une cornemuse dont on jouerait faux et sans mesure ».
Quoi qu'il en soit, le jeune garçon est destiné à devenir un éducateur : « Toutefois, même dans ce temple des bonnes intentions, un élève doué d’une intelligence rare, jointe à un désir exceptionnel de l’employer, pouvait apprendre quelque chose, et, l’ayant appris, pouvait l’enseigner avec plus de succès que le maître, attendu qu’il le savait beaucoup mieux et n’avait pas l’inconvénient d’effaroucher les esprits timides. C’est ainsi que, dans ce tohu-bohu, Charles Hexam avait fait des progrès, avait enseigné ce qu’il avait appris, et, sortant de ce bouge, avait pu entrer dans un pensionnat ». D'où s'explique la motivation de Bradley Headstone qui voit en cet élève « un enfant d’une rare intelligence, qui ferait honneur à la maison où il achèverait ses études […] il avait attiré chez lui le précieux élève, qui, moyennant certaines fonctions que celui-ci remplissait avec zèle, le dédommageait des frais de nourriture et de logement ». Autre motivation importante, ajoute Kate Carnell Watt, Headstone aurait vraisemblablement reçu quelque compensation financière, et c'est « sur ce point que le contexte historique devient si important ».

#### Contexte historique

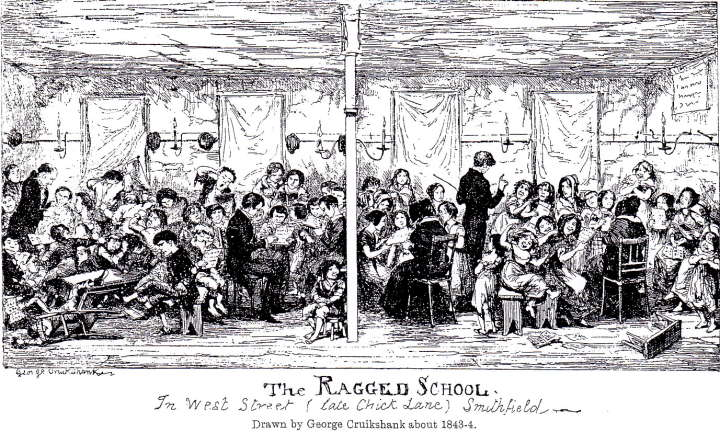
La Ragged school de Saffron Hill, par George Cruikshank.

De fait, depuis la mise en œuvre du Revised Code par Ralph Lingen et Robert Lowe, hauts fonctionnaires considérant les maîtres comme des artisans dont la tâche « devait se limiter à un enseignement de base approprié aux classes ouvrières », ce qui excluait les sciences, l'histoire, la géographie et l'instruction religieuse, les salaires avaient été amputés, ne dépendant plus du nombre d'élèves, mais fixés au rendement, à la tâche en quelque sorte. Ainsi, un maître comme Bradley Headstone aurait vu son salaire annuel réduit de 95 £ à environ 62 £ en 1861, puis à 55 £ l'année suivante, c'est-à-dire « moins que celui d'un technicien de même niveau intellectuel », tandis que les inspecteurs des établissements concernés gagnaient de 250 £ à 600 £.
Indépendamment de l'aspect financier, les maîtres du calibre de Headstone étaient persuadés que leur savoir et leurs responsabilités méritaient plus de respect, d'autant que beaucoup de leurs élèves, comme Charley, auraient pu humilier des Eugene Wrayburn dans la plupart des branches du savoir. Ainsi, explique Smelser, l'attitude de Bradley envers la morgue d'Eugene est typique de la mentalité de ses pairs de l'époque : la considération due se trouvait rarement appliquée, que ce fût par le gouvernement ou les inspecteurs dont les rapports qualifiaient les maîtres de « personnes » (persons) et non de gentlemen, certains officiels allant jusqu'à écrire « qu'ayant perdu de vue le fait que leurs origines sociales étaient fort humbles, [ces gens] souffraient du désir morbide de devenir trop tôt des gentlemen ». D'ailleurs, Sir James Kay-Shuttleworth,, grand ami des Brontë, regrettait qu'il fût très rare qu'on vît un homme d'Église, même titulaire d'une paroisse rurale, en conversation avec l'instituteur local. Ainsi s'explique mieux l'attitude défensive de Headstone à l'égard de Wrayburn, due, au départ, non pas tant à son mauvais caractère qu'« au contexte social infligeant à sa profession de multiples vexations et sarcasmes » : « Vous faites allusion à ma naissance, monsieur ; vous me reprochez mon origine ; mais j’ai su me frayer un chemin en dépit de l’une et de l’autre ; j’ai donc le droit d’être plus fier que vous, et de me trouver plus de valeur. »
En somme, lorsque Dickens a choisi de faire d'un instituteur et d'un élève-maître formés par le système public des personnages-clefs, du moins pour le premier, au moment précis où se préparaient et étaient promulguées des lois amoindrissant encore leur statut, il entendait montrer, en la mettant en scène, la détresse psychologique d'une profession vouée au mépris et à l'humiliation.

### L'hôpital des enfants malades
Le chapitre 14 du livre II, intitulé « De ferme propos » (Strong of Purpose), rappelle la mort, consécutive à une affection respiratoire, du petit Johnny Higden et ses derniers mots à l'Hôpital des enfants malades de Great Ormond Street à Londres (Hospital for Sick Children), où l'avaient transporté Mrs Boffin, Bella Wilfer et John Rokesmith.

#### Pathos et humanité
« Mais qu’est-ce que vous avez là, Betty ? on dirait une poupée ? »

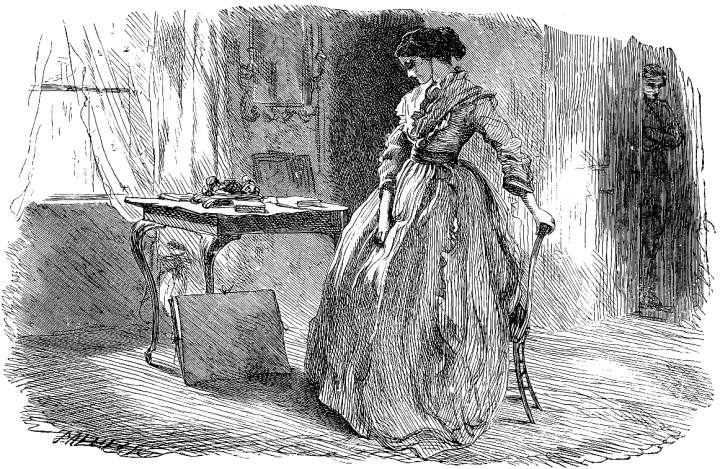
The Boofer Lady, par Marcus Stone.

C’était le brillant officier qui avait monté la garde sur le lit de Johnny. La pauvre grand’mère le fit voir ; puis le remit dans sa robe. Elle remercia Mr et Mrs Boffin, ainsi que le secrétaire ; et passant ses deux bras ridés autour du cou frais et jeune de Bella, elle répéta les paroles de Johnny : « Un baiser pour la jolie dame » (The Boofer Lady) ».

La traduction est impuissante à rendre toutes les nuances de la dernière phrase qui est restée célèbre : The Boofer Lady. En réalité, le petit mourant est trop jeune et trop faible pour articuler « beautiful », adressant son compliment à Bella Wilfer, après avoir, en quelque sorte, fait son testament (II, 9) : 

« — Lui, tout, » murmura Johnny.
Le médecin était habile à deviner les enfants. Il prit le cheval, l’oiseau jaune, l’officier, toutes les bêtes de l’arche, et les posa sur la tablette du petit voisin. Johnny sourit faiblement, il s’allongea comme s’il voulait dormir, puis se soulevant sur le bras qui le soutenait, il chercha de ses lèvres la figure de Rokesmith, et balbutia : « Un baiser pou’ la jolie dame. » »

.

#### Action de Dickens

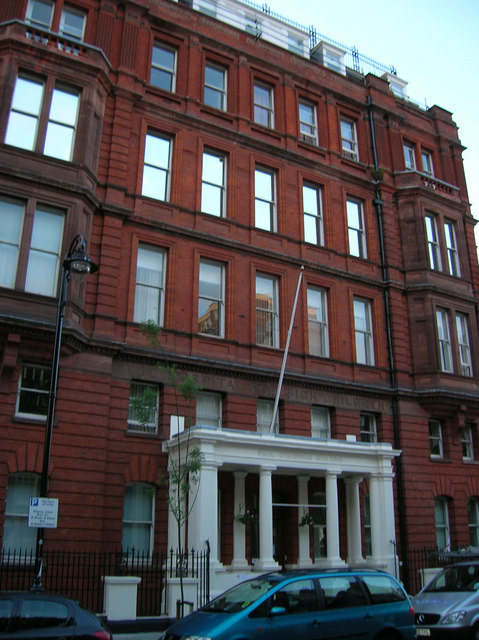
Entrée de l'hôpital des enfants malades de Great Ormond Street aujourd'hui.

La scène est d'un pathos appuyé, fort critiqué en son temps,,,,, mais Dickens avait de bonnes raisons d'offrir ces vignettes louangeuses en faveur de l'Hôpital des enfants malades. En effet, fondé par Charles West en 1852, l'établissement, le premier au Royaume-Uni à ne recevoir que des enfants, dépendait de dons privés.
Conquis par l'idée et aussi l'excellence de l'établissement, Dickens se lança dans une campagne de soutien, d'abord par un long article publié dans Household Words, « Bourgeons en berne » (Drooping Buds) où il insistait sur l'énormité de la mortalité infantile, puis par des interventions publiques que John Forster a décrites : « [Il] s'est jeté dans cette action cœur et âme […] et n'a probablement jamais ému un auditoire à ce point, tant était perceptible le fort sentiment personnel qui l'animait alors qu'il évoquait les sacrifices consentis par les plus pauvres […], puis exhortait ces messieurs et ces dames à contribuer par leurs dons à mettre un terme à la négligence drainant la nation de son meilleur sang ».
Toute sa vie, Dickens ne cessa à s'intéresser à l'établissement, souvent par des lectures publiques de ses œuvres pour lever des fonds, ou par d'autres articles publiés dans sa revue All the Year Round, dans lesquels il vante l'atmosphère chaleureuse des salles, l'excellence des médecins et des infirmières « tous dévoués à leur tâche, ne parlant qu'à des enfants, ne réconfortant et ne guérissant que des enfants ».

### Jambes de bois et corps monstrueux
Dickens semble avoir eu une véritable fascination pour les jambes de bois et les corps monstrueux, qu'il fait apparaître dans la plupart de ses romans.

#### Handicap lourd de signification
Les jambes de bois s'exhibent dans Les Papiers posthumes du Pickwick Club, Martin Chuzzlewit, Barnaby Rudge, David Copperfield et L'Ami commun où sévit Silas Wegg, crapule vénale, malveillante, presque toujours comique et souvent ridicule. Cependant, « Dickens ne se joue pas de son handicap et n'attribue en rien son caractère vicié à son corps tordu ». C'est que Wegg a souffert, sans que d'ailleurs n'en soient clairement précisées les circonstances et les causes ; c'est une souffrance qui s'exprime en filigrane dans beaucoup de ses interventions, et que Dickens respecte et fait respecter par son lecteur jusqu'à susciter chez lui des moments de compassion.
D'après Cotsell et Forse, la chirurgie grossière pratiquée durant les guerres napoléoniennes avait énormément accru le nombre des prothèses de jambe, curieusement populaires à l'époque victorienne. Que Dickens ait éprouvé cet engouement venait sans doute du fait qu'il en avait vu beaucoup pendant son enfance, d'abord à Portsmouth puis à Chatham, port militaire où il arriva à 5 ans, à la fin des hostilités avec la France, et dont les rues étaient bondées de mutilés, d'amputés et de jambes de bois. D'autre part, sa tante, épouse d'un chirurgien militaire, l'emmenait souvent à l'Ordnance Hospital où étaient soignés les blessés et, en particulier, un porteur de prothèse avec qui il jouait dans une cave à charbon et dont la jambe de bois, à l'instar de celle de Silas Wegg forant les tumuli de Boffin, se coinçait régulièrement dans le tas de charbon. Enfin, après que la famille eut déménagé à Londres, Dickens rencontrait son oncle maternel, Thomas Culliford Barrow, lui-même amputé après un accident de la circulation.
Cotsell fait aussi remarquer que les lectures du jeune Dickens décrivaient souvent des personnages ayant subi un appareillage : Hatchway dans Peregrine Pickle de Tobias Smollett, Miss Kilmansegg dans le poème satirique de Thomas Hood, Miss Kilmansegg and Her Precious Leg (Miss Kilmansegg et sa précieuse jambe), demoiselle excentrique et fort riche arborant une prothèse en or.

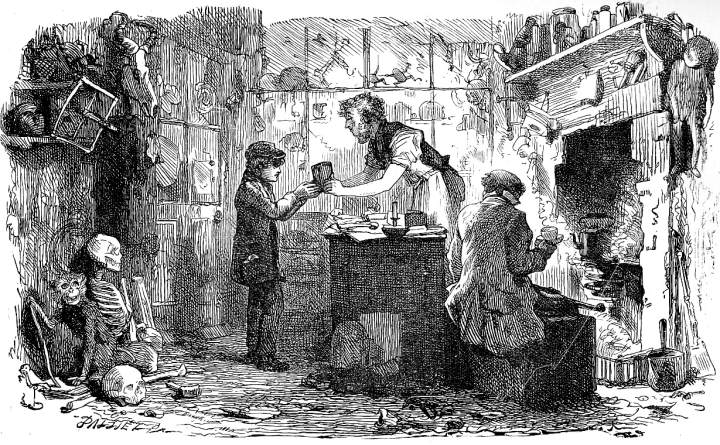
Mr Venus dans sa boutique, avec Silas Wegg et un jeune client, par Marcus Stone.

Au-delà du substrat historique et personnel, la jambe de bois de Silas Wegg s'intègre à sa façon dans le schéma général du roman : si en effet, avec ses moyens limités, le diseur de ballades n'a pu se procurer qu'une prothèse de premier prix, au fur et à mesure que ses « espérances » progressent grâce à sa nouvelle relation avec Boffin, loin de chercher, contrairement à l'usage, à acquérir un appareillage en liège, moins lourd et plus confortable, il préfère viser une promotion sociale qu'il croit désormais à sa portée : accéder au rang de gentleman (genteel person). La première étape consiste à restituer l'intégrité de son corps en rachetant sa jambe amputée, que Mr Venus conserve depuis qu'il l'a acquise dans un lot venant de l'hôpital. Cette jambe a pris une telle importance pour Wegg qu'il s'identifie à elle : elle est devenue « lui » et il s'y réfère souvent, de façon synecdoctique, en tant que « je » ou « moi ». Le fait qu'il puisse envisager de récupérer cette ancienne partie de lui-même à prix d'or participe de la « mentalité prévalant au XIXe siècle de commercialiser toute chose et même de chosifier le corps humain ». Cependant, Mr Venus discute âprement de la commande, faisant de ce reste d'homme un objet de marchandage : après tout, même s'il ne la restitue pas, elle peut devenir une « monstruosité » qui, dans les foires, rapporterait gros ; Wegg s'insurge : « Je n’aimerais pas à être… dispersé : une partie de moi-même ici, une autre en tel endroit ; je voudrais me réunir, comme il convient à un gentleman ».
Il y a là, écrit Grahame Smith, plus qu'une « touche d'humanité ». De fait, l'adaptation télévisuelle de John Farino (1998) met l'accent sur la compassion et montre un Mr Wegg lourdement handicapé : ses mouvements, décrits dans le roman par l'adjectif verbal, sans cesse répété, stumping (avançant lourdement), apparaissent douloureusement lents et difficiles, et lors de la scène finale, alors que Sloppy le charrie ignominieusement hors de la ville, jambe de bois en l'air, des larmes de souffrance et de honte sourdent de ses yeux.

#### Corps difformes et belles âmes
Mary Klages écrit que Jenny Wren offre « un contraste audacieux au stéréotype de l'infirme comme enfant permanent que définit sa dépendance consciente envers le non-handicapé ». À Jenny peut être associé le personnage de Sloppy, lui-même difforme mais comme elle rédempteur. D'ailleurs, leur union à la fin du roman promet un bonheur sans faille, les deux ayant réussi à transformer leur handicap en valeur ajoutée.

##### Jenny Wren, le roitelet poète de la vie

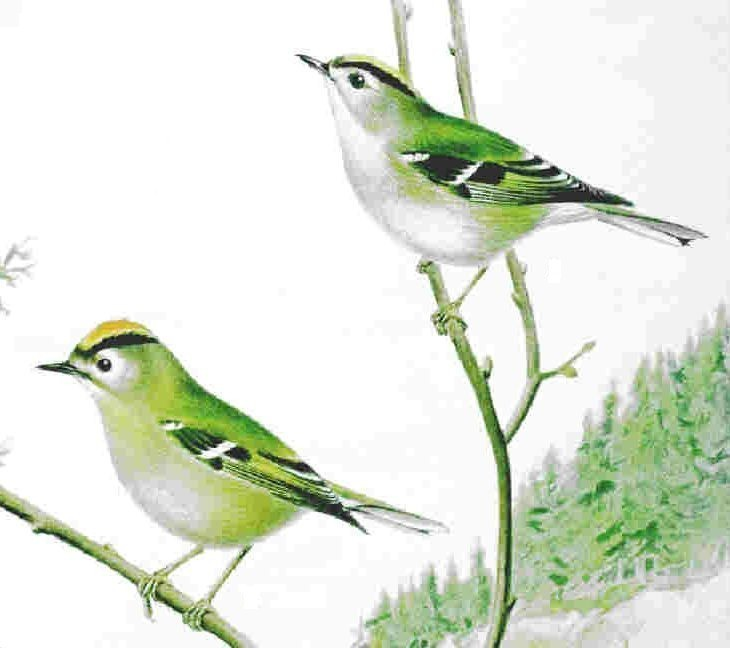
Roitelets huppés.

En effet, loin de vivre comme un objet de pitié, Jenny se proclame « la maîtresse de maison ». D'ailleurs, son courage la conduit à se lancer physiquement, avec l'aide d'une bonne dose de poivre, à l'attaque de Fascination Fledgeby, coupable d'avoir détruit nombre de vies par ses pratiques véreuses. Le paradigme traditionnel se voit là radicalement inversé, puisque c'est « le corps sain qui se retrouve démuni, humilié et endolori ».
De plus, non seulement Jenny gagne sa vie par le travail, dont elle inculque d'ailleurs la valeur à Eugene Wrayburn, mais elle crée le beau et promeut l'art dans un monde où, comme chez les Veneering, est méprisé tout ce qui ne rapporte pas de dividendes.

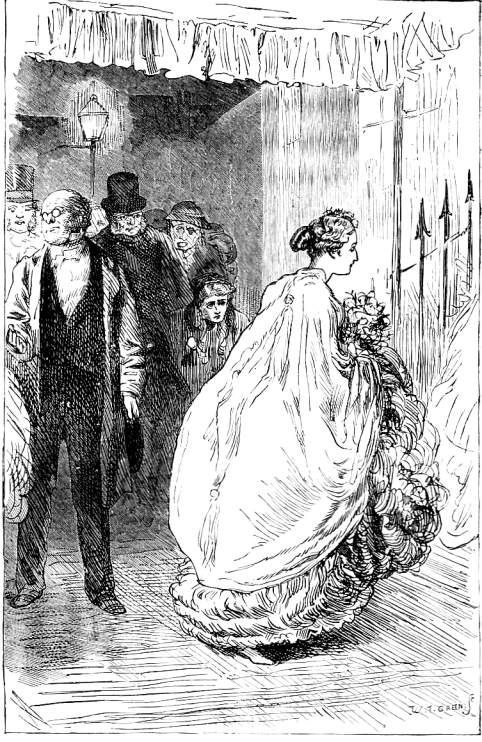
Les « grandes dames », modèles involontaires pour les habits de poupée de Jenny Wren, par Marcus Stone.

C'est que cette petite couturière difforme est justement maîtresse dans l'art « de changer la vie en œuvre d'art ». Il semblerait même que, par son artisanat et son pouvoir d'imagination, elle crée des modèles de vie pour ceux qui l'entourent. C'est le cas pour Lizzie qui a logé chez elle après la mort de son père, comme pour Eugene qui, après sa blessure, la prie, par l'intermédiaire de Mortimer, de rester auprès de lui, ajoutant en confidence : « Demande-lui si elle a vu les enfants […]. Demande-lui si elle a senti les fleurs.
— Vous parlez, dit-elle, des longues files brillantes de ces beaux enfants qui venaient me soulager autrefois, de ces enfants qui m’emportaient dans leurs bras, et me rendaient légère ? Je ne les ai pas vus depuis votre dernière visite ; maintenant je ne souffre presque pas ; alors ils ne viennent plus. […] Mais j’ai entendu mes oiseaux, […] et j’ai senti mes fleurs ; oh ! oui, entendu et senti ; et rien de plus beau, de plus céleste ».
Cette déclaration fait écho à une précédente dans laquelle le narrateur entend montrer combien ces « imaginations » peuvent être réelles : « il y a quelquefois dans votre tête une espèce d’idée. À propos d’idées, ma Lizzie, je me demande comment il se fait, quand je suis là, dans cette chambre, travail-travail-travaillant toute seule, que je sente des fleurs […] [Q]uand je suis à l’ouvrage, je sens des milliers de roses, jusqu’à me figurer que j’en vois des tas sur le carreau. Je sens l’odeur des feuilles tombées, au point d’allonger la main et de croire que je vais en entendre le frou-frou. Je sens l’aubépine et toutes sortes de fleurs que je ne connais pas, car j’en ai vu bien peu dans ma vie ».
Si Jenny possède un grand pouvoir d'imagination, faculté vitale dans l'art et « d'importance cruciale pour la réconciliation des classes et le développement de l'harmonie sociale », de tels éléments d'apaisement ne touchent que bien peu de personnes : Eugene, Bella et quelques autres qui leur ressemblent. Grâce à sa poésie de vie, ces privilégiés apprennent à regarder au-delà de l'aspect pragmatique et matériel ; avec son aide, ils complèteront leur voyage de découverte de soi et trouveront leur place, enfin agréable, au sein d'une société pourtant troublée, avaricieuse et obnubilée.
Ainsi, Jenny, qui a symboliquement changé son nom, Cleaver (couperet), en celui d'un oiseau, Wren (roitelet), pour échapper aux difficiles réalités de sa vie familiale, apparaît comme la mignonne du conte ; d'ailleurs, l'idée d'un « nom de plumage » n'a pas été inventée par Dickens, mais reprise par lui de la petite héroïne éponyme d'un conte de fées, de comptines et de poèmes, Robin Redbreast.

##### Sloppy ou le valeureux charpentier
Le Cock Robin de Jenny se présente sous la forme de Sloppy, artisan confirmé à la sensibilité aiguë, admiratif des créations de sa protectrice, fasciné par sa voix de soprano et surtout par sa chevelure. D'après Sara D. Schotland, cette luxuriance apparaît comme une métaphore multiple, compensation du handicap, évocation du conte de fées, tissage des fils de la vie. Tout rapproche ces deux êtres, le corps malade, l'esprit rayonnant, l'énergie créatrice, la voix chantante : « travail-travail-travaillant » pour l'une et « travaillant et travaillant, et Mr Boffin a payé, payé, payé » pour l'autre.
Sloppy a traité ses parents adoptifs avec un grand respect et sans doute est-ce de bon augure pour son mariage. D'ailleurs, il promet déjà de toucher les poupées comme si elles étaient « en or » et se déclare mieux payé « par une chanson que par de l'argent ». Ainsi, dans un monde où les handicaps distinguent d'emblée les êtres de leurs congénères humains, considérant en plus que la sexualité, dans leur situation, est inappropriée, voire indécente, Jenny et Sloppy échappent aux préjugés ambiants, ce qui confère à Dickens un statut de pionnier.

### Les «fausses mères» (James R. Kincaid)
Si, chez Dickens, ce sont plutôt les pères qui sont pris à partie pour leur manque d'autorité ou leur despotisme, ici, ce n'est pas la directive morale qui fait défaut mais l'amour dû aux enfants. Kincaid écrit que « l'inversion, la déformation, la négligence des affections maternelles, de Mrs Podsnap et Mrs Veneering, jusqu'à Mrs Wilfer et même Jenny Wren, fait que nous déambulons dans une galerie de perversion ».

#### Mrs Podsnap
Cette attaque sur les fausses mères se fait si virulente qu'à bien des égards, Mrs Podsnap s'avère plus effrayante que son mari, se montrant par exemple ravie que « ses amis de cœur » ne puissent assister à l'anniversaire de sa fille Georgiana : « Pour rien au monde, je ne les inviterais maintenant ; nous en voilà débarrassés ». Georgiana sait se montrer chaleureuse et désapprouve l'idée que sa mère se fait de la société ; d'où ses efforts désespérés pour éviter le contact humain : « Oh ! voilà Ma qui parle au musicien ; elle s’approche d’un monsieur ; je suis sûre qu’elle va me l’amener ! Oh ! je vous en prie, non ! non ! je vous en prie ! je vous en prie ! ». Le résultat, c'est un mutisme qui incite le lecteur à voir en elle « un cœur tendre et une tête faible » ; et la fin du roman la montre toujours sous la coupe maternelle.

#### Mrs Wilfer
Moins violente mais plus appuyée est la critique de Mrs Wilfer : son mari « Runty », le « maître », comme elle aime à le rappeler, est si effacé qu'il n'ose même plus assumer son prénom, limité à la prudente initiale « R », et a abdiqué toute autorité face à l'humeur mélancolique, l'égoïsme et la grandiloquence qu'il a épousés. C'est que Mrs Wilfer ne s'exprime qu'avec force hyperboles, irrémédiablement lugubres, et que même ses compliments se voilent d'une tonalité morose. Sa présence assombrie conduit ses enfants à souhaiter qu'elle eût épousé quelqu'un d'autre ou que Pa eût lui-même fait un autre choix. Mrs Wilfer en arrive à oublier sa maternité et à se référer à sa fille en attribuant son existence à son seul géniteur : « Non, Wilfer ; votre fille Bella, interrompit la dame avec hauteur comme si elle n’eût jamais participé à cette jeune lady, et que ce fût un objet de luxe que le Chérubin se fût donné malgré elle, votre fille Bella s’est livrée à un mendiant ».
Malgré ces déficiences, elle reste une cible comique plus que satirique, bien de ses traits négatifs pouvant être attribués à sa constante dépression et au peu de considération attribuée à son opinion. En définitive, elle s'avère peu nocive, n'ayant d'autre choix que d'imposer sa monumentale majesté, non tant par besoin de pouvoir que par déficit chronique d'attention.

#### Jenny Wren: une mère à l'envers

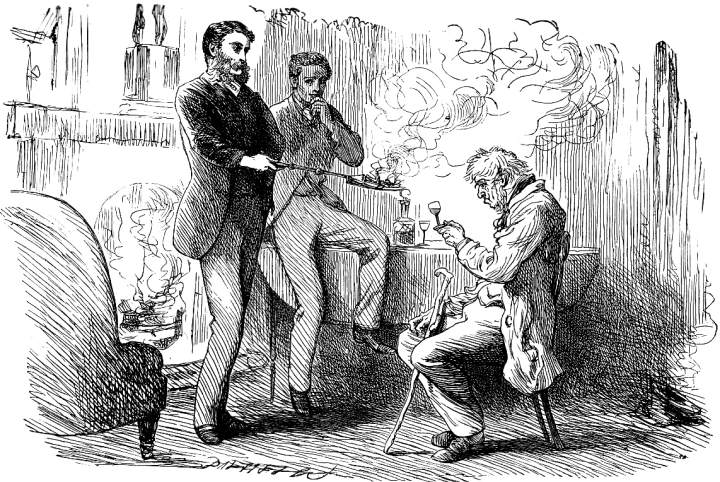
Mr Dolls, ivre et peu ragoûtant, est fumigé par Wrayburn et Lightwood, avant qu'il ne leur révèle les pérégrinations de Lizzie, par Marcus Stone.

Indépendamment de l'imagination poétiquement triomphante de Jenny Wren, la relation inversée qu'elle entretient avec son père fait l'objet de toute l'attention critique de Dickens, qui n'hésite pas à révéler une face cachée de la petite infirme qui sublime sa souffrance en vitupérations haranguées au pauvre hère qui lui a donné la vie ; sa fantaisie étincelante l'a en effet transformé en son enfant, manière de se conférer le droit moral de le morigéner. Certes, Mr Dolls est glissant comme une anguille et ne se prive pas de lui donner du souci, ne serait-ce que par son addiction à l'alcool ; il n'empêche que sa fille se conduit en enfant névrosé dont l'imagination n'est pas vierge de perversion : ainsi, elle prend un malin plaisir à jouer de mauvais tours aux enfants : « Il y a, sous l’église, des portes noires qui mènent dans des souterrains noirs ; je voudrais ouvrir un de ces souterrains, les y fourrer tous, puis fermer la porte, et souffler du poivre par le trou de la serrure […] ; et pendant qu’ils seraient là, pleurant et rougissant, je me moquerais d’eux comme ils se moquent des autres ». Même son futur mari suscite en elle des fantasmes de vengeance : « je ferai rougir une cuiller pendant qu’il sera au lit ; j’aurai quelque chose sur le feu, dans une casserole ; je prendrai cela tout bouillant, avec ma cuiller ; de l’autre main je lui ouvrirai la bouche (peut-être même dormira-t-il la bouche ouverte), et je lui verserai ma graisse sifflante dans la gorge ; alors il étouffera ».

### Fleuve et décharges
Deux puissantes images habitent L'Ami commun, le fleuve et les décharges, ce qui confère au texte « une texture poétique spécifique » et a fait dire à John Hillis-Miller que le roman « se situe au seuil de la modernité […] particulièrement dans son approche des conditions de la vie urbaine ».

#### La Tamise

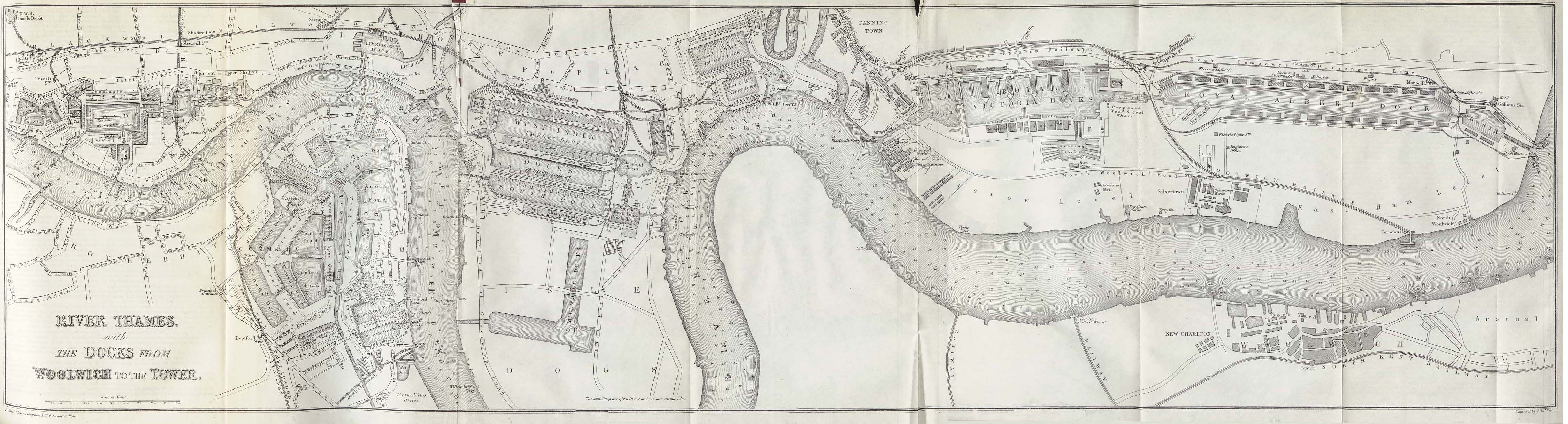
La Tamise, de Woolwich à la Tour de Londres, en 1882.

Ainsi, alors que se multiplient les intrigues apparemment isolées les unes des autres, des écumeurs du fleuve à Mr Veneering, député du district de « Vide-Pocket » (Pocket-Breaches) et à Lady Tippings dont le mari, Sir Thomas, a été « anobli par une erreur de S. M. George III qui croyait en baroniser un autre », le lien permanent (outre la rencontre finale rendue inévitable par le dessein du roman) est le symbole de la rivière dont les ramifications en font « un emblème plus porteur et chargé de sens que dans n'importe quel autre roman de Dickens ».

##### Décor physique et importance économique
Tout d'abord, la Tamise, qui irrigue le cœur de Londres, constitue le décor physique des événements majeurs : dès le premier chapitre, Gaffer Hexam et sa fille Lizzie rament sur ses flots « entre le pont de Southwark, qui est en fonte, et le pont de Londres, qui est en pierre », gagnant leur vie en écumant son cours des objets de valeur qu'il charrie, y compris les cadavres. Ainsi, le fleuve apparaît d'emblée comme un lieu de vie et de survie, mais aussi de mort : d'ailleurs, plusieurs personnages y trouvent une fin tragique ou s'extirpent de justesse du danger.
Dickens souligne son importance pour la vie commerciale, mais, convaincu que l'obsession de l'argent et du statut social a un effet mortifère, il voit en Londres « un hideux marais ». Les riches et les gens d'influence se sont détachés des éléments positifs que représente la Tamise, cette vitalité physique et émotionnelle qu'elle véhicule, les rythmes naturels des marées et des saisons, le labeur physique des travailleurs du fleuve, mariniers, éclusiers, détrousseurs, et de ses corollaires, leur savoir-faire, leur force, leur ambition. Ils préfèrent adorer l'ascension sociale, que personnifient les Veneering dont le nom dit d'emblée qu'ils sont tout en surface : « [c]es nouveaux habitants d’une maison neuve, située dans l’un des quartiers neufs de Londres. Tout chez eux est battant neuf […]. Et ce que l’on observe dans le mobilier […] se remarque dans leurs personnes, dont la surface, légèrement gluante, rappelle un peu trop la boutique ». Ici, il n'est question que de « dividendes, dividendes ! Ô tout-puissants dividendes ! », les nouveaux rois, et qui doivent le rester, d'autant que Dickens, clin d'œil sardonique aux idées darwiniennes, fait évoquer à ses parvenus la sélection naturelle : que seuls survivent les plus forts, car les autres, « il faut les aplatir, ou qu’ils vous aplatissent ».

##### Agent de mort et de résurrection
Bien que Dickens reste sobre dans ses références à la Bible, toujours source d'imagerie et de symbolisme chez lui, il y puise nombre de parallèles illustrant les sujets directement liés au fleuve, particulièrement prospérité et tragédie, vie et mort, baptême et résurrection.
Le courant, boueux en sa partie urbaine, se déverse sans fin et, acteur lucide du roman, sait détruire les mauvais comme Radford et préserver les bons tel John Harmon, qu'à l'occasion il lave aussi de leurs défauts. Ainsi, John Harmon, en lui échappant, se débarrasse de son attrait pour la richesse et Eugene, en s'extirpant de sa noyade avortée, perd son ancienne frivolité ; quant à Lizzie, sa dextérité salvatrice à manier les avirons expulse sa honte d'être fille d'un « charognard ».
Le cas de John Harmon, « l'exemple même de la fluidité humaine », évoque éloquemment comment le fleuve sert d'agent de mort, de renaissance et de résurrection. Placé au centre métaphorique du roman, Harmon, en un suprême effort de remémoration, reconstruit le flux de sa conscience après la tentative de meurtre qu'il a vécue : « Je n’aurais pas pu dire qui j’étais, je ne le savais pas, j’avais disparu […]. Je ne me connaissais plus et n’avais aucun souvenir de moi-même.
Ce ne fut qu’après avoir glissé dans quelque chose, qui me fit l’effet d’être un tuyau, entendu un bruit de tonnerre accompagné de craquements et de pétillements, comme dans un incendie, que la conscience de ma personnalité me revint. « C’est John Harmon qui se noie ! Courage, John Harmon invoque le ciel, et tâche de te sauver. » Je pense avoir crié cela dans mon agonie. Puis il se passa quelque chose d’inexprimable ; mon horrible pesanteur se dissipe, et je sentis que c’était moi qui me débattais dans l’eau, où je me trouvais seul. […] À la fin, me guidant avec l’aide du ciel vers une rangée de bateaux qui se trouvaient le long d’une jetée, je me cramponnai à l’un d’eux. Je fus aspiré sous la quille, et remontant de l’autre côté, j’arrivai mourant sur la rive. »
Litvack écrit que cet extrait est « plein à ras bords de symboles psychanalytiques du traumatisme de la naissance et relie fortement le fleuve à la création de la vie ». Harmon est « ressuscité » en John Rokesmith, transition lui permettant de se libérer du fardeau d'être le fils et l'héritier de son père. Il peut alors soumettre l'épouse qu'on lui impose à diverses épreuves. Bella commence assez mal, mais lorsque le moment est venu d'accepter le mariage avec le pseudo-Rokesmith, c'est avec une timidité et une tendresse touchantes qu'elle le supplie de la garder pauvre. Le message de Dickens est que la vraie richesse ne s'accommode pas des valeurs mondaines. Aussi, John et Bella, avant de recevoir leur récompense (puisque le couple recouvre la totalité de ses biens), franchissent-ils de nombreux obstacles qui les libèrent de leur envie d'argent, seule façon de découvrir « le pouvoir régénérateur de l'amour humain ».
Le fleuve change également le cours de la vie d'Eugene Wrayburn, le sombre avocat dénué d'ambition que berce l'indolence d'un héritage à venir. Son intérêt envers Lizzie Hexam, d'abord rencontrée à proximité des « cloaques où les flots accumulés de la lie humaine semblent précipités des hauteurs, et s’arrêter jusqu’à ce qu’ils débordent et tombent dans la rivière ; […] au milieu de navires que l’on croirait échoués, et de maisons que l’on supposerait à flot ; […] entre les mâts qui regardent par les fenêtres, et les fenêtres qui regardent au fond des écoutilles. », reste longtemps vague, ni aventure de séduction, ni sentiment romantique : la passion a déserté Eugene et il va jusqu'à dire : « je n’ai aucun projet, aucune intention, je n’en ai jamais eu, je suis incapable d’en avoir. Si je faisais un projet quelconque, il ne me resterait plus de force pour le réaliser. » Lizzie, quant à elle, ne sachant à quoi s'en tenir, poursuit son métier d'éboueur des flots, sa dextérité témoignant d'une vitalité passionnée qui, dans les précédents romans, aurait paru indigne d'une femme ou à tout le moins dangereuse. Elle se distingue pourtant des autres familiers du fleuve par sa lassitude envers ce qu'il exige d'elle, mais sans en perdre son énergie, défendant avec une fougue conquérante son père plutôt brutal mais faussement accusé, se sacrifiant pour le bien-être de son frère Charley pourtant rongé par le plus abject égoïsme ; s'échappant enfin à la campagne pour sauver son honneur.
Peut-être afin de pousser son éloge, Dickens la comble de qualités d'expression digne de la meilleure classe moyenne. En cela, elle ressemble à Oliver Twist maniant une langue élégante sans avoir jamais reçu d'instruction et ayant toujours vécu parmi des illettrés. Par exemple, Lizzie reconnaît les différences d'accents de classe et décèle d'emblée à quel ridicule Wrayburn serait acculé s'il frayait avec la haute bourgeoisie. C'est d'ailleurs cette intelligence intuitive qui le conquiert et, de retour au fleuve, c'est sur les rives qu'il lui bégaye son amour.
Bien que le prix de son affection soit alors à portée de main, Dickens réserve à Wrayburn un nouveau défi avant d'atteindre son Graal, la violence vengeresse du maître d'école. D'abord introduit pour illustrer un thème cher à l'auteur, l'éducation des enfants pauvres, Headstone devient ensuite une étude de cas sur les dérives paranoïaques de la passion.

#### Les décharges

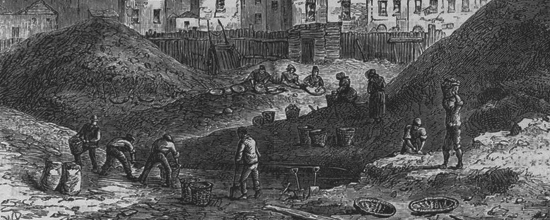
Les Dust-heaps de Somers Town en 1836, gravure anonyme vers 1880.

Le second motif dominant L'Ami Commun est celui de la poussière, ou plutôt des rebuts (dust heaps), emblème négatif de l'économie capitaliste de la société victorienne. De ces monceaux de déchets à ciel ouvert s'échappe un air plus que nauséabond ; le vent aigre souffle sa pestilence ; humains, animaux, végétation s'étiolent ; ce ne sont qu'éternuement, étouffement, souffle bruyant, clignotement des paupières saturées : « La cité tout entière est devenue un monticule putride recelant un gigantesque catarrhe. »

##### Une manne de prospérité
À l'époque victorienne, Londres fonctionne au charbon. Les nouvelles usines en consomment beaucoup pour produire la vapeur nécessaire à leurs machines ; mais la plus grande partie est utilisée par les familles, environ 11 tonnes annuellement pour chaque foyer. Cendres et autres résidus sont placés dans des poubelles (dustbins), que vident des éboueurs sillonnant les rues avec leurs chariots à clochette. Les chargements sont alors déversés dans les « cours à déchets », souvent situées en bordure de la ville et propriété de riches entrepreneurs.
Les ouvriers qu'on y trouve sont surtout des femmes et des enfants, travaillant enfouis à mi-taille pour quelques sous. Ces décharges représentent une manne, comme en témoigne un article de R. H. Horne paru dans Household Words en 1850, quatorze ans avant le roman, mais susceptible de l'avoir influencé ; R. H. Horne y raconte l'histoire de trois tamiseurs ayant sauvé en 1820 un certain Mr Waterhouse des eaux d'un canal où il s'était jeté par désespoir ; après cette dramatique aventure, le malheureux connut un renouveau, épousa la fille d'un entrepreneur avec une dot au choix, sa décharge ou 20 000 £ ; le fiancé opta pour l'argent, alors que peu après le monticule se vendit pour 40 000 £, soit le double de la somme touchée. L'exploitation de ces amas est des plus lucratives, parce qu'on y trouve des objets précieux, mais surtout en raison de leur contenu de base, pierres, briques, bois, tous matériaux alimentant en priorité l'industrie du bâtiment, et, restant dans les tamis, cendres et excréments humains très prisés comme fertilisants. En s'emparant de ce symbole fécal de l'argent, Dickens reprend l'une (l'autre se référant à la solidité du marbre) des deux idées sous-jacentes au nom qu'il avait donné au financier de La Petite Dorrit, pilier des nouveaux temples de l'oppression, Mr Merdle.
Plusieurs monticules constituent la source de la fortune du vieux Harmon, donc de son héritier, encore qu'une partie en était d'abord destinée à sa sœur, à la condition qu'elle épousât un homme choisi par son père : « Il lui présenta un mari dont il était enchanté, mais elle fort mécontente […] la pauvre fille lui annonça respectueusement qu’elle s’était promise à ce personnage populaire que les romanciers et les poètes désignent sous le nom d’Un-Autre. Elle ajouta que ce serait réduire son cœur en poudre, et sa vie en tessons, que de la condamner à ce mariage. Sur quoi le père vénérable s’empressa de la maudire et de la jeter à la porte ».

##### Une source de corruption

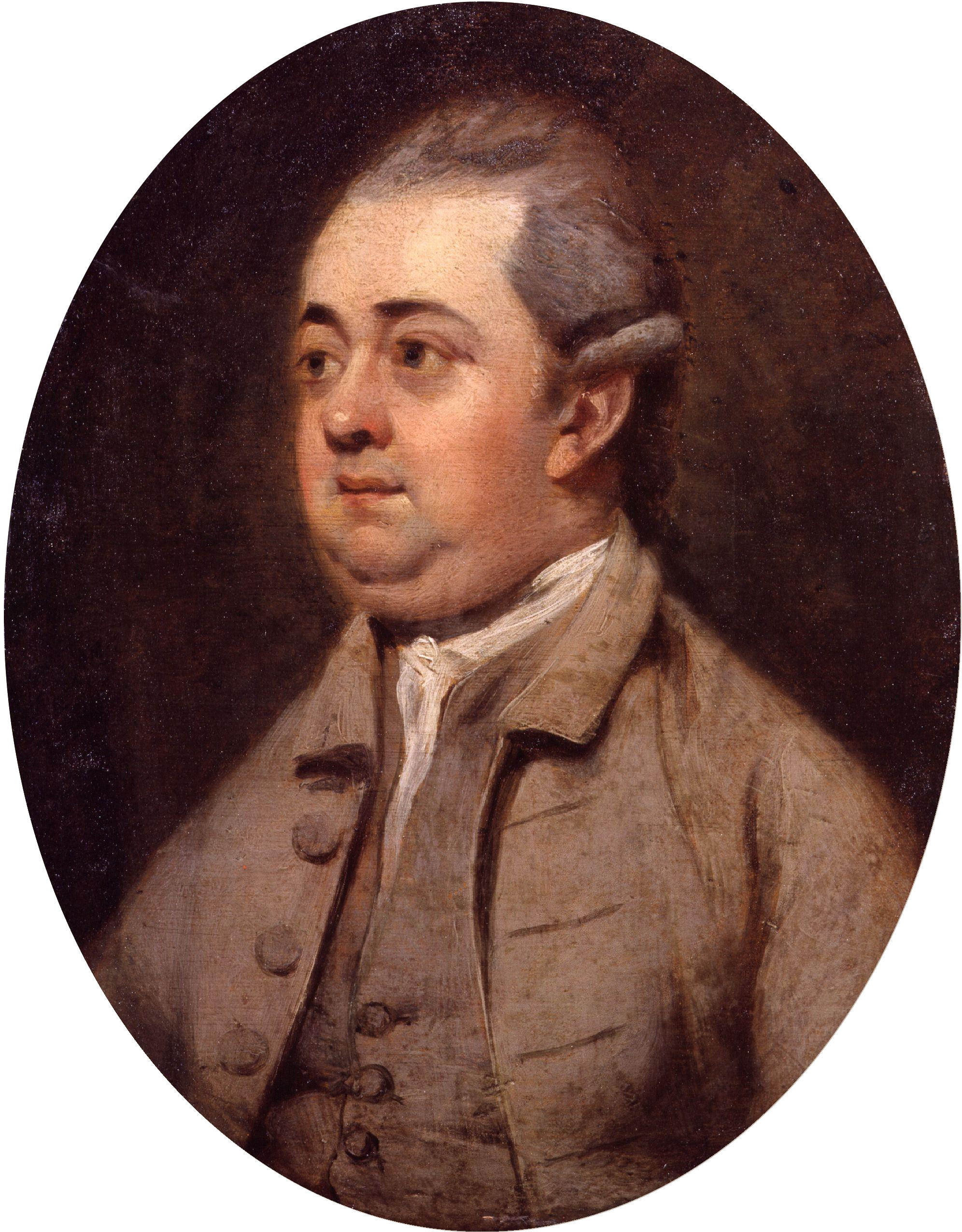
Edward Gibbon.

Hillis-Miller écrit que « les décharges ont le pouvoir de dominer la vie de ceux qui vivent en leur sein ». Ainsi, Silas Wegg accède grâce à elles au cœur secret du système capitaliste, mais ses recherches le mènent finalement à la ruine. Il n'est pas anodin qu'il lise à Boffin l'Histoire de la décadence et de la chute de l'Empire romain d'Edward Gibbon, l'ouvrage qui retrace « la fortune déclinante de ces anciens maîtres du monde, qui en sont maintenant réduits à leurs dernières ressources », l'Angleterre victorienne revisitant la débâcle du grand empire antique déchu. De fait, Wegg ne prospère qu'en illusions et finit comme il est décrit à la fin du chapitre 14 du dernier livre : « Salop [Snoopy] n’avait pas d’autre mandat que de déposer Wegg sur le trottoir ; mais apercevant au coin de l’hôtel une charrette de boueur, qui précisément était arrêtée, sa petite échelle appuyée contre la roue, il ne put résister à la tentation d’y jeter son ignoble fardeau ; exploit assez difficile, qui fut accompli avec beaucoup d’adresse et un prodigieux éclaboussement ».

#### Un rayon d'espoir
Que Boffin ne soit pas totalement corrompu par sa richesse, encore que son soudain revirement paraisse artificiel, montrerait que Dickens a désiré in extremis offrir un rayon d'espoir à son roman qu'envahissent « les effets destructeurs d'une société superficielle, sans cœur ni raison, bouffie d'autosatisfaction ». Son surnom ambigu, « l'Éboueur d'or », le situe comme à mi-parcours de la réalité et du conte de fées, une sorte d'anti-Harmon, par exemple père d'adoption, alors que le vieil avare avait passé sa vie à refuser cet attachement, si bien que Sadrin peut écrire qu'il devient « la pierre philosophale d'un texte essentiellement consacré à la reformulation des valeurs ». Bella subit à son contact une transformation radicale : d'abord vue par Rokesmith comme « Si insolente ! si frivole ! si capricieuse ! si insensible ! […] Et cependant si jolie ! si jolie ! », elle commence sa rédemption en se servant des 50 £ que Boffin lui a données pour acheter un costume à son père, employé mal payé des Veneering, auquel elle avoue, avec une lucidité teintée d'horreur et de regret, qu'elle reste hantée par son obsession : « Si jamais spéculateur a été absorbé par l’idée fixe de s’enrichir, c’est bien moi. La chose est ignoble, je le confesse ; mais que voulez-vous ? Je trouve affreux d’être pauvre, je ne veux pas l’être ; et pour cela il faut épouser de la fortune ».
Autre geste philanthropique des Boffin, l'adoption désirée de Johnny qui leur rappelle le jeune John Harmon. Mrs Boffin en fait la proposition avec une chaleur appuyée : « Si vous voulez me le confier, il aura bon gîte et bonne table, une bonne éducation et surtout de bons amis. Que cela vous convienne, et je serai pour lui une véritable mère ». La mort de l'enfant fera que le geste n'aboutira pas, mais Dickens, selon Kettle, a voulu montrer que « l'émancipation véritable va de pair avec l'indépendance morale, sans autres attaches ».

### «L'entrelacement de l'homme au monde» (John Hillis-Miller)
« L'Ami commun présente une définition élaborée de ce que signifie l'entrelacement au monde, personne ne pouvant s'échapper de la place qui lui a été assignée », ce que précise le narrateur à propos de John Harmon : « Ainsi qu’il arrive à bien des gens, il en était venu là sans s’apercevoir des forces accumulées de tous les incidents qu’avaient fait naître les circonstances ». Contrairement à d'autres romans, Oliver Twist par exemple, où le jeune héros est aliéné de la société dès sa naissance, ici, les personnages se trouvent murés dans leur être et prisonniers de leur milieu, ce qui rend leur éventuelle remise en question d'autant plus ardue. De fait, chacun ressemble à Mr Dolls qui « apporte son atmosphère avec lui ».
Dickens montre ces personnages en action, façonnant à travers le temps un sens à leur vie en s'intégrant, tout en contribuant à la resserrer, à la texture de leur milieu, si bien que leur monde n'est pas figé mais, à l'intérieur des limites préalablement assignées, en constante évolution ; par exemple, l'atelier où Mr Venus articule les os avec une précision d'horloger n'est pas statique et fini, non plus que les monticules de la maison Harmon qui se sont élevés au gré des apports successifs. Comme, contrairement à beaucoup de leurs prédécesseurs, ces personnages s'avèrent tout à fait capables de savoir qui et ce qu'ils sont, ils considèrent leur situation comme inéluctable : Jenny Wren, par exemple, ne se plaint jamais d'être affublée d'un dos difforme et d'un père alcoolique, tout se passe comme si elle savait pertinemment qu'elle a été, bon gré mal gré, jetée sans la choisir dans une situation déterminée. De même, Lizzie Hexam reste incapable de s'abstraire de son statut social dans ses rapports avec le gentleman qu'est Eugene Wrayburn, et, à un moindre degré, vice versa.
Aussi L'Ami commun n'apparaît-il pas comme une collection de milieux impénétrables où les personnages s'enterrent hors de portée ; au contraire, ils vivent au contact permanent de leurs congénères, avec lesquels s'établit une sorte de coexistence. Il en est même qui savent beaucoup de choses sur des gens appartenant à d'autres milieux que le leur. Chaque situation est alors évaluée par des observateurs très divers dirigeant tour à tour leur regard vers ce point focal, ce qu'explique Bella Wilfer à propos de la mort supposée de John Harmon : « À l’époque où sa mort occupait toute la ville, bien des gens ont pensé qu’il y avait eu suicide. Que de plaisanteries dans leurs clubs sur le malheureux qui s’est jeté à l’eau plutôt que de m’épouser ! Les impudents ! Cela ne m’étonnerait pas qu’ils eussent pris cette liberté ». En fait, poursuit Hillis-Miller, les personnages « existent comme autant d'émanations magnétiques se dégageant du plus profond d'eux-mêmes pour se fixer sur le monde alentour dont elles modifient l'aspect et la substance » : ainsi, la présence d'Eugene Wrayburn auprès de Lizzie Hexam dans une rue noire apparaît comme « le rayonnement d’un monde enchanté », et quand Mrs Wilfer fusille du regard ses interlocuteurs, « [l]’effet magnétique de ce regard empêchait celui auquel il était adressé d’ignorer l’attention dont il était victime ; si bien qu’un spectateur qui aurait tourné le dos à cette chère Ma n’en aurait pas moins su qui elle regardait, en voyant la figure du contemplé ».
John Hillis-Miller est d'avis que la perspective du narrateur, incapable qu'il est de se libérer de son existence concrète, est aussi limitée que celle des personnages et qu'il ne voit le monde qu'à travers celle de l'individu ou du groupe dont il est le spectateur. Il cite comme exemple le rendu des soirées données par les Veneering, « filtrée par la conscience de Twemlow », et celui du mariage de Bella, à l'occasion duquel il crée le personnage d'un vieux marin pensionnaire unijambiste de Greenwich, old Gruff and Glum, dont le seul rôle est de servir de prisme.

## Manière d'écrire
Le titre Our Mutual Friend, écrit G. K. Chesterton, « émane d'un illettré ».

### Un titre plutôt bancal
Ainsi s'exprime G. K. Chesterton : « Tout le monde pourrait dire à Dickens que Our Mutual Friend signifie Our Reciprocal Friend et que Our Reciprocal Friend ne veut rien dire. […] N'importe qui ayant reçu quelque éducation sait pertinemment que l'expression correcte est Our Common Friend, encore que cela peut porter à confusion ». Au moins, l'aristocratie qu'il décrit si férocement « comprend, elle, ce que « friend » et « mutual » signifient ».
Ce titre plutôt bancal est typique de l'histoire, un retour, hors la sombre et sordide atmosphère, à l'ancienne manière de Dickens, lettre et esprit. Certains personnages, Mr Podsnap en particulier, ne jouent aucun rôle significatif dans l'intrigue, ne servant qu'à édifier le lecteur. D'autres, participant de la meilleure veine comique, l'« insondable » farce (unfathomable farce) dont est capable Dickens, « ne sont jamais de trop dans une histoire, n'ayant nul besoin qu'on sache pourquoi ils sont là ».
Le dîner des Veneering rappelle, en effet, l'ancienne maîtrise de Dickens à manier une foule, ménager des heurts entre les personnages, mettre en scène le chaos cacophonique des voix, à faire voir, sans jamais le dire, à quel point les parvenus présidant à la soirée sont royalement ignorés de leurs hôtes, restant chez eux de simples figurants, yeux inquiets et bouche ouverte, à l'affût de la moindre miette d'attention. Dickens, par son art du dialogue, parvient à hiérarchiser chacun à l'aune de son insolence ou de son indifférence, « bien élevée » chez Lightwood et Wrayburn, « mal élevée » chez Podsnap et le marchand. La vedette, énigmatiquement appelée avec des majuscules The Analytical Chemist (« L'Analyseur chimiste, »), appartient à un personnage secret qui ne parle jamais, l'impénétrable maître d'hôtel dont le silence raide, distingué et plus éloquent que la logorrhée qui l'entoure, révèle le souverain mépris dans lequel il tient ceux auxquels il ouvre les portes et sert le champagne si aristocratiquement.
Chesterton ajoute qu'au-delà de cette scène, qu'il juge la plus brillante du roman, il existe des incongruités de style dans certains personnages. Par exemple, l'irrésistible drôlerie de Silas Wegg, ses citations abracadabrantes, ses poèmes loufoques, son arsenal encyclopédique de reparties comiques, paraissent antinomiques de sa nécessaire vilenie, comme si cette dernière était « rattachée » à, somme toute, un fort agréable compagnon.

### Diversité narrative
Dans L'Ami commun, Dickens a rejeté le concept d'une voix narrative unifiée qu'il jugeait incompatible avec la fragmentation de la société industrielle. Tel son personnage emblématique Sloppy, expert en l'art de modeler sa voix pour réciter Les Nouvelles de la Police (Police News), le narrateur, adaptant le ton et le style à chaque personnage ou groupe social, se sert d'une abondance inusitée de registres, tantôt désinvolte, tantôt sérieux ou comique, ce qui fait dire à Hillis-Miller que le roman « ressemble à un collage cubiste où la juxtaposition de fragments incompatibles finit par former un motif de contradiction réciproque ». Cette diversité narrative s'affiche dès les deux premiers chapitres, « deux drapeaux flottant au vent mais en sens contraire ».

#### De Charybde en Scylla
Le lecteur est d'abord plongé dans l'univers macabre d'un prédateur de cadavres, dont l'activité se situe au point le plus bas de l'étiage du système commercial de la Grande-Bretagne ; le ton est sombre comme l'atmosphère est opaque, le symbolisme glauque comme les profondeurs fangeuses, et le regard se rive sur des vivants se nourrissant de morts en charognards : « Ce bateau moussu, plus en rapport avec le fond de la Tamise qu’avec la surface de l’eau, en raison de la bourbe dont il était couvert […] Sa barbe et ses cheveux incultes, sa tête nue, ses bras fauves, ses manches relevées au-dessus du coude, le mouchoir au nœud lâche qui pendait sur sa poitrine découverte ; ses vêtements, qu’on eût dit formés de la boue dont sa barque était souillée, donnaient à l’homme un air à demi sauvage […] mais un rayon du couchant vint briller au fond du bateau ; il y rencontra une ancienne tache qui rappelait la forme d’un corps humain, enveloppé d’un manteau ou d’un suaire, et la colora d’une teinte sanglante ».
Ce même lecteur est fort loin d'être préparé à la soirée qui suit, passant soudain dans le deuxième chapitre au scintillement mondain que décrit une voix à l'unisson des habitués de la richesse, à la fois pincée et paresseuse. D'ailleurs, le prétérit a laissé la place au présent de narration, les phrases longues et sinueuses, comme poisseuses tant elles traînent, sont devenues brèves, coupantes, sans verbe, avec une abondance d'adjectifs ironiques déversés en cascade : « La glace réfléchit Veneering : une quarantaine d’années, cheveux bruns et flottants, disposition à l’embonpoint, air fin et mystérieux, physionomie voilée ; une espèce de prophète d’assez bonne mine, gardant pour lui ses découvertes prophétiques. Mrs Veneering : cheveux blonds (moins pâles qu’ils ne pourraient l’être), nez et doigts aquilins ; toilette voyante, bijoux étincelants, air enthousiaste et propitiatoire, sachant qu’elle porte un coin du voile de son mari ».
En fait, il existe un lien entre la description de Gaffer Hexam et celle des Veneering, le sombre commerce du premier correspondant à l'étalage vaniteux des seconds, deux aspects antinomiques mais complémentaires du même système « fondé sur la relation entre prédateur et proie ». Ce système culmine désormais en une société disjointe d'individus eux-mêmes fragmentés. Dickens, tel le taxidermiste Mr Venus recollant les os morts pour prétendument recréer la vie, s'efforce de rassembler les morceaux éparpillés : c'est là un acte narratif horizontal dont le matériau s'élève verticalement.

#### Les accents de la société

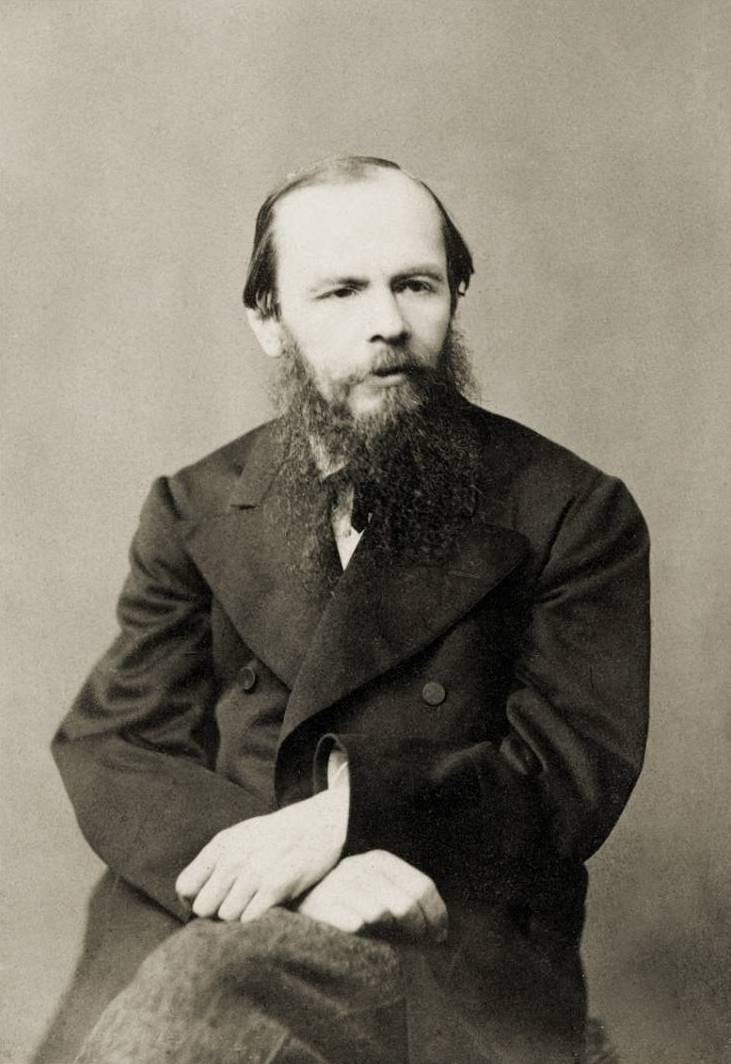
Fiodor Dostoïevski.

Au long de L'Ami commun se faufile le concept de « société », éludant toute définition précise. Son importance s'affirme peu à peu par la récurrence du mot, tant dans le discours du narrateur que dans celui des personnages, en même temps que se dessine la diversité de ses significations ; ainsi, Dickens fait montre de son habileté en regroupant de temps à autre les différents acteurs et en les faisant dialoguer, chœur multiple dont rend compte la voix centrale qui, selon le cas, garde le silence ou en commente les propos, encore que, selon Maggie Morgan, on puisse regretter que le narrateur, à l'instar de ce que fait celui de Dostoïevsky, s'adresse au lecteur pour l'informer, plutôt que de parler aux personnages directement.
En fait, il existe environ quarante acceptions du terme et à chacune correspond une voix, caractérisée par son timbre propre, bien que celui des cercles privilégiés, qui semblent vers la fin du roman représenter la « Société », ne varie que par de fines nuances d'un personnage à l'autre, les idiosyncrasies ne suffisant pas à évincer le substrat culturel d'arrogance hautaine arborant son vocabulaire et sa tonalité méchamment ironiques. Cependant, les personnages restent condamnés à répéter les caractéristiques que la voix dominante a déjà décrites ; ainsi, le discours de Mr Veneering ou celui de Mr Podsnap ne contredisent jamais les préambules les concernant ; au contraire, ils les confirment à chaque prise de parole, si bien que le lecteur se trouve alors en terrain déjà connu.

##### Une technique narrative autocratique
Il y a là une technique narrative autocratique qui exclut souvent la nuance : par exemple, Mr Veneering se soucie réellement du bien-être de sa famille, mais cet aspect positif de sa personnalité est vite occulté, selon le schéma préétabli, par son évidente détermination à sacrifier ses amitiés pour parvenir à ses fins politiques. C'est là un manque de ce que Mikhaïl Bakhtine nomme dialogisme, c'est-à-dire l'interaction qui se constitue entre le discours du narrateur principal et les discours d'autres personnages, quand l'auteur laisse toute la place à une voix et une conscience indépendantes de la sienne et garde une position neutre. Seuls contrepoints, les changements de discours de Lightwood et Twemlow dans la scène finale. Lightwood, abandonnant son rôle de deuxième narrateur, s'exprime par son silence, alors que Twemlow passe à l'attaque contre la force adverse constituée par Lady Tippins en meneuse de jeu, avec Podsnap en renfort. C'est ce que Dentith appelle « la rencontre et l'intersection de deux consciences, deux points de vue, deux évaluations ».
Maggie Morgan écrit avec humour que le chœur polyphonique de la « Société » compte des solistes de premier rang et de second rang, un ténor velouté en Twemlow, une basse d'abord puissante puis assourdie avec Lightwood et une soprano criarde en Lady Tippins ; aux seconds pupitres, figurent Podsnap et Veneering, l'un baryton fêlé et l'autre ténor claironnant. Lightwood pose sans cesse la question : « Êtes-vous bien la voix de la société ? » : laquelle, en effet, est vraiment celle de la société ? Comme les personnages n'offrent aucune résistance à l'image négative qui est donnée d'eux, il est loisible de considérer qu'après tout, c'est celle du narrateur, mais les avis critiques varient sur ce point : par exemple, A. Jaffe considère qu'il est difficile d'identifier un personnage central qui jouerait le rôle de porte-parole de Dickens ; à la différence de La Maison d'Âpre-Vent, « une voix douée d'omniscience fait souvent défaut ». Pourtant, ce narrateur peut se faire dominateur et complexe, imaginatif et imagé, le parapluie de Silas Wegg, par exemple, devenant sous sa plume « une laitue malsaine, qui avait perdu en couleur et en fermeté ce qu’elle avait gagné en dimension » ; un maître du discours, donc, capable de retrouver des postures auctoriales, sans doute Dickens en personne.

##### Une satire sans concession
Quoi qu'il en soit, la satire demeure.
Très significatif sur ce plan est le passage, déjà cité supra, où Dickens tient à rassembler au deuxième chapitre tous les grands du monde social et politique chez les Veneering, présentés de telle façon que la condamnation semble venir naturellement de la posture de chacun.
Son coup de génie est d'avoir placé la description en reflet, comme si le miroir des hôtes était devenu ce narrateur silencieux et cette voix sortie de nulle part, caustique et méprisante, dont l'insistance, par la répétition du verbe « réfléchit », frappe la mesure comme une basse continue. La critique est sans pardon, n'oublie rien, capte tout, l'essentiel et le détail, gestes et poses, et la voix cachée, off, commente avec un semblant de neutralité qui n'en est que plus cruel : indifférence et suffisance, surgies de l'ignorance et de la superficialité, voici les gens qui gouvernent, hantent les couloirs du pouvoir, détiennent les portefeuilles, les leviers de la finance, jouissent de tous les privilèges, et voici leur cohorte de parasites dont ils cultivent, tout en les méprisant, l'admiration vénale.
Le beau monde accroché à ses préjugés
À la fin du roman, Dickens revient à la charge : dans le dernier chapitre, intitulé « La Voix de la société » (IV, 17), il réunit à nouveau toute cette faune chez les Veneering. Lady Tippins questionne d'abord Mortimer Lightwood, servant de passerelle entre le monde des bons et celui des mauvais, sur le sort des « sauvages ». Sa réponse est intelligente, mais reçue avec un mépris accusé, suivi aussitôt par le sujet du jour, le mariage d'Eugene Wrayburn et de Lizzie Hexam, une mésalliance incompréhensible, dépassant le sens. Lightwood essaie bien de prendre la défense de son ami, disant de lui qu'il est un « meilleur gentleman » (greater gentleman), expression lourde de signification à l'époque victorienne, mais son auditoire reste de marbre, s'en tenant au seul principe qui vaille : « Tout ce qui est légal […] peut se faire pour de l’argent ; mais pour rien — bouh ! ». C'est alors que Twemlow relève le défi contre toute attente et cloue la compagnie par l'impertinence de sa mise au point. D'abord médusés, les convives en reviennent vite à leurs certitudes. Et à chaque prise de parole, Mortimer Lightwood se pose en sourdine la question primordiale : « Est-ce là la voix de la société ? ».
La vraie voix de la société ?
Mortimer et Twemlow seraient-ils la vraie voix de la société ? Rien n'est sûr, l'avocat sans le sou reste nonchalant et influençable, et Melvin Twemlow quasi insignifiant ; les autres voix gardent leur brutale vulgarité. Ainsi, aucune force unificatrice ne vient à bout des préjugés, l'opinion des deux frondeurs ne servant qu'à alimenter moult sarcasmes pétris du même incoercible mépris.
L'Ami commun ne met donc pas le lecteur à l'aise : il semblerait que Dickens eût rendu les armes et ne cherchât plus vraiment à réformer la société ; il conseillerait plutôt aux bons citoyens, tel Mortimer Lighwood, de vivre leur vie « gaiment », adverbe mis en exergue par son statut d'ultime mot du roman ; il convient donc de cultiver son jardin, mais sans jamais délaisser sa conscience morale ou se lasser de sa responsabilité envers la communauté des hommes.

### «Esthétique de la répulsion» (Baumgarten)?

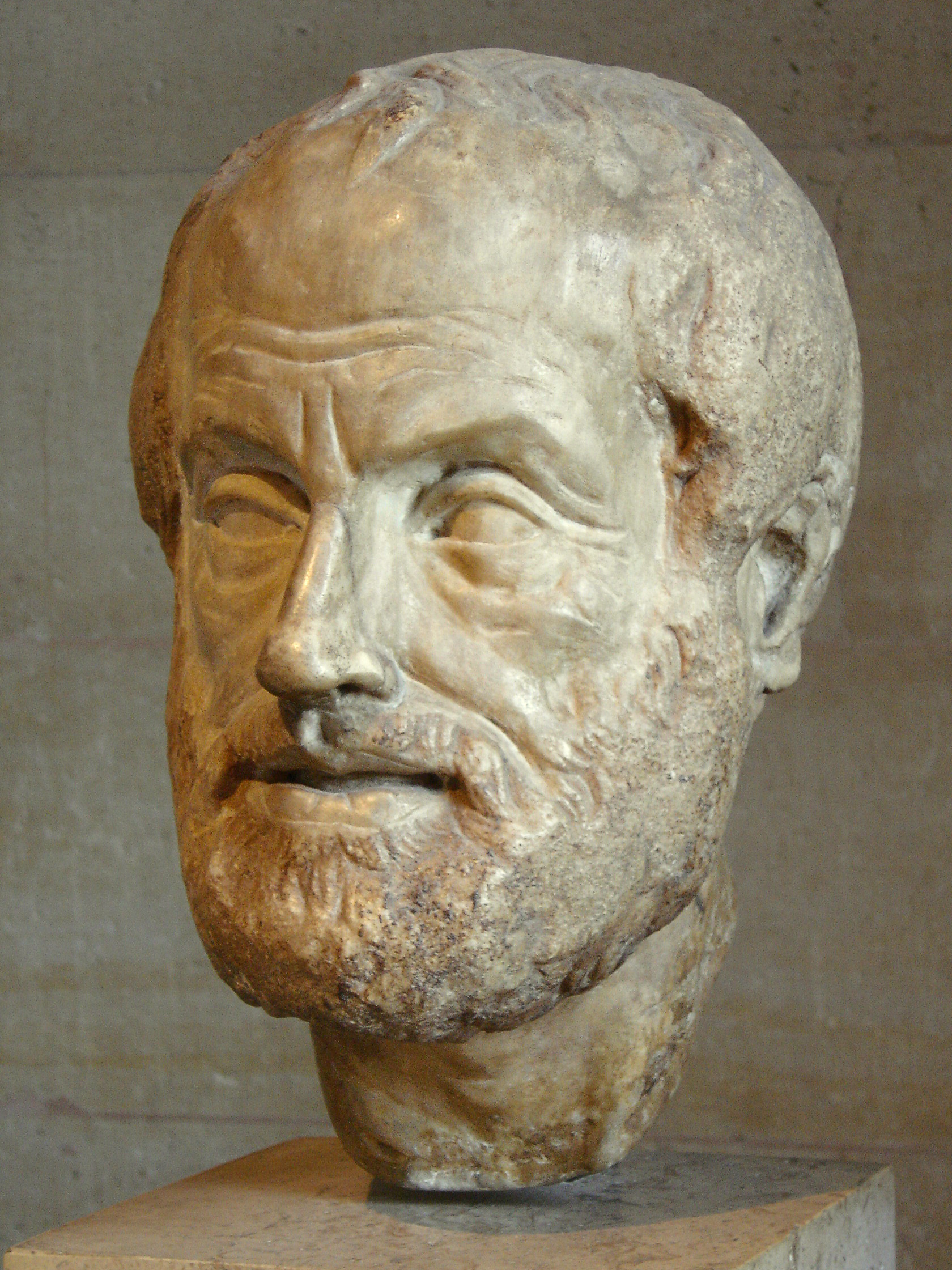
Aristote (copie romaine d'un bronze de Lysippe, musée du Louvre).

Depuis Aristote, il est entendu que le monstrueux peut conduire au beau dans l'œuvre d'art. L'Ami commun présente une longue chaîne d'images, les séquences relatives au fleuve et aux décharges, ou la boutique de Mr Venus et la maison Wilfer, voire l'étal de Silas Wegg, toutes aussi répulsives les unes que les autres. Baumgarten, empruntant à Forster qui le premier a évoqué cet aspect de la personne et de l'œuvre de son ami (the attraction of repulsion), est d'avis que le lecteur les perçoit sur le mode « répulsion-attraction ». Cependant, Leona Toker trouve qu'il s'agit là d'une réponse partielle à la question : « Pourquoi le roman plaît-il au public ? ». De fait, écrit-elle, les lecteurs sont fascinés non pas grâce à, mais malgré « ces présences suscitant l'aversion ». Tout juste peut-il exister une sorte de Schadenfreude à voir le traître Silas Wegg comme jeté aux ordures, un retour aux sources en quelque sorte, la société se vouant à leur commerce.
Le fait demeure qu'à l'instar de l'œuvre tout entière de Dickens, L'Ami commun donne une large place à « [ce] qui outre et contrefait la nature d'une manière bizarre », autrement dit le « grotesque », « intrusion soudaine dans l'ordre et l'harmonie d'une situation, d'une famille, d'un groupe ou encore d'un esprit, d'un pôle antagoniste qui semble prendre un malin plaisir à détruire toute certitude, participant ainsi à la construction d'un univers de contradictions et d'ambiguïtés dont la révélation est déstabilisante ».
Les modalités du grotesque dans le roman prennent de nombreuses formes : association violente, voire fusion du monstrueux et du naturel, par exemple chez les deux infirmes que sont Jenny Wren et Sloppy, du terrifiant et du comique en Silas Wegg, du passé et du présent en John Harmon, de la folie et de la raison chez Bradstone, ou encore ce que Freud appelait le « surmoi » et le « ça » chez Lightwood et Twemlow, tout cela avec des modes de représentation guère différents de ceux que Dickens utilise dans tous ses romans, l'ironie lorsque sont donnés à voir des grotesques tels les Veneering, Podsnap et surtout Lady Tippins, la métaphore et la synecdoque chez les mêmes Veneering, le comique avec Wegg et Boffin, etc.

### Humour
James R. Kincaid écrit que, dans ce roman peut-être plus que dans tout autre, l'humour joue un rôle structurel, liant les personnages, les attitudes et les différentes parties les uns aux autres.

#### Au service du thème
Les passages en vedette où le narrateur puise dans sa rhétorique la plus sarcastique ne sont plus librement autorisés, comme ils l'étaient encore dans La Maison d'Âpre-Vent ; ici, ils restent isolés, engageant le plus souvent une séquence de schémas humoristiques récurrents, destinés à clarifier et renforcer le thème. Ainsi, la brillante satire des actions du chapitre 10 du premier livre : « N’ayez ni antécédents, ni savoir, ni éducation, ni esprit, ni figure, mais ayez des dividendes ». Le même motif réapparaît dans la discussion qu'ont les Boffin lorsqu'ils songent à adopter un petit enfant : « Dès que l’on croyait avoir son affaire, il surgissait quelque parent affectueux qui mettait à prix la tête du marmot. Rien, dans les variations les plus folles de la bourse, ne peut être comparé à la hausse que subit immédiatement l’orphelin sur la place. Cinq mille pour cent au-dessus du cours, le bébé faisant à neuf heures du matin une galette avec de la boue du ruisseau ; une fois demandé, cinq mille pour cent de bénéfice avec prime avant midi. » ; et plus avant dans le chapitre, c'est de la même veine qu'est décrit le pauvre Sloppy : « Un capital énorme dans les genoux, les coudes, les poignets, les chevilles, et que le pauvre Salop, qui en ignorait l’emploi avantageux, avait placé de manière à être dans la gêne, ».

#### Une forme de rejet

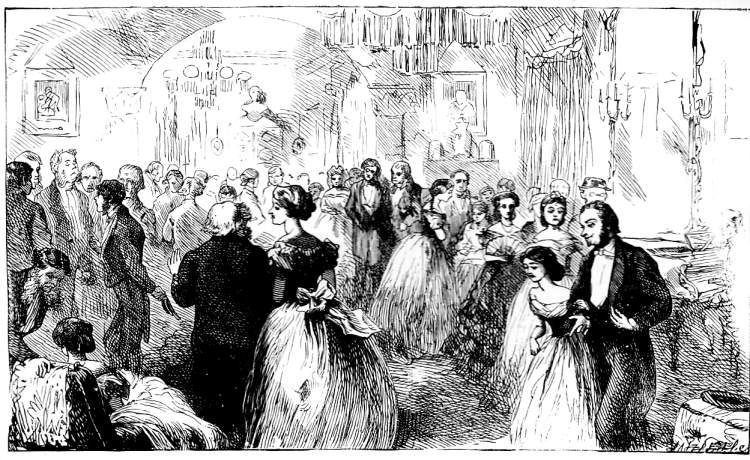
« Podsnappery » : la danse d'avant le dîner, par Marcus Stone.

Encore plus frappant que cette technique répétitive est la violente tendance négative de l'humour visant, d'après Kincaid, « non pas tant à protéger notre bonté naturelle qu'à extirper notre corruption ». C'est là un humour de rejet, sur le mode swiftien ; alors, le rire, loin des rives de la terreur ou de la compassion, cherche à générer le dégoût ; jamais le macabre ne se fait-il aussi nauséabond, par exemple lors de la mort de Mr Dolls, alors que, comme tous les autres ivrognes, il dérive jusqu'à Covent Garden où se tient le marché quotidien, ce ventre de Londres assez semblable à son homologue parisien, parmi « la masse de débris de légumes, qui, piétinés par la foule et souillés de boue, ressemblent à leurs habits, et leur font prendre ce marché pour une immense garde-robe » ; c'est là que, pris d'une crise d'épilepsie, il meurt, est porté jusque chez Mlss Jenny, « puis déposé au milieu des poupées aux yeux purgés de toute spéculation, alors que les siens en étaient gorgés ».
Il n'empêche que, selon Kincaid, il est des passages où l'humour de Dickens devient « si basique qu'il frôle l'histoire salace ». Il en donne pour exemple la première entrée des Podsnap chez les Veneering, qu'ils ne connaissent pas ; apercevant d'abord Twemlow, Podsnap le prend pour son hôte, puis son épouse lui emboîte le pas en s'adressant à Mrs Veneering : « regardant Mr Twemlow d’un air compatissant, elle demande à sa voisine, en prenant une voix émue, « s’il ne vient pas d’être tourmenté par la bile » et ajoute que « bébé lui ressemble déjà beaucoup » », ce qui sous-entend la grotesque supposition que « ces articles de mobilier » que sont les Veneering sont « la proie de pulsions sexuelles et même s'adonnent à l'adultère ».

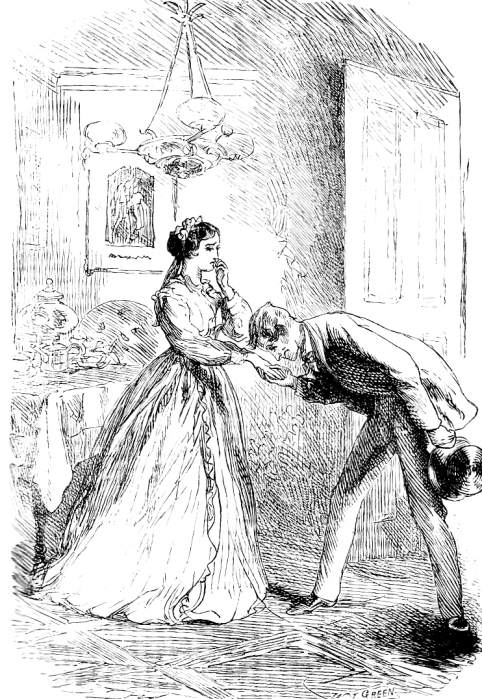
Mr Fledgeby présente ses hommages à une Mrs Podsnap mal à l'aise, par Marcus Stone.

L'humour le plus négatif et le plus hostile s'exerce à l'encontre de Fascination Fledgeby qui apparaît comme un génie de la finance doublé d'un idiot en tout autre domaine, un Veneering en puissance et l'illustration de « Podsnappery » en action. Dickens, visant au-delà du personnage, montre que les ectoplasmes de cette espèce, vides et stériles, sont dans ce monde devenu fou les mieux placés pour gagner les sommets.
Si, selon Kincaid, la comédie jouée par Boffin est cousue de fil blanc, ce qui n'est pas l'avis de Hobsbaum, par exemple, le comique qu'il porte en lui reste ambigu, sans que le lecteur sache vraiment s'il est feint ou s'il sourd du plus profond de cet homme plutôt simple, assez primaire et peu versé dans la nuance : d'abord tout bon, il devient tout mauvais, puis redevient tout bon, si bien que la confusion l'emporte et que « la satisfaction comique est considérablement affaiblie ».

#### Une comédie «flasque» (James R. Kincaid)?
Dans l'ensemble cependant, écrit Kincaid, la comédie de L'Ami commun reste « flasque » ; après tout, il s'agit-là du plus dur des romans de Dickens qui, semble-t-il, peine à éliminer le sentimental, le romanesque mièvre et même la bienveillance facile. Cependant, paradoxe du récit, la sentimentalité elle-même se voit poursuivie par l'humour qui se fait alors franchement hostile : il n'est jusqu'au petit Johnny qui porte sa maladie « non pas avec résignation, mais avec un apitoiement satisfait sur soi-même ». C'est-là une analyse particulièrement pointilleuse et il semble que Kincaid se rue sur un détail pour étayer sa thèse. D'ailleurs, son discours se fait ensuite plus serein et il loue la verve comique qui se dégage du roman dans la veine retrouvée de l'esprit pickwickien. Dickens, écrit-il, « a fait le tour et son dernier roman a achevé et de nouveau capté le style franc et direct du premier. Le rire sert d'arme pour extirper les méchants d'un monde auquel l'amour rend sa santé mentale, son bon sens et sa lucidité ».

### Un anthropomorphisme tous azimuts
Grande est la fréquence dans L'Ami commun des comparaisons de type anthropomorphique, prêtant une vie humaine à des objets inanimés : ainsi, une maison aux fenêtres « corpulentes » ressemble à « un plongeur hésitant », des buissons « se tordent les mains », une ville se comporte en « mégère », un hôtel de ville a des « béquilles », un cadran solaire est « en faillite », des cheminées se conduisent en « vieilles douairières », etc. La plupart du temps, les êtres humains servant de référence sont ténébreux, courroucés, tourmentés, malhonnêtes, inquiétants. Cette couleur des images n'est pas neutre, mais « adaptée aux scènes où elles figurent et […] aux personnages auxquels le narrateur s'est […] identifié […] reflétant le contexte affectif du morceau » : l'étreinte du brouillard devient hostile parce qu'elle s'exerce sur l'odieux Fledgeby, alors que le signal ferroviaire, ailleurs menaçant, par exemple dans The Signalman, se fait aimable pour Bella.
Le roman présente aussi un anthropomorphisme inversé, l'être humain, tout ou partie, se voyant comparé à l'objet inanimé, voire imaginaire. Ainsi, les doigts de Mrs Veneering, qualifiés d'aquilins comme son nez, ne se distinguent que grâce aux bijoux débordant sur ses mains ; Mrs Wilfer est en permanence mécanisée par sa raideur : lorsque son regard foudroie sa progéniture, elle tient à la fois de la tête du sarrasin et de l'horloge hollandaise, sa joue offerte au baiser, du dos d'une cuiller à soupe ou encore de l'ardoise glacée sur laquelle s'inscrivent les visiteurs ; Mr Dolls tombe en morceaux épars, puis se ramasse en perdant chaque fois une demi-douzaine de pièces détachées.
Cet anthropomorphisme des images sombre vite dans le morbide : le surtout de table des Podsnap est malade, le couple Lammle a l'air d'avoir la scarlatine et Mrs Boffin ressemble par ses mouvements désordonnés à un poussah devenu fou : « Missis Boffin poussa un cri de joie, battit des pieds et frappa dans ses mains, en se balançant comme un membre affolé de la famille des poussahs ».
Souvent, ce morbide se fait monstrueux, comme lorsqu'une foule est perçue à travers un assemblage globuleux de culs de bouteille multicolores, ou encore quand la jambe de bois de Silas Wegg maigrit au fur et à mesure que Sloppy le persécute. En outre, la présence de Mr Venus donne des ailes au macabre dont Dickens est friand (voir Sowerberry, Mr Mould, ou Mr Omer). Lorsque le lecteur pénètre dans sa boutique avec Mr Boffin, rangé parmi les bons personnages, le stock de têtes en bocal se met à cligner un œil amusé, et le « gentleman français » énucléé joint ses « non-yeux » à l'accueil ; en revanche, quand c'est Wegg qui se présente, les mêmes causes produisent un tout autre effet, le rictus prenant le relais et les bébés hydrocéphales se déjetant jusqu'à dégringoler des étagères.
L'attrait de l'exceptionnel se marque aussi par l'appel au surnaturel, macabre et inquiétant jusqu'au fantastique : ainsi, les tours d'une église deviennent des monstres gigantesques et terrifiants, jambes en l'air ; les pas de Rogue Riderhood dans la grêle se déforment aussitôt, comme si la marche propre à l'homme l'avait d'un coup déserté ; ailleurs, les étoiles se font spectrales avec une fixité cadavérique.
Cette pléthore de monstres, de fantômes et de cadavres peut paraître relever d'un maniérisme, mais G. H. Ford rappelle au lecteur d'aujourd'hui qu'il « a perdu la dimension révolutionnaire que cette prose offrait à ses contemporains ». Il s'agirait donc là, conclut Monod, d'« une manière plutôt que d'un maniérisme ».

## Adaptations et influence

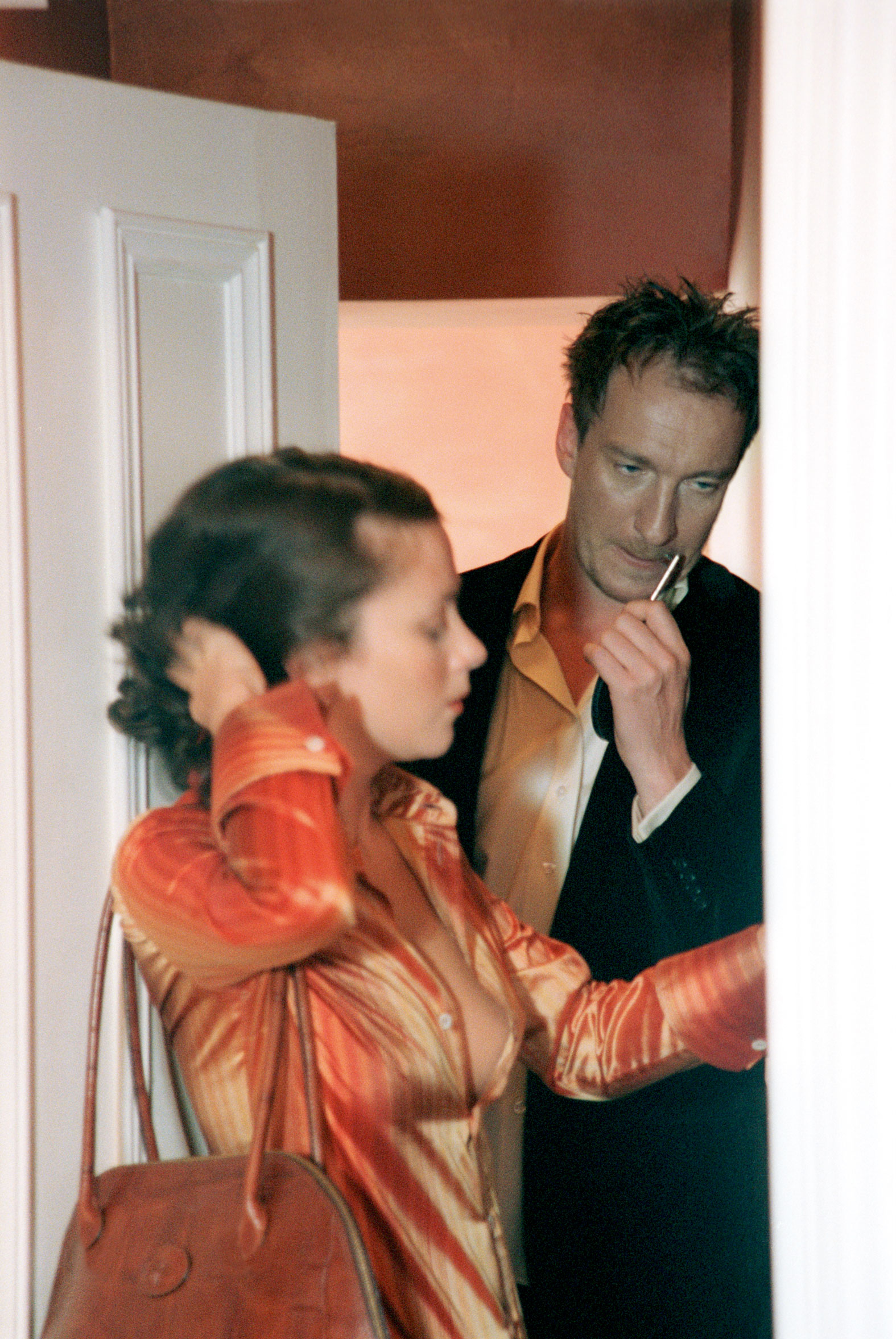
Anna Friel, avec David Thewlis, actrice dans la série de BBC2 en 1998.
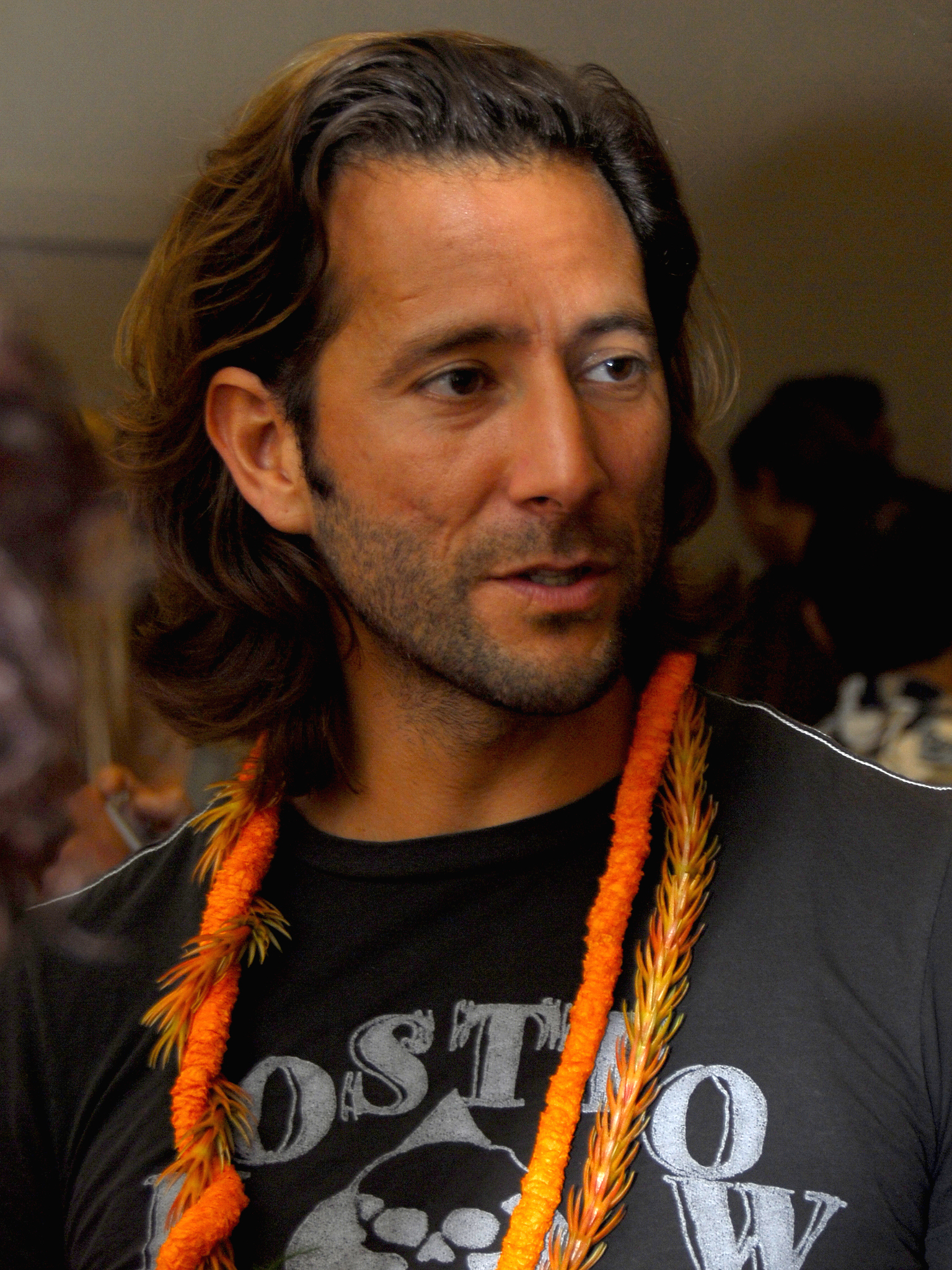
Henry Ian Cusick, interprète de Desmond Hume.
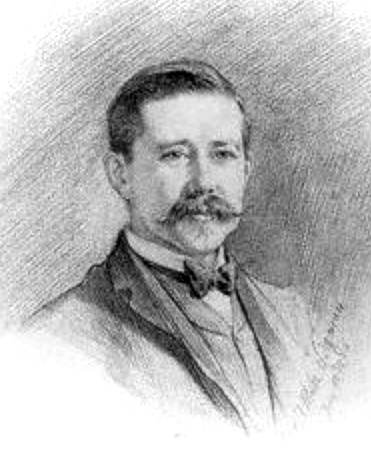
Harry Johnston, auteur d'une suite à L'Ami commun.
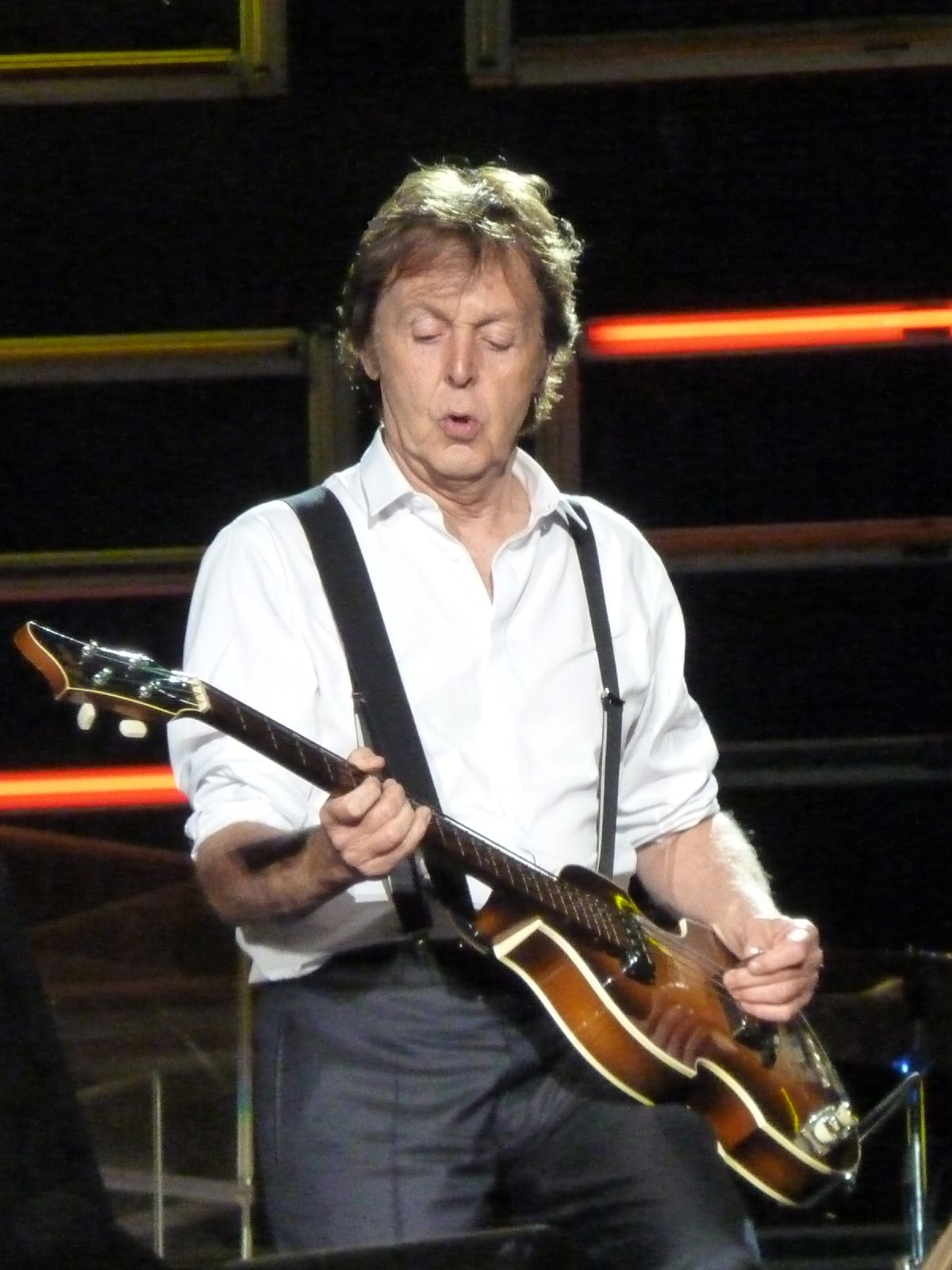
Paul McCartney, auteur de la chanson Jenny Wren.

### Cinéma
Deux films muets adaptés du roman restent particulièrement célèbres, celui, réalisé en 1911 et intitulé du nom d'un des personnages Eugene Wrayburn, avec Darwin Carr dans le rôle-titre, et Vor Faelles Ven (Our Mutual Friend), réalisé en 1921 par le Danois Ake Sandberg ; une version restaurée par l'Institut national du film du Danemark, mais mutilée d'environ 50 % de la seconde partie, est sortie à New York en 2012 et est disponible en DVD.

### Télévision
- La BBC a produit trois séries, l'une en 1958 adaptée par Freda Lingstrom, une autre en 1976 mise en scène par Peter Hammond, la dernière en 1998, adaptée par Sandy Welch et mise en scène par Julian Farino, avec Steven Mackintosh et Anna Friel[53].
- Dans l'épisode Vivre ensemble… de la série Lost : Les Disparus (saison 2), Desmond sort de prison en récupérant ses effets personnels, dont L'Ami commun, qu'il déclare être le seul roman de Dickens qu'il n'a pas lu.

### Radio
Le 7 novembre 2009, BBC Radio 4 a diffusé l'adaptation de Mike Walker.

### Divers
T. S. Eliot a d'abord eu l'intention d'intituler son poème The Waste Land « He do the Police in Different Voices », d'après ce que dit Betty Higden de son fils adoptif Snoopy dans L'Ami commun : « You mightn't think it, but Sloppy is a beautiful reader of a newspaper. He do the Police in different voices ».
Dans la série télévisuelle Lost, Desmond Hume a toujours avec lui un exemplaire de Our Mutual Friend, le seul livre de Dickens qu'il n'ait pas encore lu et qu'il ne prévoit de lire que « plus tard ». En 2005, Paul McCartney a publié, dans son album Chaos and Creation in the Backyard, la chanson Jenny Wren évoquant le personnage du même nom. Enfin, sir Harry Johnston a écrit une suite à Our Mutual Friend, intitulée The Veneerings et publiée au début des années 1920.

### Texte
- (en) Charles Dickens, Our Mutual Friend, Londres, Wordsworth Classics, 1997, 794 p. (ISBN 978-1-85326-194-7), introduction et notes de Deborah Wynn, texte de référence.

### Traductions en français
- (fr) Charles Dickens et Henriette Loreau (trad. Henriette Loreau), L'Ami commun, vol. 2, Paris, Hachette, 1885, traduction de référence (« Traduction d'Henriette Loreau », Wikisource (consulté le 4 juin 2014)), texte de référence.
- (fr) Charles Dickens et Sylvère Monod (trad. Lucien Carrive, Sylvère Monod, Renée Villoteau), L'Ami commun, Paris, Gallimard, coll. « La Pléiade », 1991, 1488 p. (ISBN 2070111997), avec Le Mystère d'Edwin Drood.

### Ouvrages généraux
- (en) Asa Briggs, Victorian People, A Reassessment of People and Themes, 1851-1867, Chicago, University of Chicago Press, 1975, 312 p.
- (en) Margaret Drabble, The Oxford Companion to English Literature, Londres, Guild Publishing, 1985, 1155 p.
- (en) Philip Hobsbaum, A Reader's Guide to Charles Dickens, New York, Syracuse University Press, 1998, 318 p. (ISBN 0-8156-0475-0).
- (en) Paul Schlicke, Oxford Reader’s Companion to Dickens, New York, Oxford University Press, 2000, 675 p. (ISBN 978-0-198-66253-2).
- (en) Charles Dickens (Lettres), Graham Storey, Kathleen Tillotson et Madeline House, The Letters of Charles Dickens, Pilgrim Edition, vol. 12, Oxford, Clarendon Press, 1965-2002.
- (en) Paul Davis, Charles Dickens from A to Z, New York, Checkmark Books, 1999, 432 p. (ISBN 0816040877).
- (en) John O. Jordan, The Cambridge companion to Charles Dickens, New York, Cambridge University Press, 2001.
- (en) David Paroissien, A Companion to Charles Dickens, Chichester, Wiley Blackwell, 2011, 515 p. (ISBN 978-0-470-65794-2).
- (en) Paul Davis, Critical Companion to Charles Dickens, A Literary Reference to His Life and Work, New York, Facts on File, Inc., 2007, 689 p. (ISBN 0-8160-6407-5).
- (en) A. O. J. Cockshut, The Imagination of Charles Dickens, New York University Press, 1962 (ISBN 0814700926 et 9780814700921).

### Charles Dickens et son œuvre
- (en) Frederick G. Kitton, Dickens and His Illustrators, Londres, George Redway, 1899, réédition : Honolulu, University of Hawai`i System, 2004.
- (en) John Forster, The Life of Charles Dickens, Londres, J. M. Dent & Sons, 1872-1874, édité par J. W. T. Ley, 1928.
- (en) G. K. Chesterton, Charles Dickens, Londres, Methuen and Co., Ltd., 1906.
- (en) G. K. Chesterton, Appreciations and Criticisms of the Works of Charles Dickens, London, J. M. Dent, 1911.
- (en) George Gissing, The Immortal Dickens, Londres, Cecil Palmer, 1925.
- (en) Humphry House, The Dickens World, Londres, Oxford University Press, 1941, 232 p.
- (en) Lionel Stevenson, The Sewanee Review, vol. 51, no 3, Baltimore, Maryland, Johns Hopkins University Press, 1943, « Dickens's Dark Novels, 1851-1857 ».
- (en) Arnold Kettle, Introduction to the English Novel, New York, Harper & Brothers, 1951.
- (en) Edgar Johnson, Charles Dickens: His Tragedy and Triumph. 2 vols, New York, Simon and Schuster, 1952, 1158 p.
- (fr) Sylvère Monod, Dickens romancier, Paris, Hachette, 1953, 520 p.
- (en) K. J. Fielding, Charles Dickens, a critical introduction, Londres, Longmans, Green and Co., 1958, 218 p.
- (en) John Butt et Kathleen Tillotson, Dickens at Work, Londres, Methuen, 1957, 250 p.
- (en) John Hillis-Miller, Charles Dickens, The World of His Novels, Harvard, Harvard University Press, 1958, 366 p. (ISBN 0674110005).
- (en) E. A. Horsman, Dickens and the Structure of Novel, Dunedin, N.Z., 1959.
- (en) Philip Collins, Dickens and Education, Londres, Macmillan, 1964.
- (en) Earle Davis, The Flint and the Flame: The Artistry of Charles Dickens, Missouri-Columbia, University of Missouri Press, 1963.
- (en) William John Harvey, Character and the Novel, Ithaca, N.Y., Cornell University Press, 1965, 222 p.
- (en) E. D. H. Johnson, Random House Study in Language and Literature Series, New York, Random House, 1969, 251 p., « Charles Dickens: An Introduction to His Novels ».
- (en) F. R. & Q. D. Leavis, Dickens the Novelist, Londres, Chatto & Windus, 1970, 371 p. (ISBN 0701116447).
- (en) George Leslie Brook, The Language of Dickens, Londres, A. Deutsch, 1970, 269 p.
- (en) Robert L. Patten, Charles Dickens and His Publishers, Oxford, Oxford University Press, 1978, 518 p. (ISBN 0198120761 et 978-0198120766)
- (en) Jane Rabb Cohen, Dickens and His Original Illustrators, Columbus, Ohio State University Press, 1980, xxv + 295
- (en) Michael Slater, Dickens and Women, Londres, J. M. Dent & Sons, Ltd., 1983 (ISBN 0-460-04248-3).
- (en) Kathryn Chittick, The Critical Reception of Charles Dickens 1833-1841, New York, Londres, Garland, 1989, 277 p. (ISBN 0-8240-5620-5).
- (en) Paul Schlicke, Dickens and Popular Entertainment, Londres, Unwin Hyman Ltd., 1988, p. 139-143.
- (en) Alexander Welsh, The City of Dickens, Cambridge (Mass.) et Londres, Harvard University Press, 1986, 232 p.
- (en) Badri Raina, Dickens and the Dialectic of Growth, Madison, Wisconsin, Wisconsin University Press, 1986, 172 p. (ISBN 0-299-10610-1).
- (en) Peter Ackroyd, Charles Dickens, Londres, Stock, 1993, 1234 p. (ISBN 978-0099437093), (fr) traduit par Sylvère Monod, Paris, Stock, 1993.
- (en) Philip Collins, Dickens and crime, Londres, Macmillan, 1994, 371 p.
- (en) Philip Collins, Charles Dickens, The Critical Heritage, Londres, Routletge, 1996, 664 p.
- (en) Juliet John, Dickens's Villains : Melodrama, Character, Popular Culture, Oxford, Oxford University Press, 2001, 258 p.
- (en) John Bowen and Robert Patten, Palgrave Advances in Charles Dickens Studies, New York, Palgrave Macmillan, 2006.
- (en) R. E. Pritchard éd., Dickens's England : Life in Victorian Times, Stroud, Gloucestershire, The History Press, 2009, 284 p.
- (en) Angus Wilson, The World of Charles Dickens, Harmondsworth, Penguin Books, 1972, 312 p. (ISBN 0140034889 et 9780140034882).

### L'Ami commun
- (en) Edward J. G. Forse, Notes and Queries, 13 juin 1936, chap. 170 (« Wooden Legs »).
- (en) Sylvère Monod, Études anglaises, vol. X, 1, 1957, « L'expression dans Our Mutual Friend, Manière ou maniérisme ? », p. 37-48.
- (en) Harry Stone, Victorian Studies, vol. II, mars 1959, chap. 3 (« Dickens and the Jews »).
- (en) Harvey Peter Sucksmith, Essays in Criticism, XXIII, 2, Oxford, Oxford University Press, 1973 (ISSN 0014-0856), « The Dust-Heaps in Our Mutual Friend », p. 206-212.
- (en) Richard Altick, « Education, Print, and Paper in Our Mutual Friend », dans Claude de L. Ryals et al. Durham, Nineteenth-Century Literary Perspectives, N.C., Duke University Press, 1974, p. 237-254.
- (en) John Romano, Dickens and Reality, New York, Columbia University Press, 1978, p. xi + 187.
- (en) Jonathan Arac, Commissioned spirits: the shaping of social motion in Dickens, Carlyle, Melville, and Hawthorne, New Brunswick, Rutgers University Press, 1979, 200 p.
- (en) Michael Cotsell, The Companion to Our Mutual Friend, Londres, Allen and Unwin, 1986, 316 p.
- (en) Arthur A. Adrian, Dickens and the Parent-Child Relationship, Athens, Ohio University Press, 1984, xii + 169
- (en) Beth Herst, The Dickens Hero: Selfhood and Alienation in the Dickens World, Londres, Weidenfeld and Nicolson, 1990, xiv + 206
- (en) Deborrah Heller, Jewish Presences in English Literature, Montreal, McGill-Queen's University Press, 1990, « The Outcast as Villain and Victim: Jews in Dickens's Oliver Twist and Our Mutual Friend », p. 40-60.
- (en) Gail Houston, Consuming Fictions: Gender, Class and Hunger in Dickens's Novels, Carbondale, IL., Southern Illinois University Press, 1994, 256 p.
- (en) James D. Mardock, Of Daughters and Ducats: Our Mutual Friend and Dickens's Anti Shylock, Ripon, Wisconsin, Ripon College, 2014 (lire en ligne).
- (en) Phil Gardner, The Lost Elementary Schools of Victorian England: The People's Education, Londres, Croom Elm, 1984.
- (en) David A. Reeder, éd., Educating Our Masters, Leicester, Leicester University Press, 1980.
- (en) Brian Simon, The Two Nations and The Educational Structure, Londres, Lawrence and Wishart, 1974.
- (en) Neil J. Smelser, Social Paralysis and Social Change: British Working-Class Education in the NIneteenth Century, Berkeley, University of California Press, 1991.
- (en) Kate Carnell Watt, Education and Educators in Our Mutual Friend, Santa Cruz, University of California, Riverside, 2012.
- (en) Maggie Morgan, The Polyphonic Voice of Society: A Study Analysis of Our Mutual Friend, Lincoln, Nebraska, The University of Nebraska, 2007, 55 p.